# Biserica fortificată din Dârjiu
Biserica unitariană fortificată din Dârjiu este un monument istoric și de arhitectură din sec. XIII-XIV, una din cele șase biserici fortificate din Transilvania incluse în anul 1999 pe lista UNESCO a patrimoniului cultural mondial. Biserica este una din cele mai importante biserici fortificate secuiești, ea fiind prezentă în toate referințele unor astfel de monumente din Transilvania datorită picturilor murale (în mare parte distruse) din înteriorul bisericii, dar și arhitecturii fortificațiilor ce o înconjoară. Ansamblul bisericii unitariene fortificate este din 2010 catalogat ca monument istoric sub codul cod LMI HR-II-a-A-12813.

## Localitatea
Dârjiu, mai demult Dârj (în maghiară Székelyderzs, colocvial Derzs) este satul de reședință al comunei cu același nume din județul Harghita, Transilvania, România. Prima atestare documentară a satului datează din anul 1274.

## Istoric

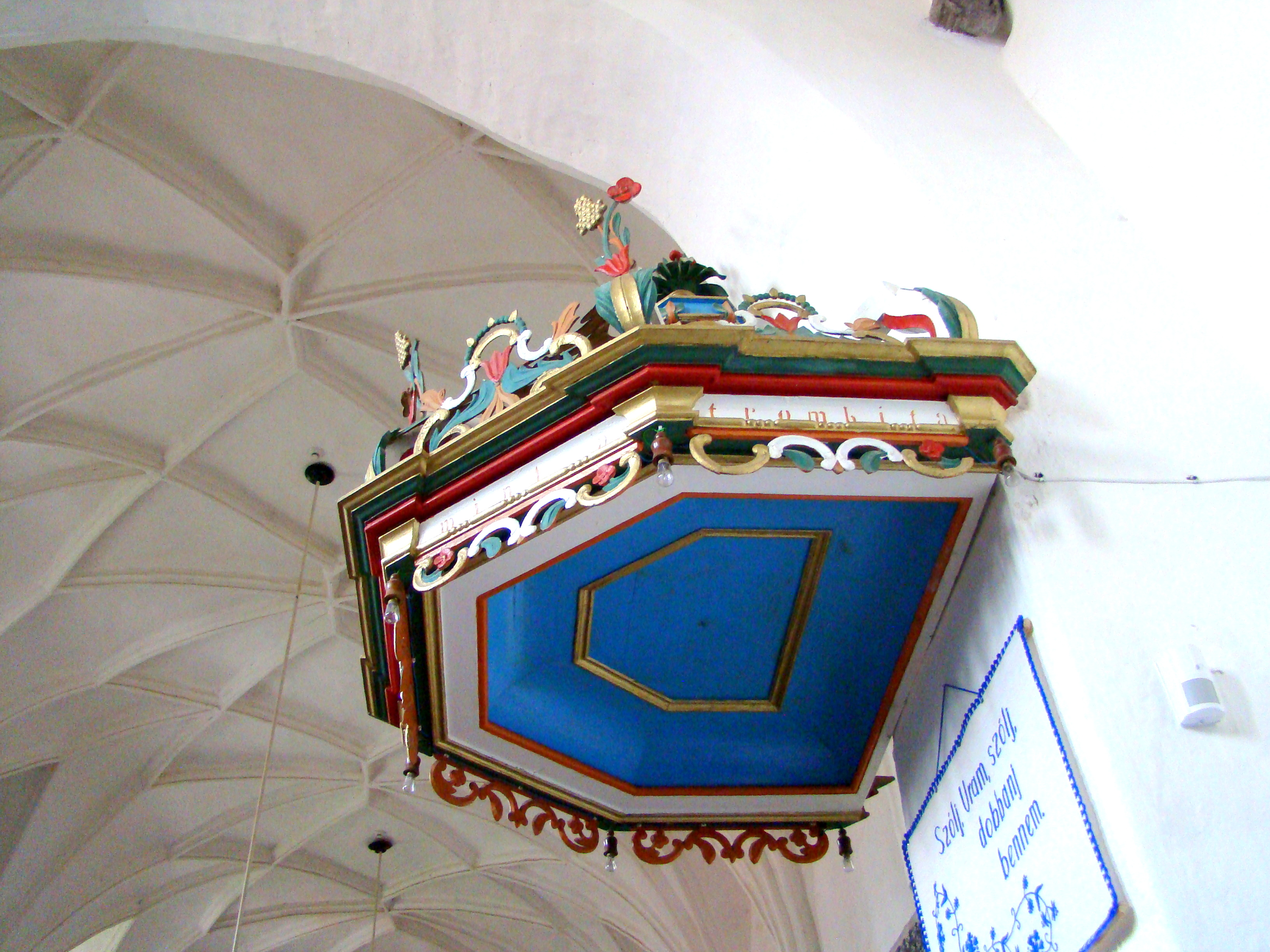
Coronamentul amvonului

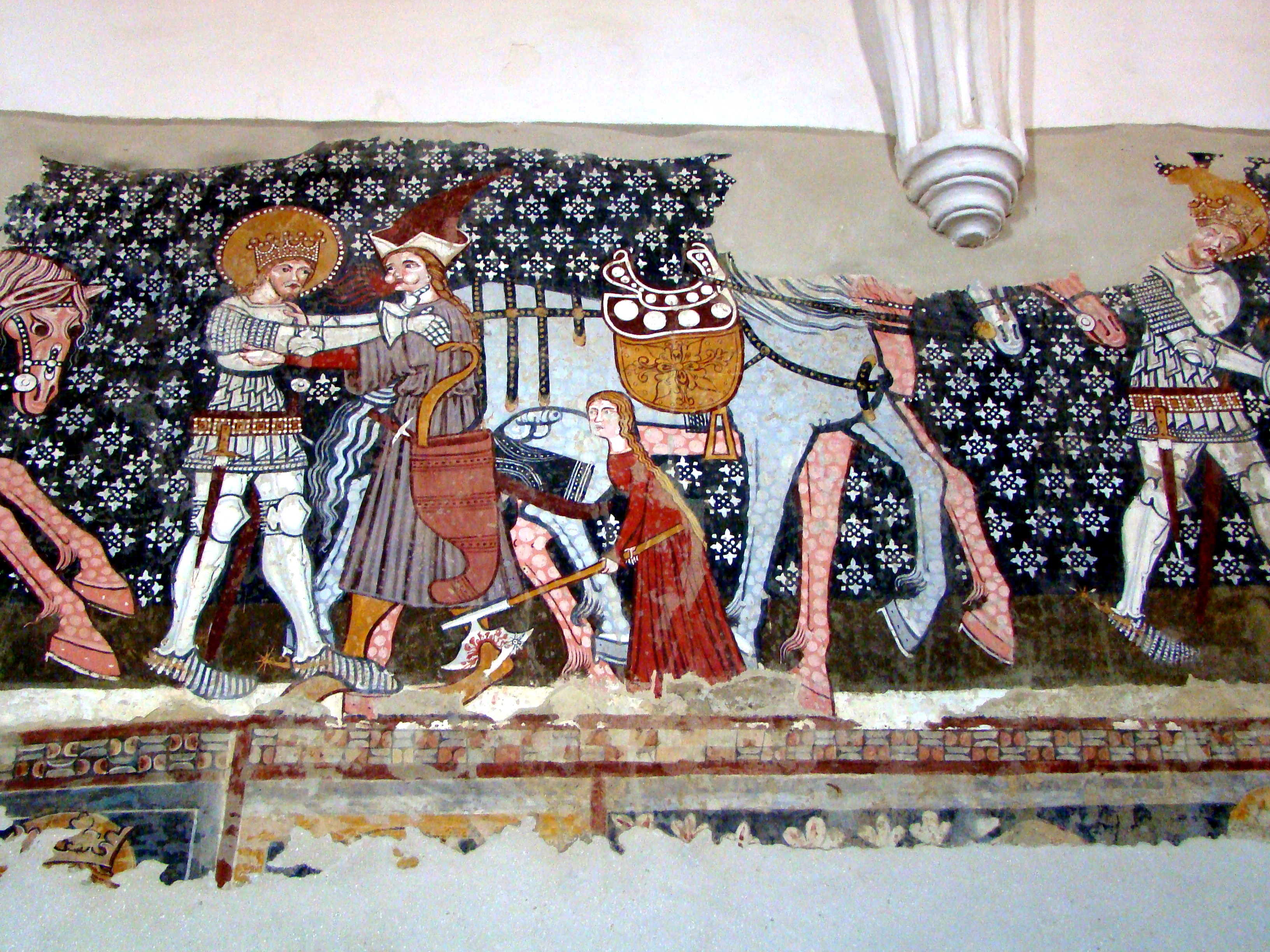
Imaginea unui războinic cuman cu tichie

Biserica are la bază o veche bazilică romană ale căror elemente datează din secolul al XIII-lea. Ridicarea edificiului actual a început în secolul al XIV-lea și terminat în secolul al XV-lea, fortificațiile fiind înălțate în secolul al XVI-lea, având în componența lor cinci bastioane, turnuri de clopote și ziduri de apărare din piatră. 
Biserica a dobândit forma actuală în secolul al XV-lea, cu ocazia unei extinderi în stil gotic. Deosebit de valoroase sunt frescele care reprezintă legenda sfântului Ladislau în care apare și imaginea unui războinic migrator cuman. Legenda se referă la bătălia de la Chiraleș din 1064. Aceste picturi murale au fost acoperite cu ocazia Reformei și au fost redescoperite în secolul al XIX-lea.
Interiorul fortificației are o suprafață de 1852 metri pătrați, biserica aflându-se în mijlocul ei. Biserica prezintă o amprentă dreptunghiulară de 7,25 metri pe 28 metri, cu o înălțime medie de 15 metri, punctul cel mai înalt având 20 de metri. Conform unei inscripții existente pe o țiglă a acoperișului fortificației, cea mai veche renovare a lui a fost făcută în anul 1760. Zidul de protecției are circa 5 metri înățime. Fortificația a fost terminată în anul 1530, ea având înglobată în structură spații de depozitare folosite de locuitorii satului, cum ar fi camere de provizii, de cereale și renumita slănină care are rezervat un turn din fortificație.
Turnul bisericii, care se află la sud de biserica propriu–zisă, este cea mai veche parte componentă a sistemului de fortificații. Zidul bisericii slujea și ca apărare împotriva atacurilor otomane, însă nu este la fel de înalt ca cel al bisericilor fortificate săsești, deoarece satul în sine este amplasat la o înălțime destul de ridicată. Zidul are două porți, astfel încât inamicii intrați pe prima poartă și rămași blocați în incinta cetății să poată fi atacați cu smoală fierbinte. Sătenii își țin și acum cerealele în hambarele aflate în cetate, iar slănina și șuncile se păstrează în bastioanele cetății.

## Structurile defensive ale șarpantei
Reconstruirea gotică a fost urmată, în secolul al XIV-lea, de o înălțare a șarpantei bisericii și de construirea unor creneluri în formă de gaură de cheie, precum și a unui coridor de apărare, prevăzut cu deschizături pentru turnarea smoalei. Folosite în mod frecvent și în cazul bisericilor săsești, aceste deschizături au pe lângă rolul lor de apărare și un rol decorativ, ele sprijinindu-se parțial pe contraforturile bisericii, iar parțial pe consolele articulate prin brâuri.

## Inscripții, lucrări de tâmplărie
În opinia lui Iván M. Balassa, coroana situată deasupra amvonului, ce continuă tradiția barocului târziu, prezentând însă și o influență a stilului empire, a fost realizată pe la începutul secolului XIX, ea nefiind identică cu piesa descrisă în registrul de vizită din 1754. Masa de liturghie pictată datează din 1867. Panourile frontale pictate ale băncilor din navă și de pe galeria pe care este situată orga, au fost montate ulterior și sunt creații contemporane. O valoare aparte o reprezintă inscripțiile din secolele XVII-XVIII ce marchează lucrările de reconstrucție și renovare: în urma restaurării, pe galeria orgii se pot vedea două inscripții de dimensiuni mari, suprapuse, iar pe suprafețele tencuite ale bastioanelor se găsesc alte inscripții.

## Picturile murale medievale
Cel mai valoros tezaur artistic al bisericii din Dârjiu este pictura murală gotică, restaurată de curând. Elementul cel mai spectaculos îl constituie imaginile din partea superioară a zidului nordic, reprezentând legenda Sfântului Ladislau, o legendă foarte răspândită în a doua parte a Evului Mediu pe teritoriul Regatului Ungariei, temă utilizată și în arta religioasă transilvană. În prezent se cunosc 48 de picturi murale ce îl înfătișează pe Sfântul Ladislau, cele mai cunoscute fiind cele de la Dârjiu, Crăciunel, Chilieni, Chichiș, Ghelința, Biborțeni, Mugeni și Daia.
Pe baza inscripțiilor de pe frescele aflate pe pereții sudici ai bisericii, pictura murală de la Dârjiu datează din 1419, inscripția specificând și numel persoanei care a comandat-o: magisterul Paul, fiul lui István Ungi.

## Imagini din exterior

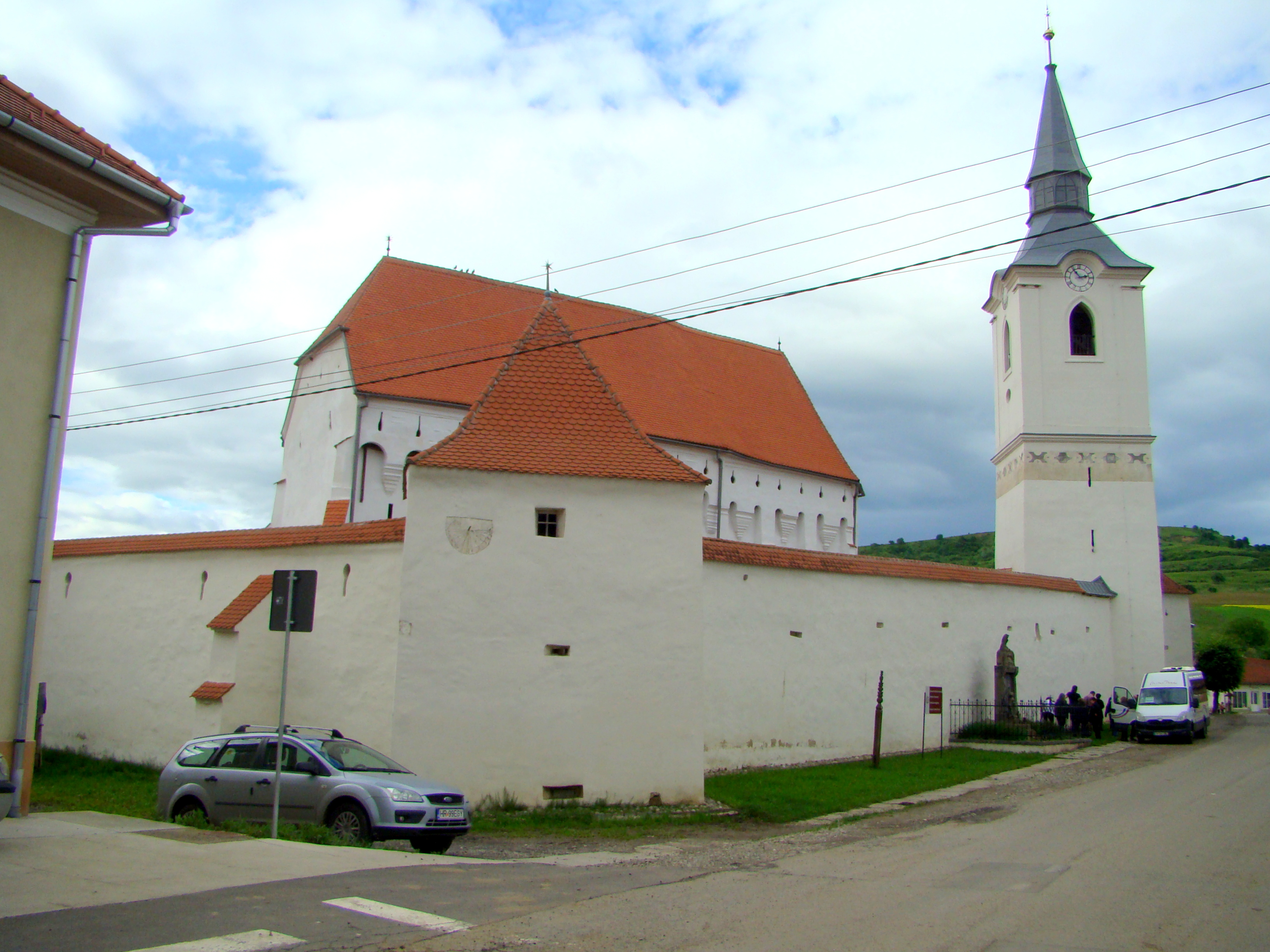
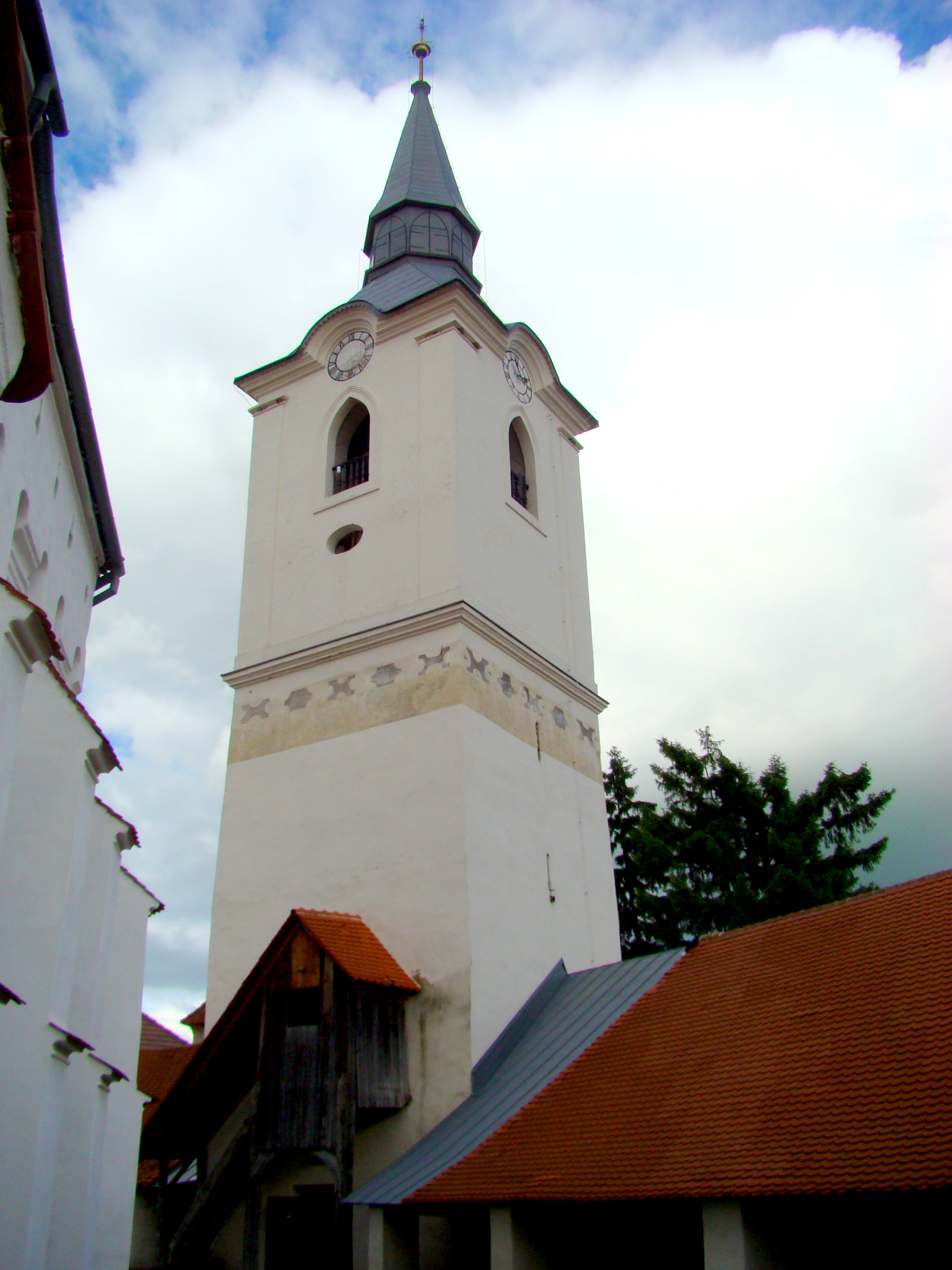
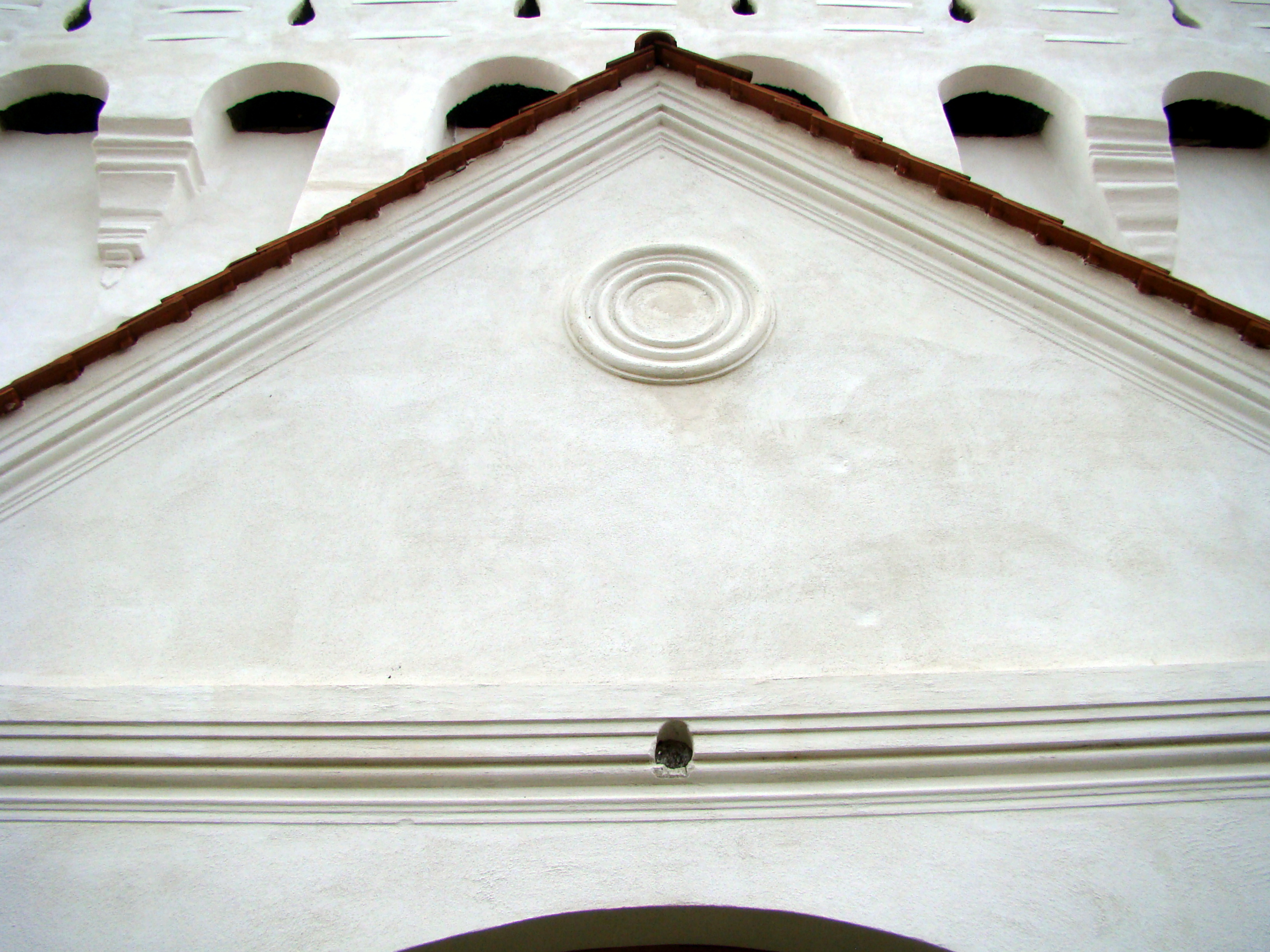
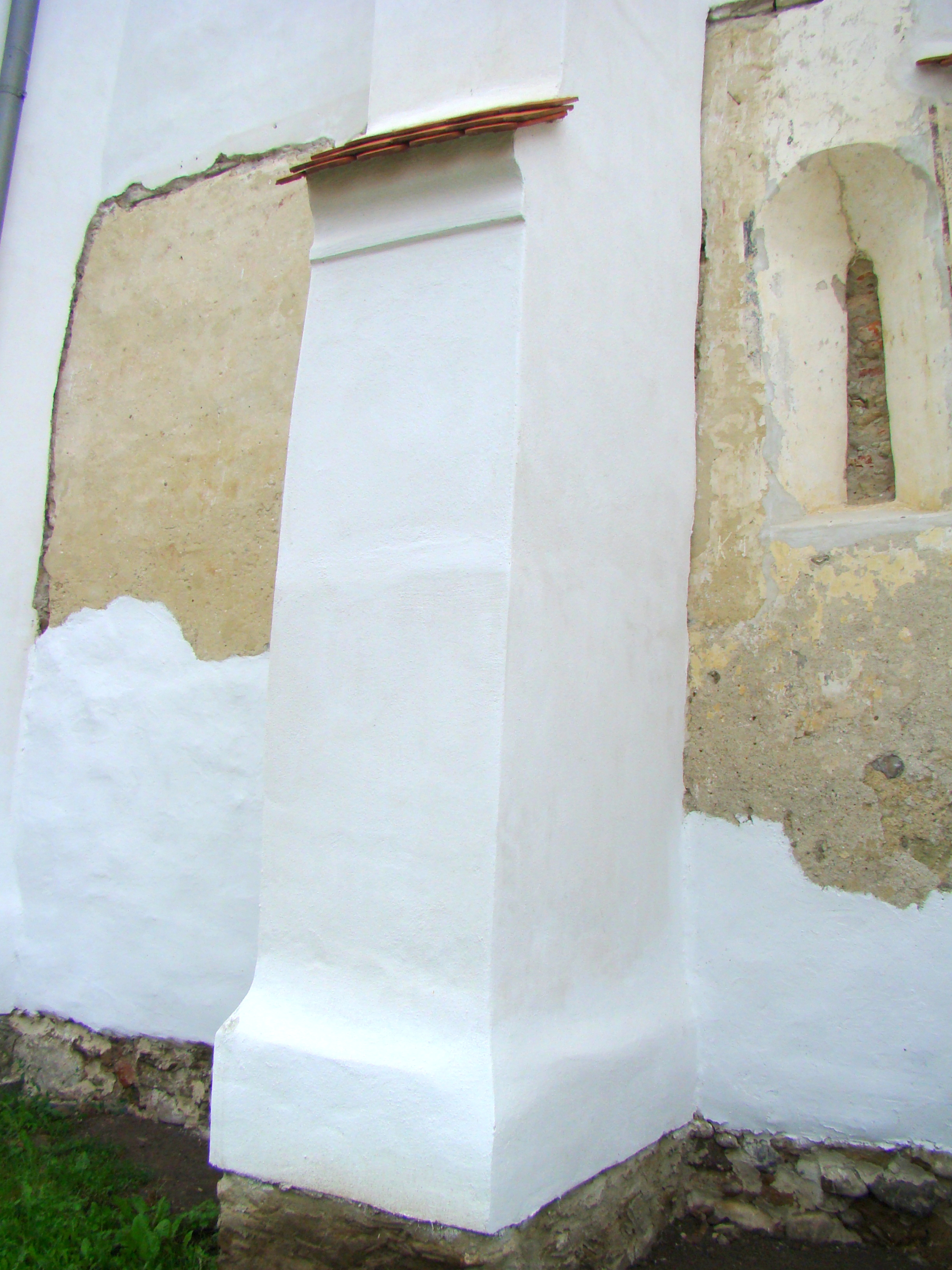
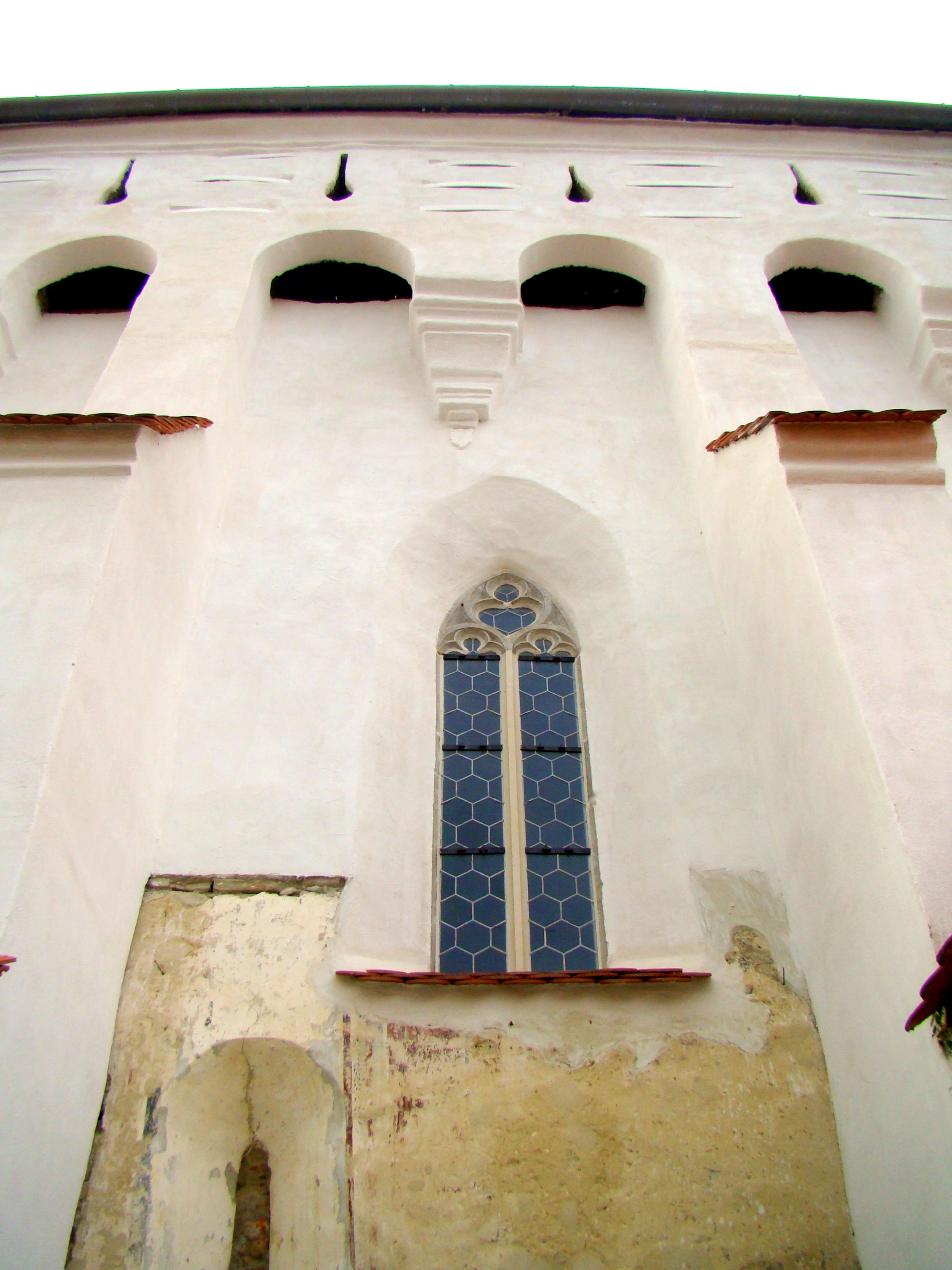
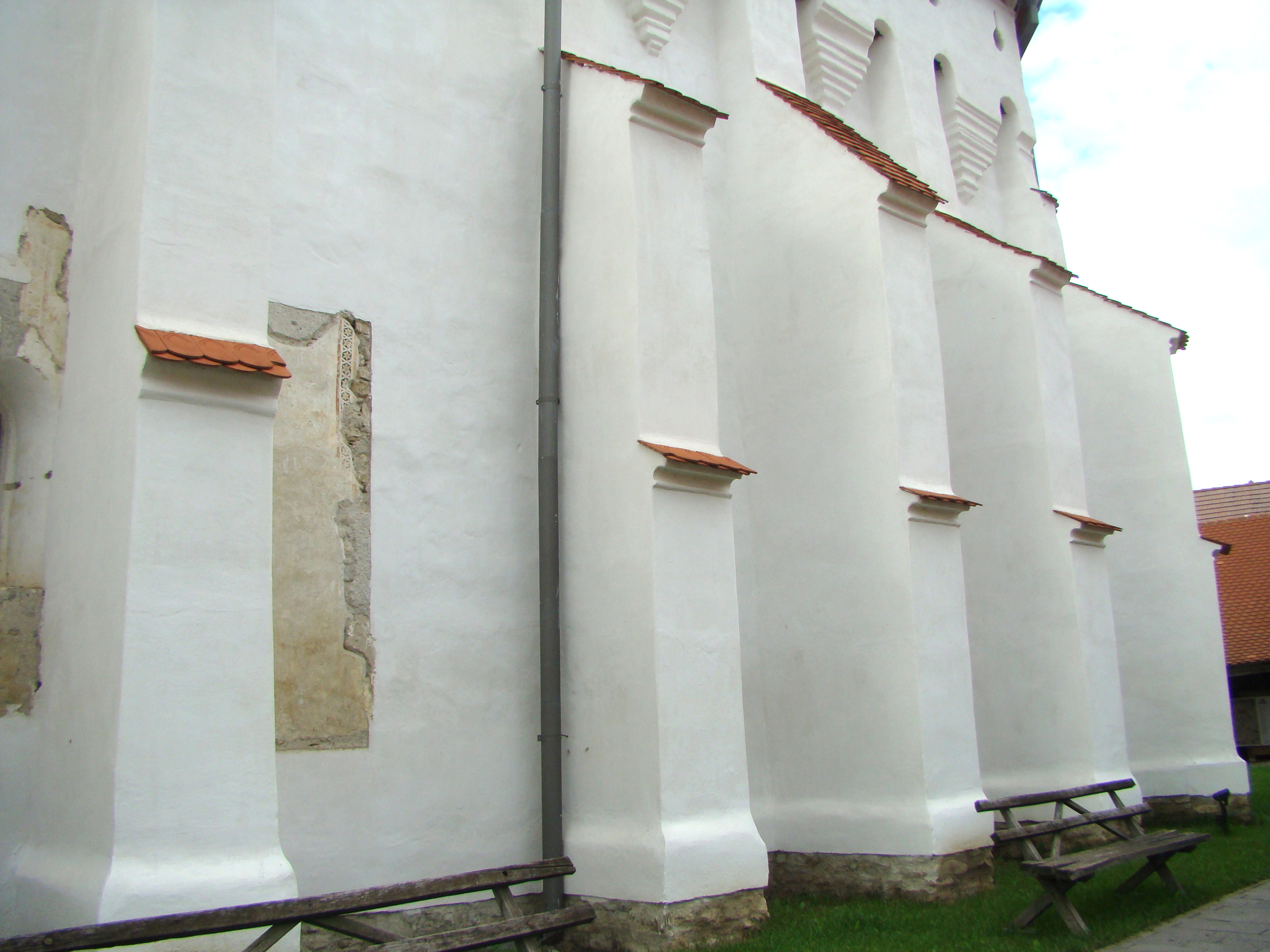
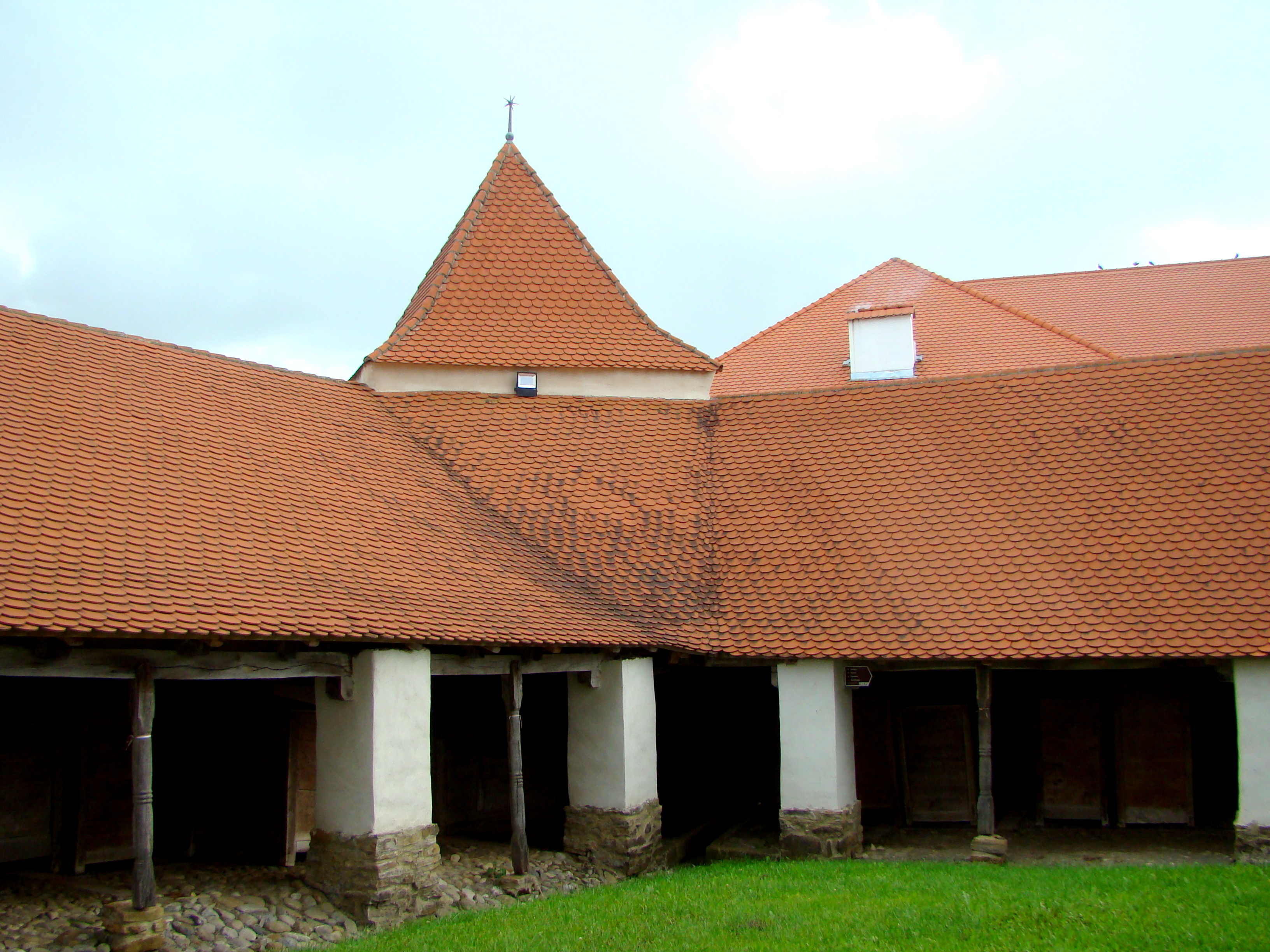
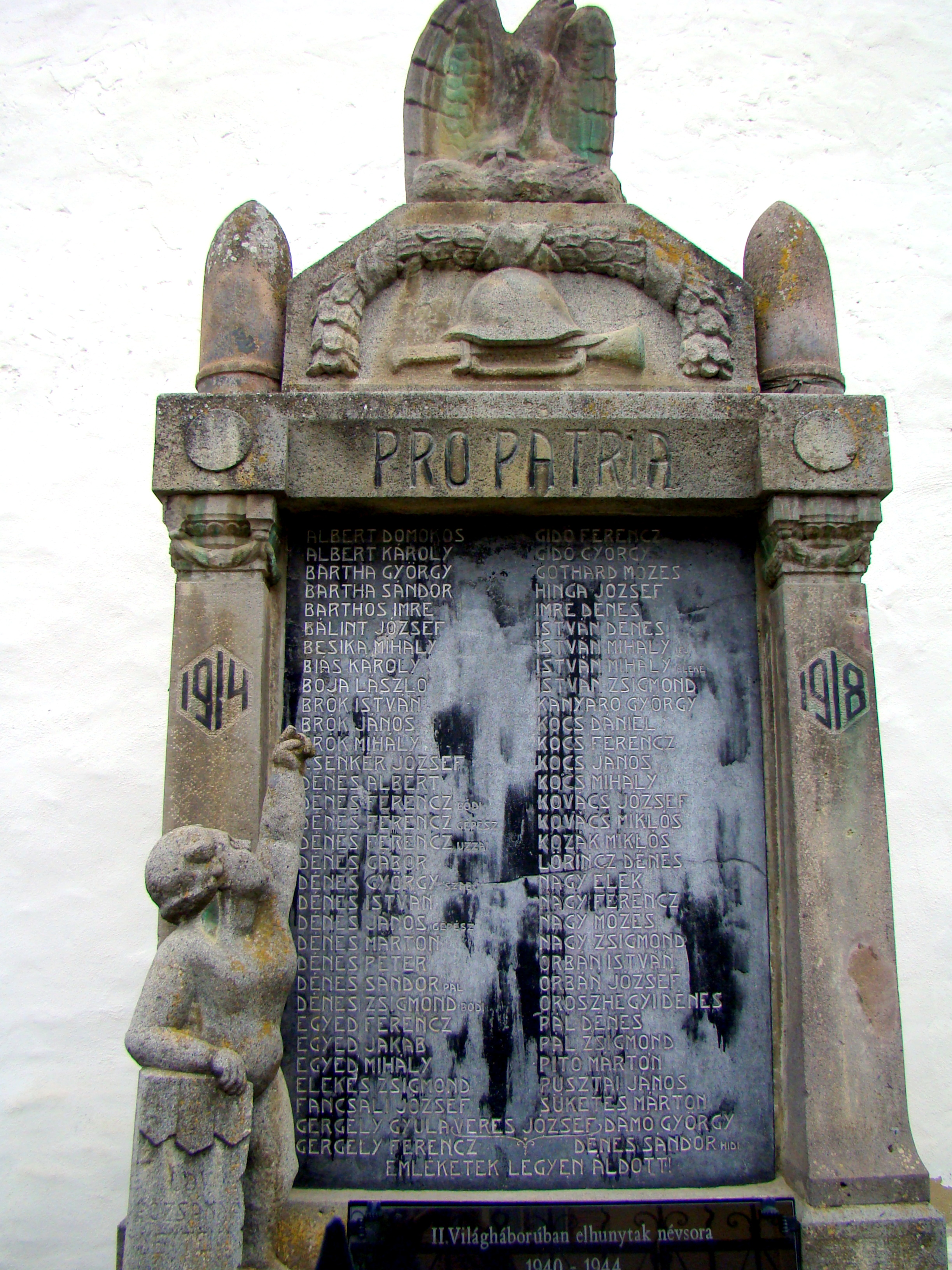
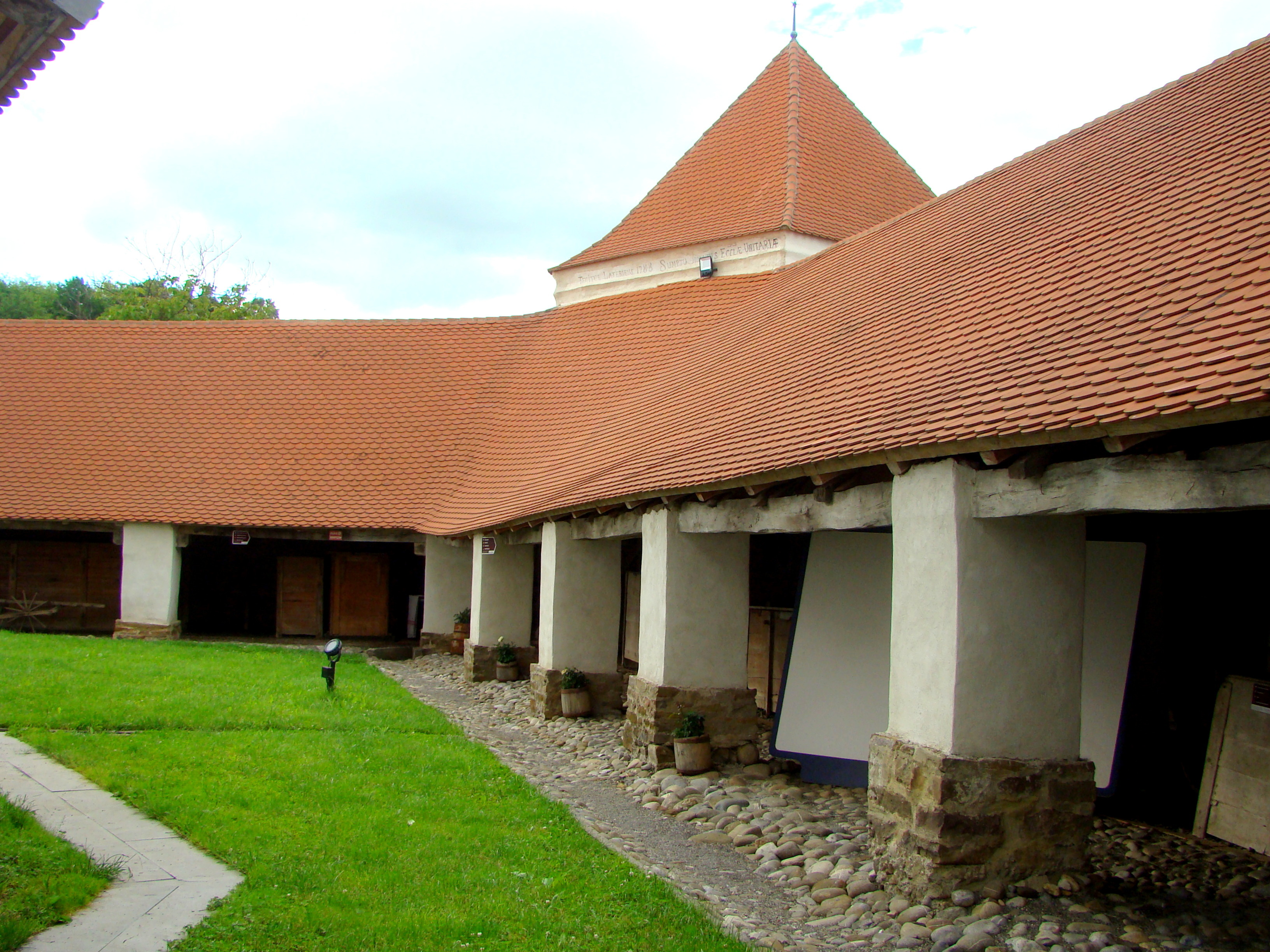
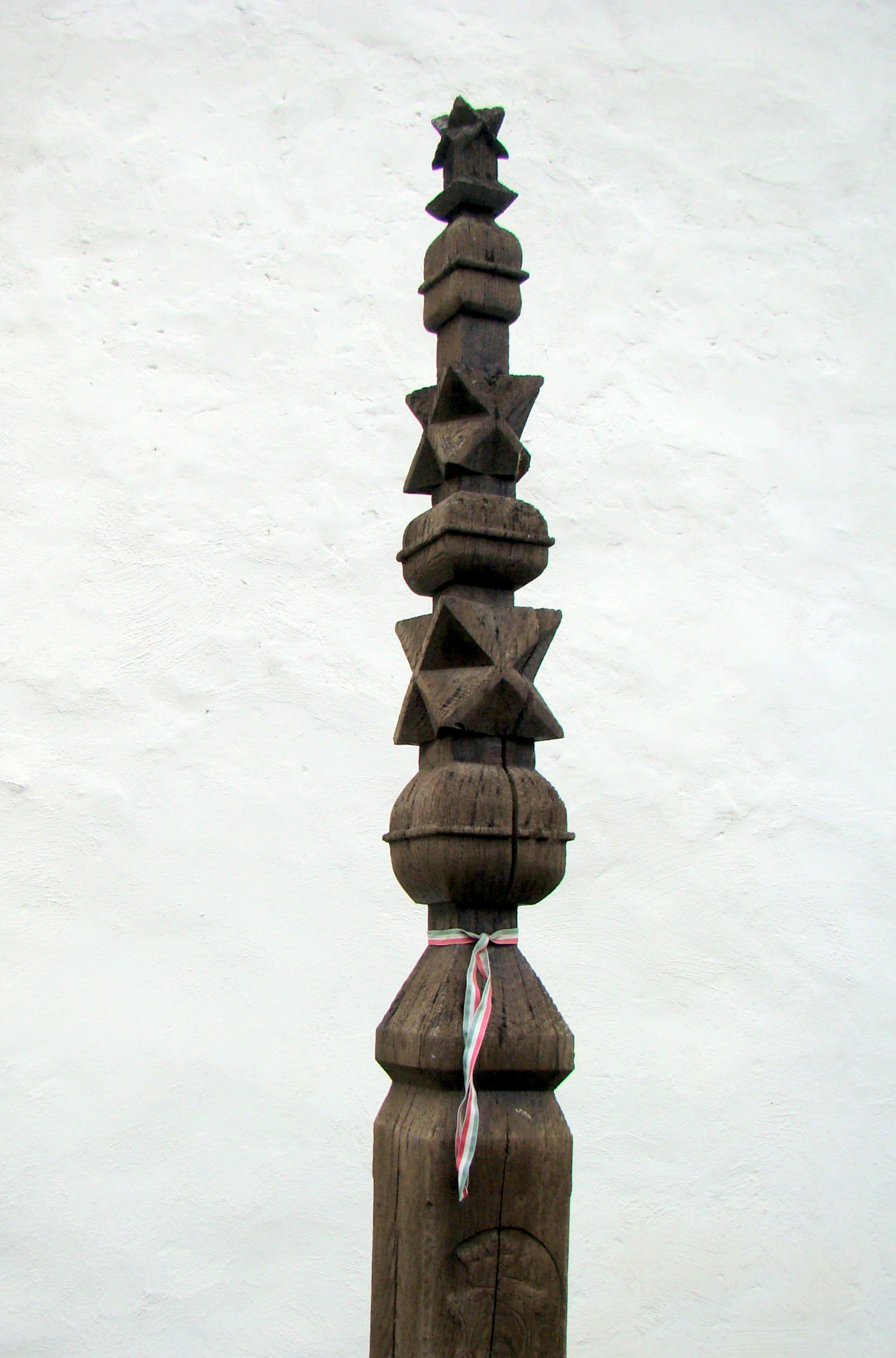
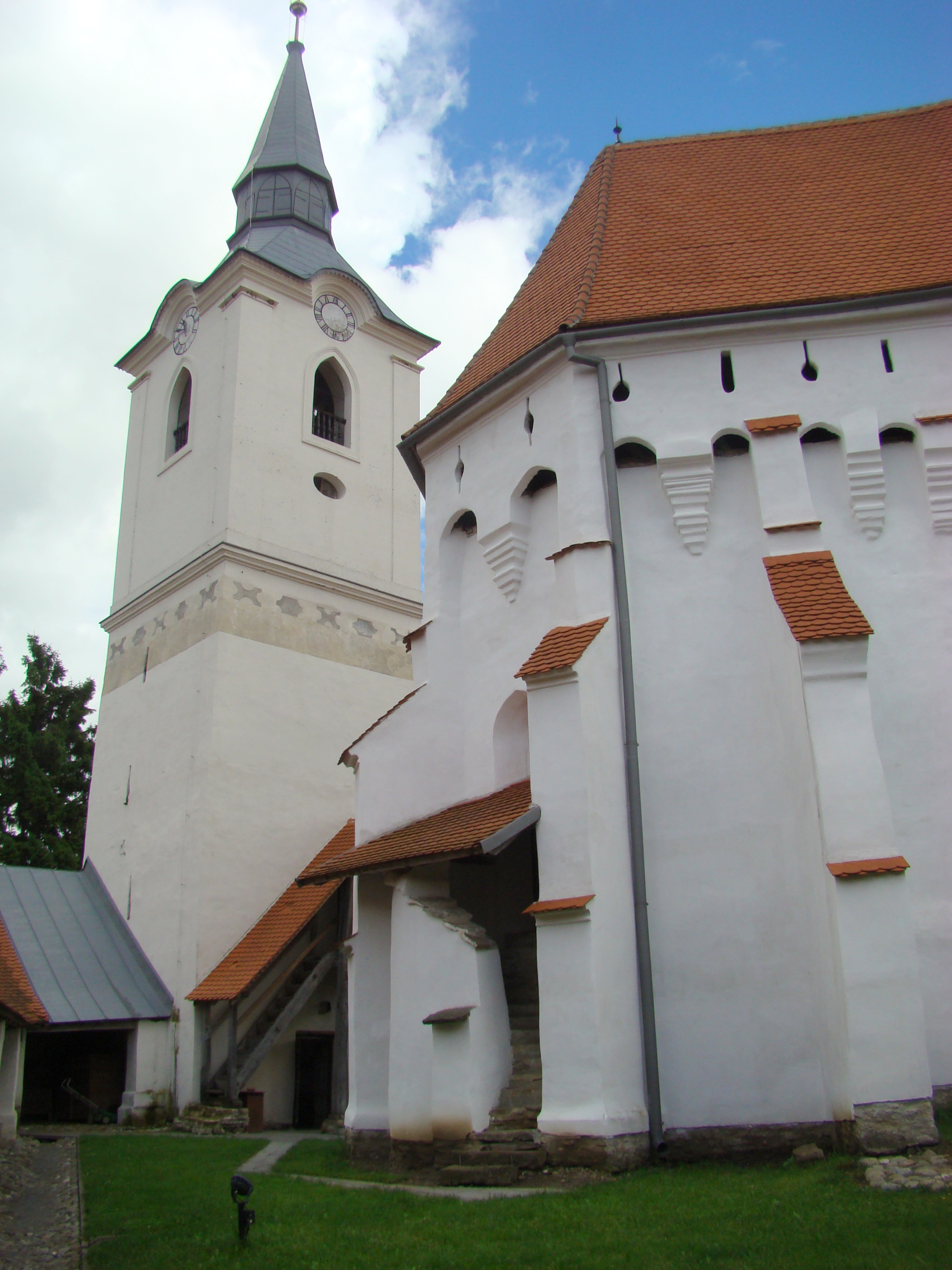
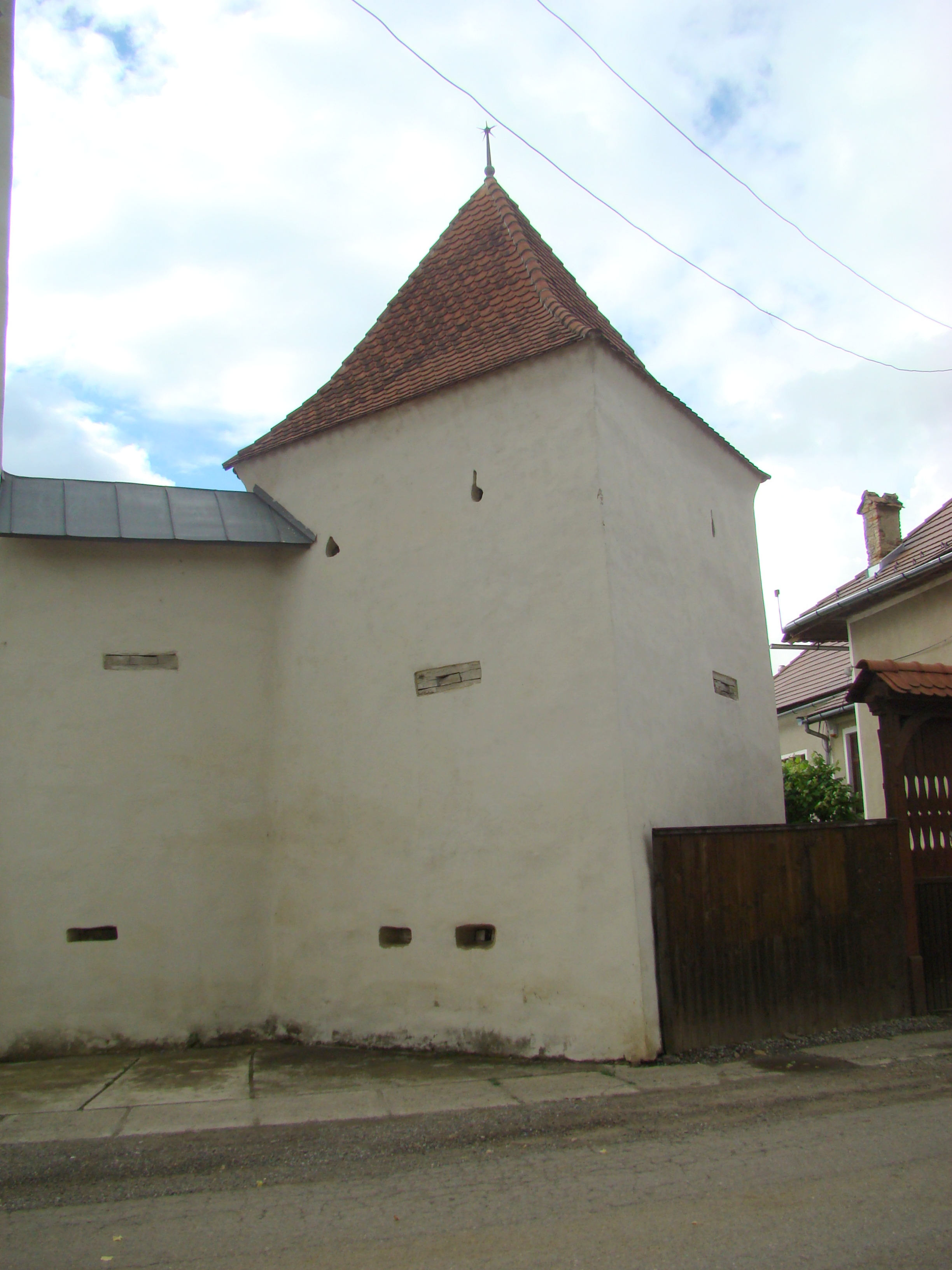
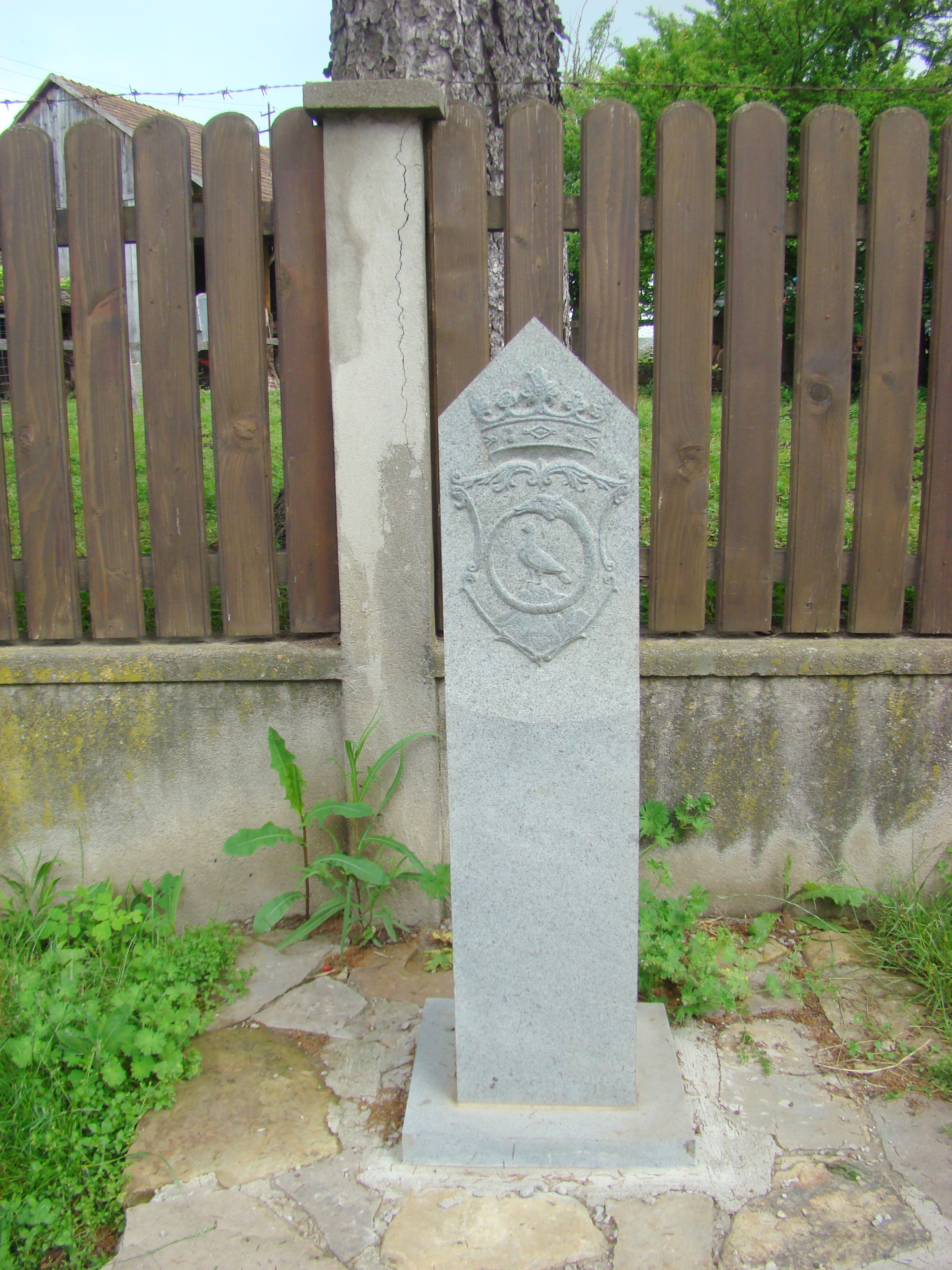
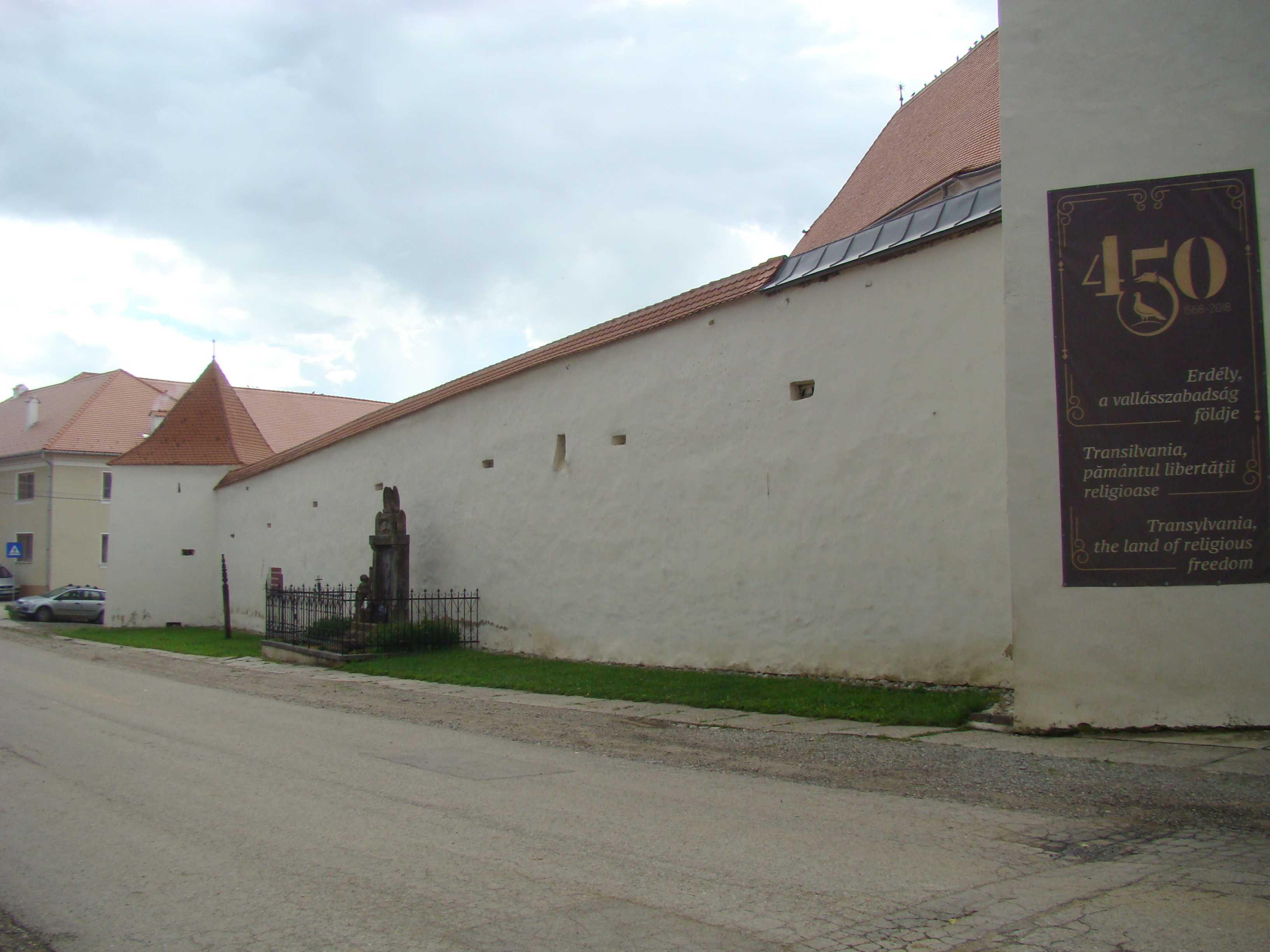
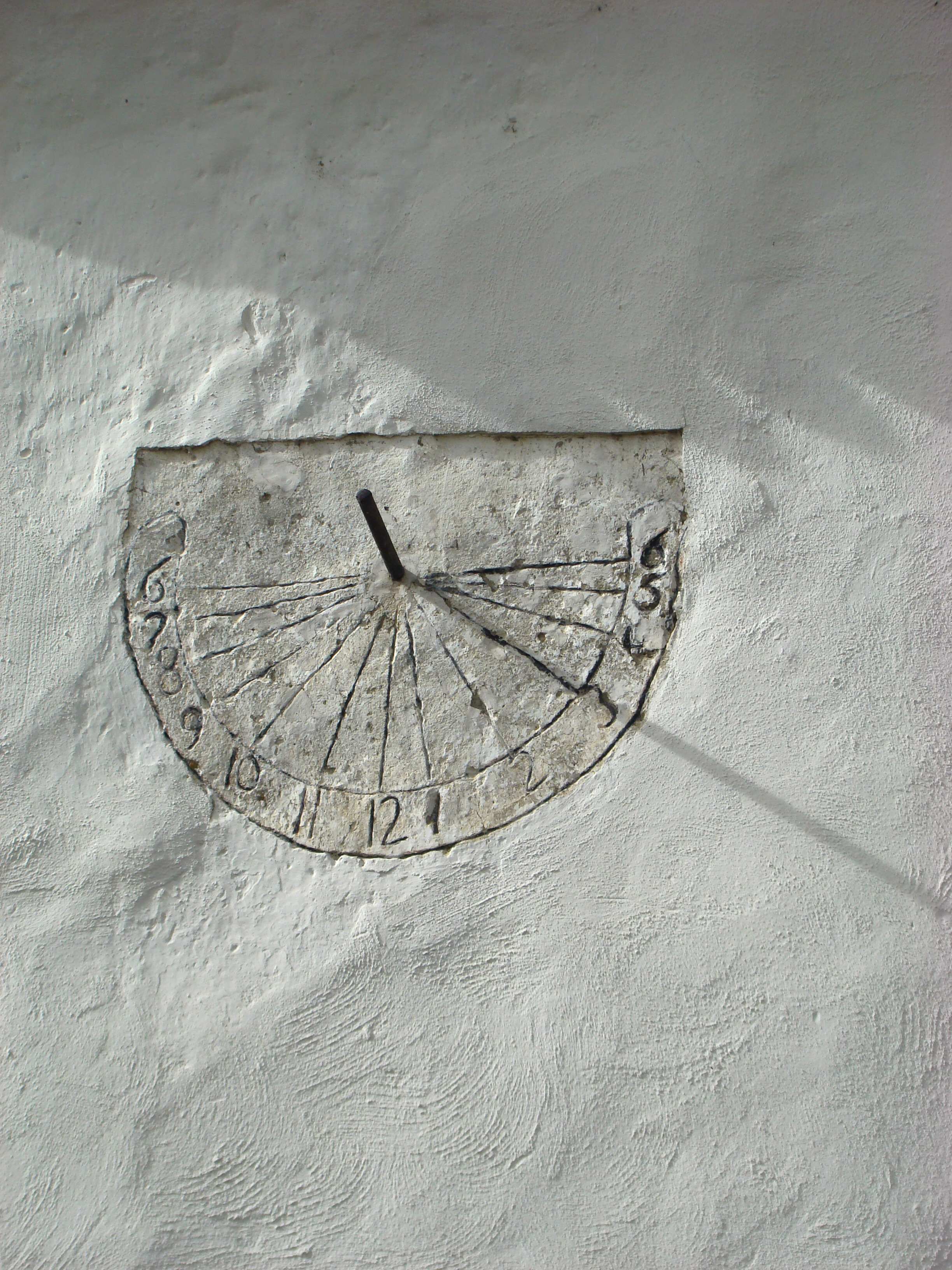
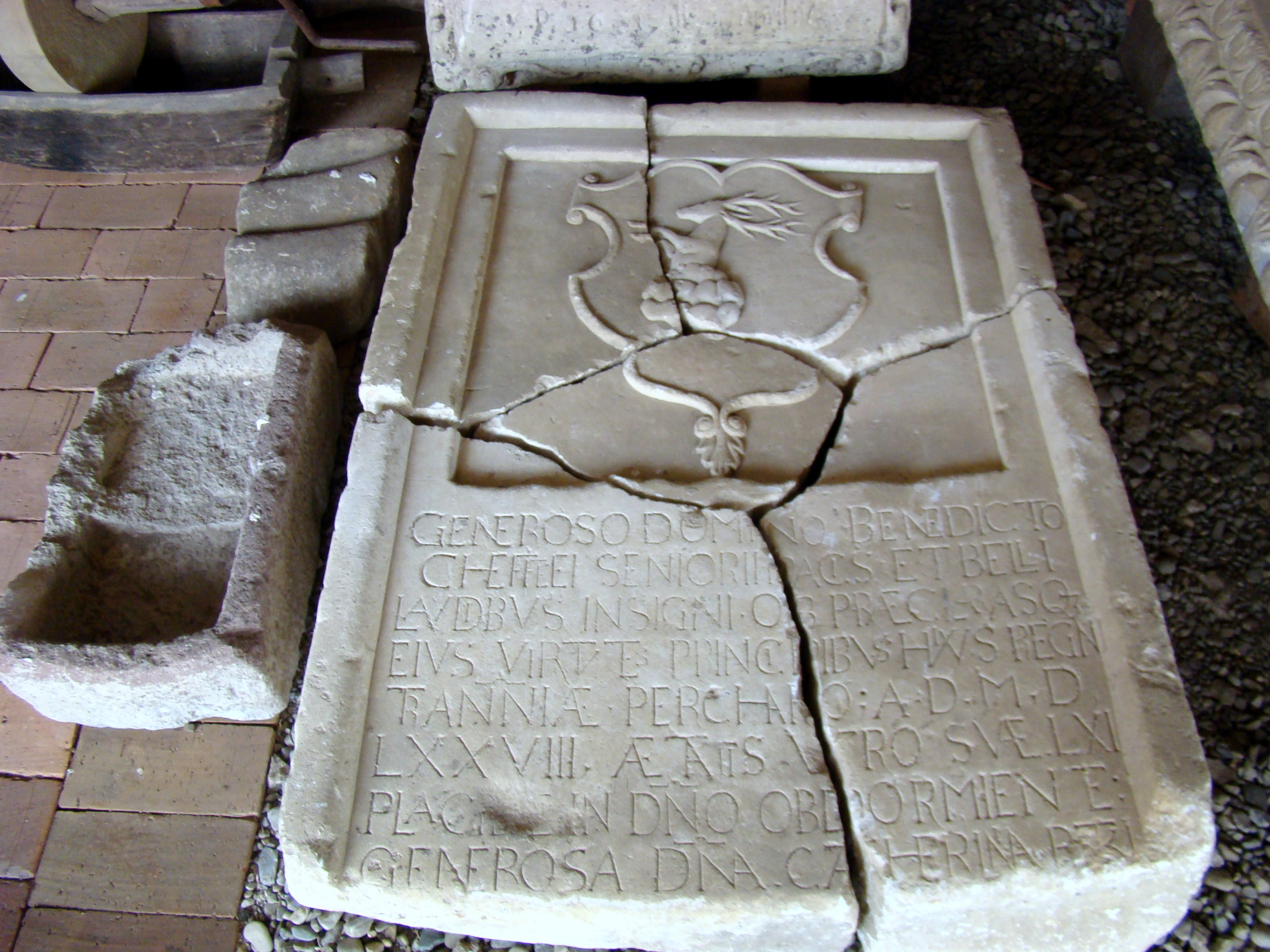
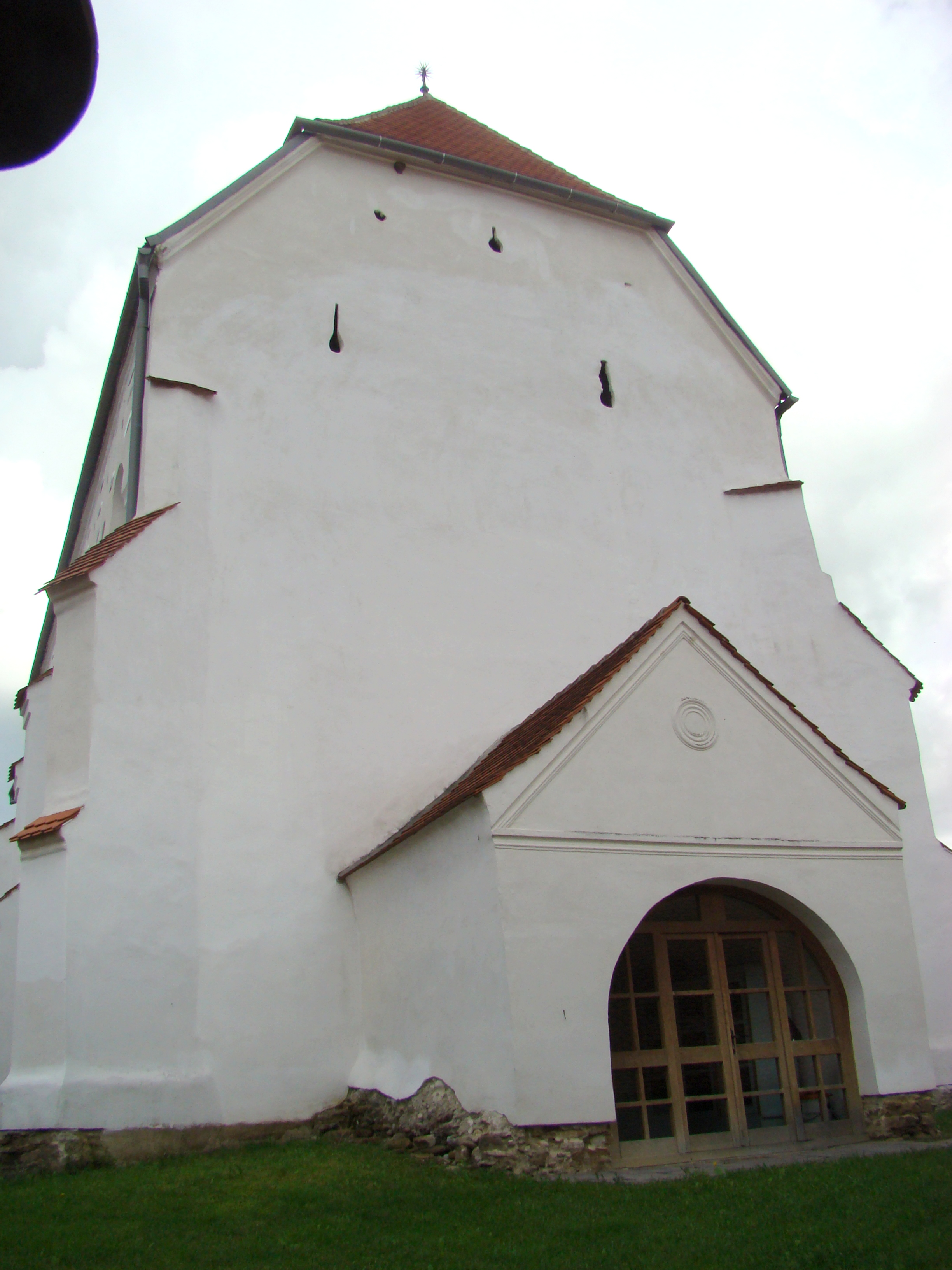
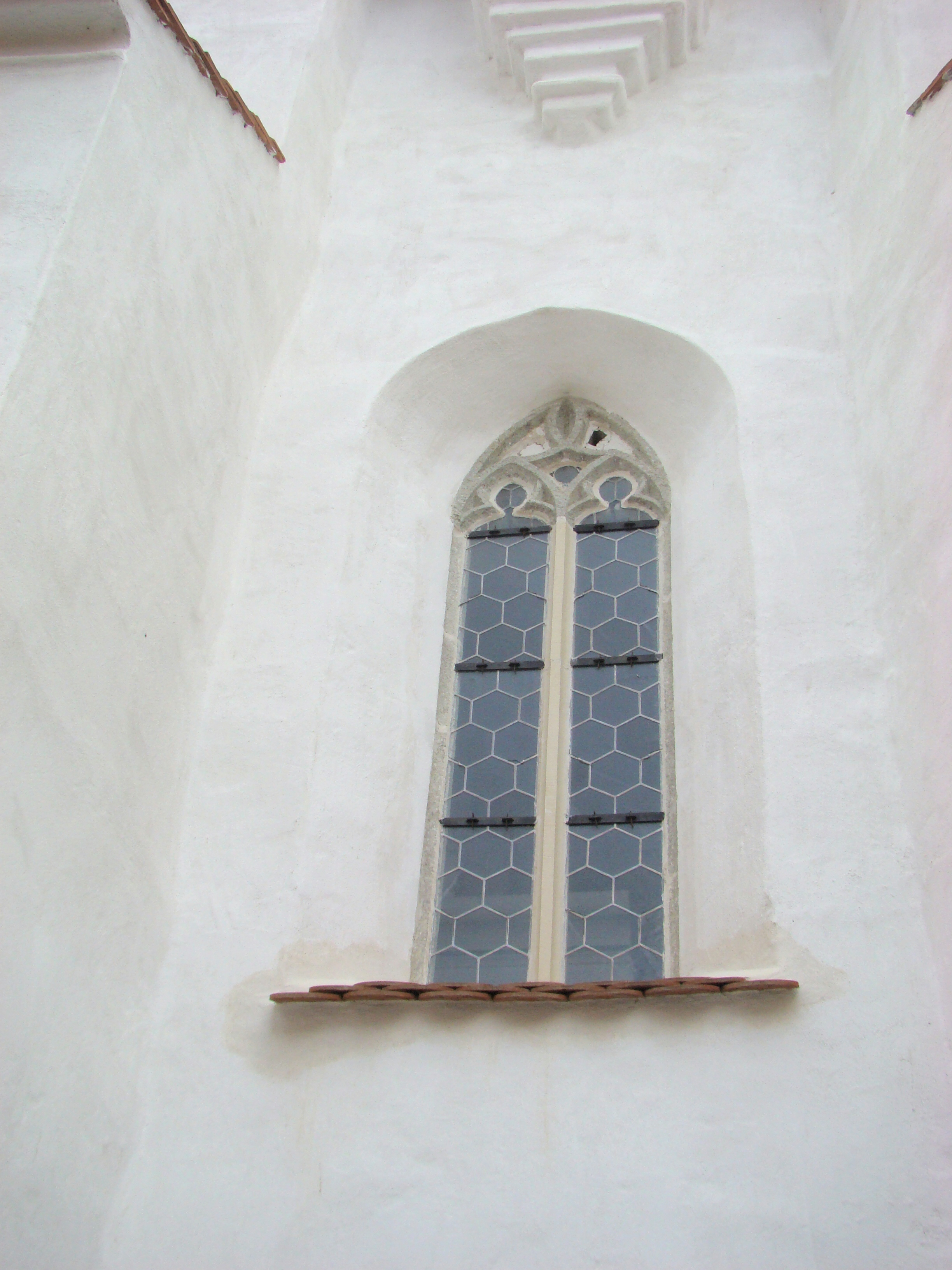
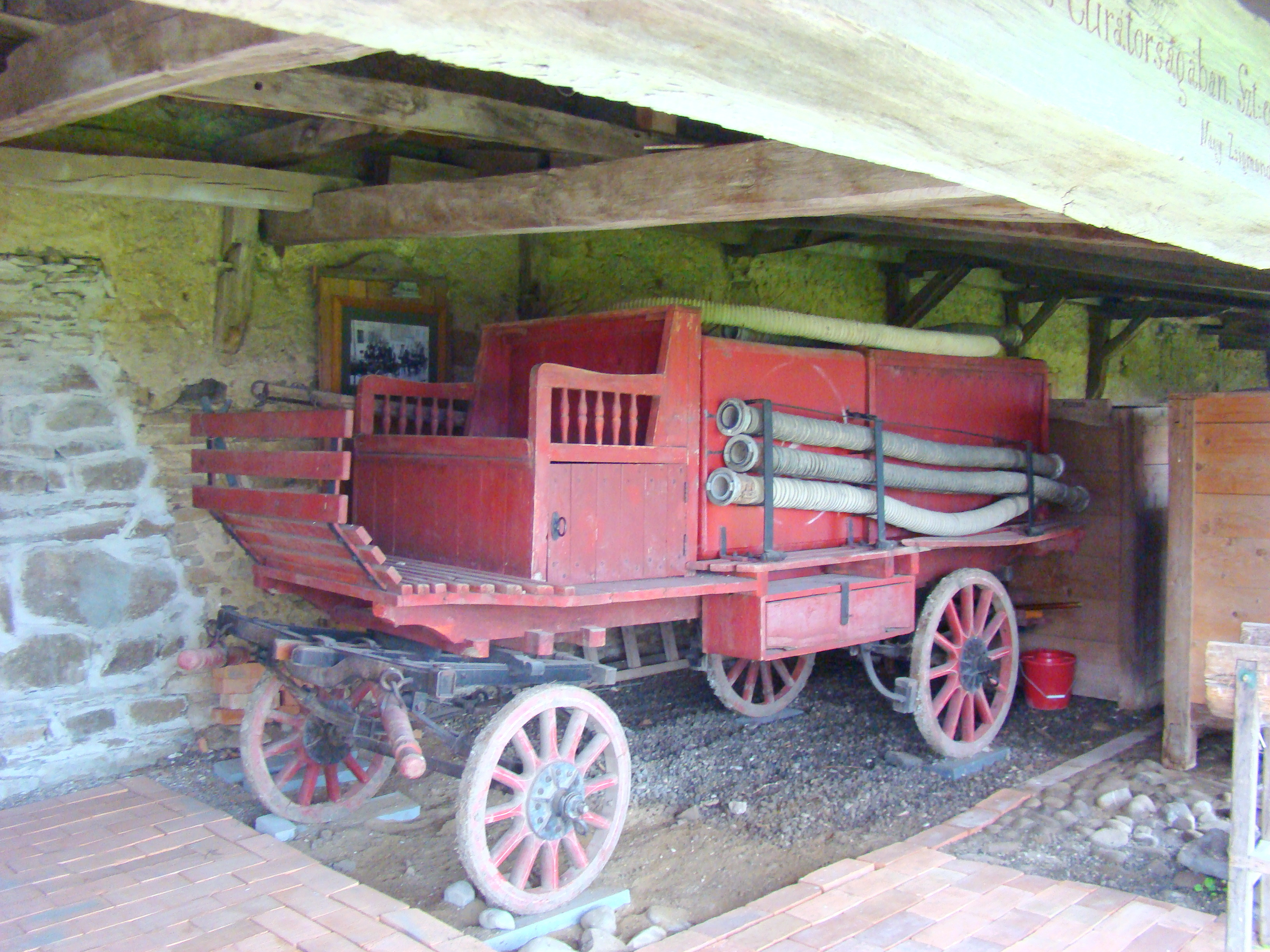
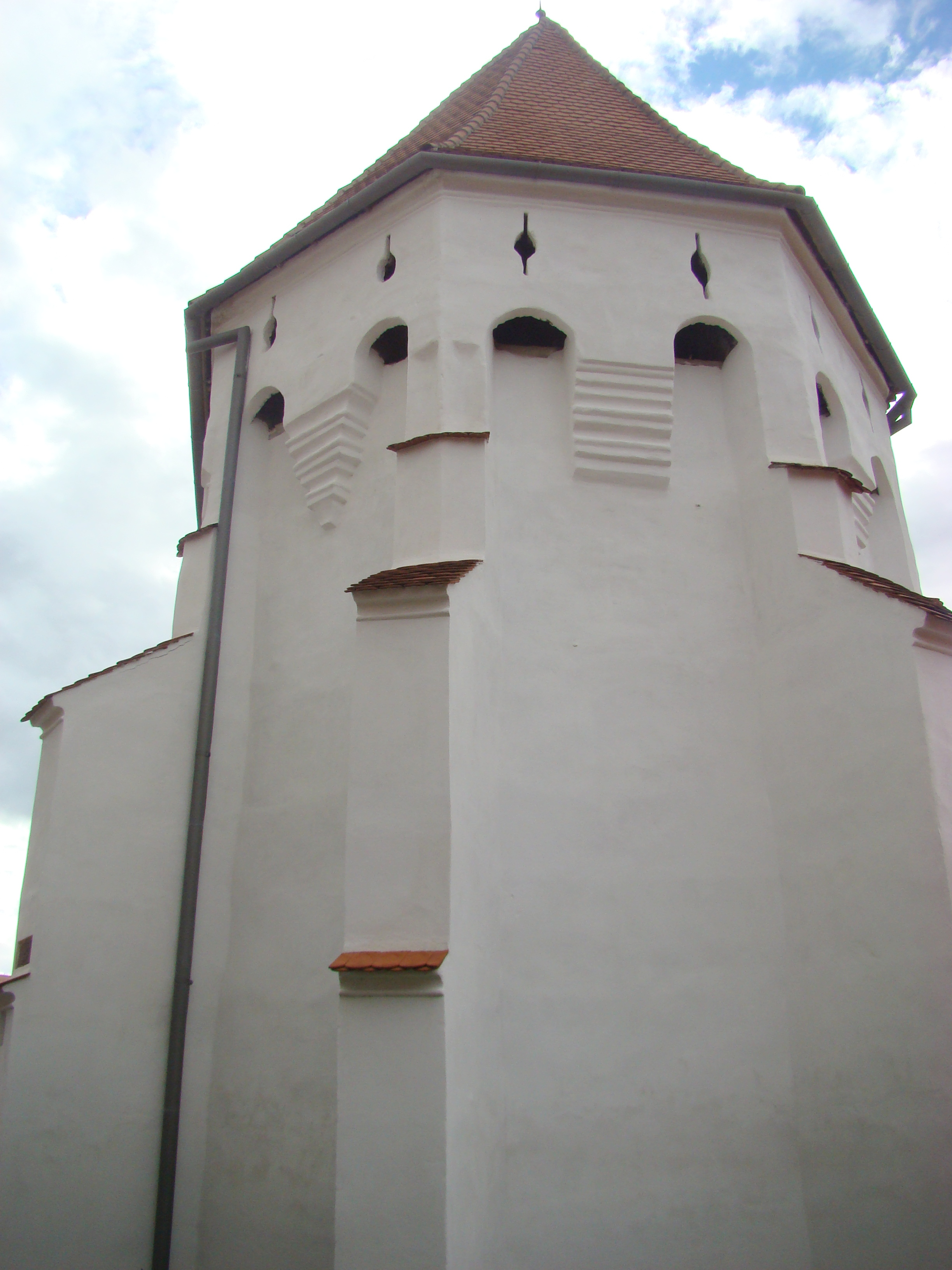
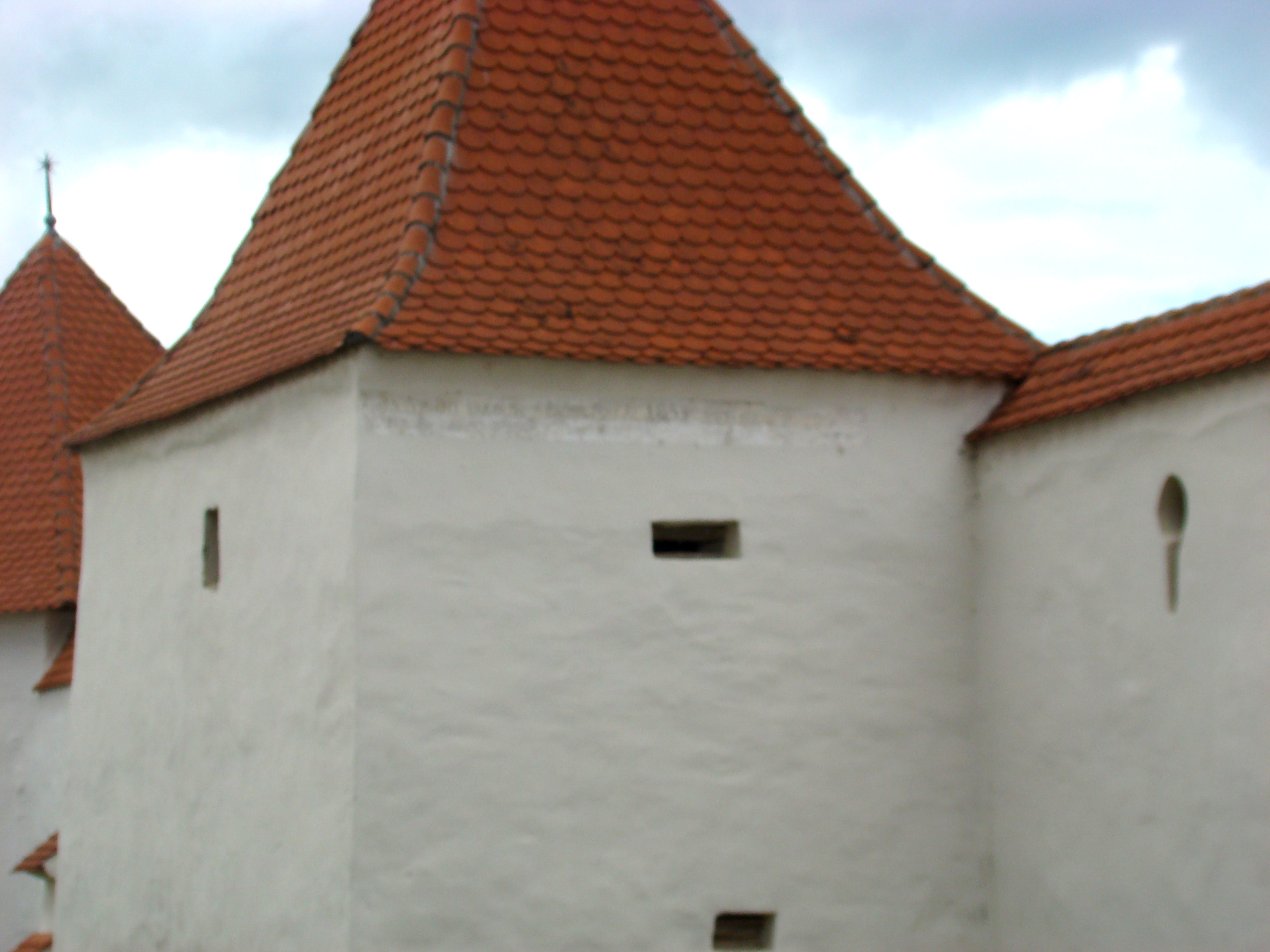
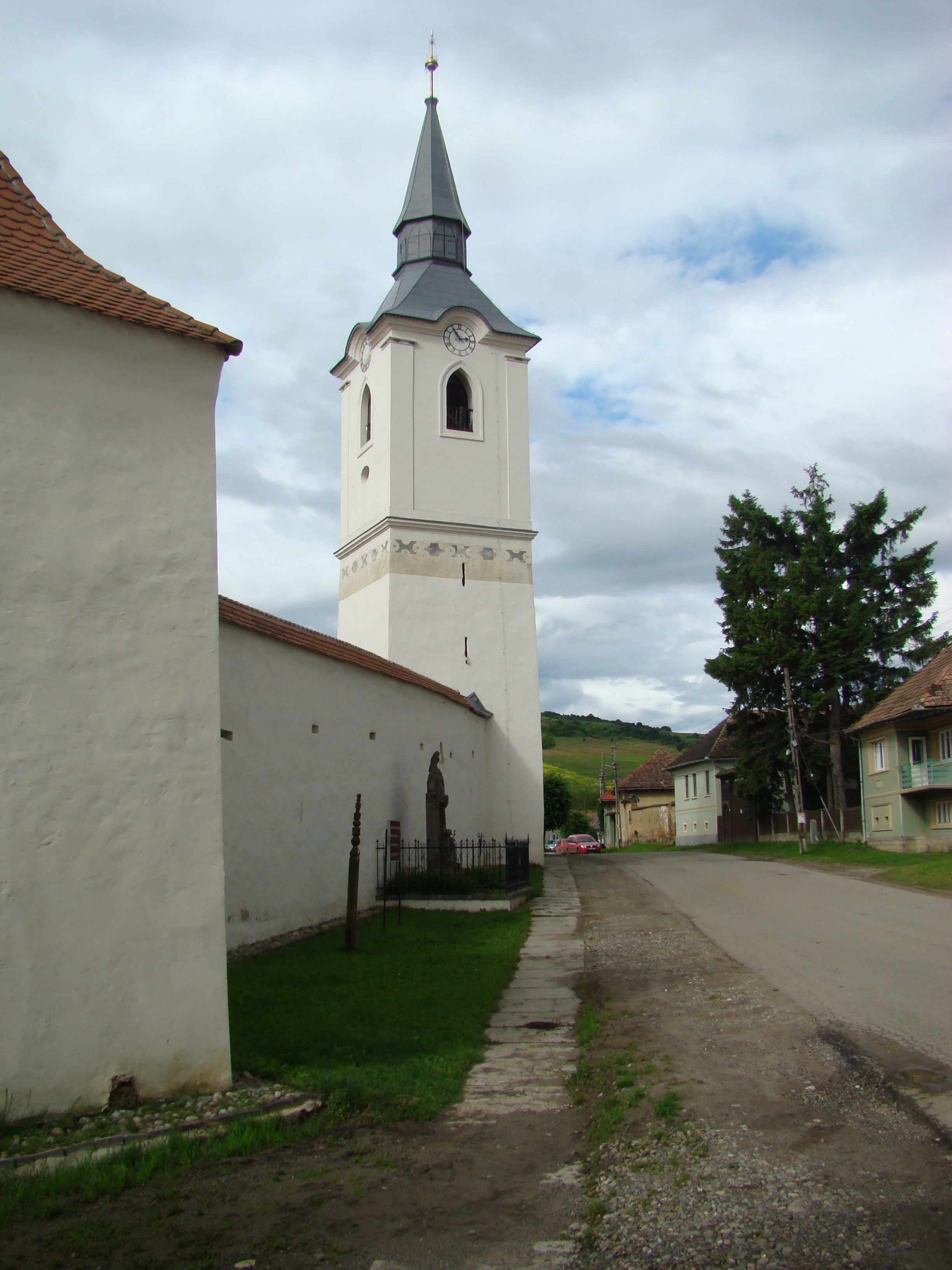
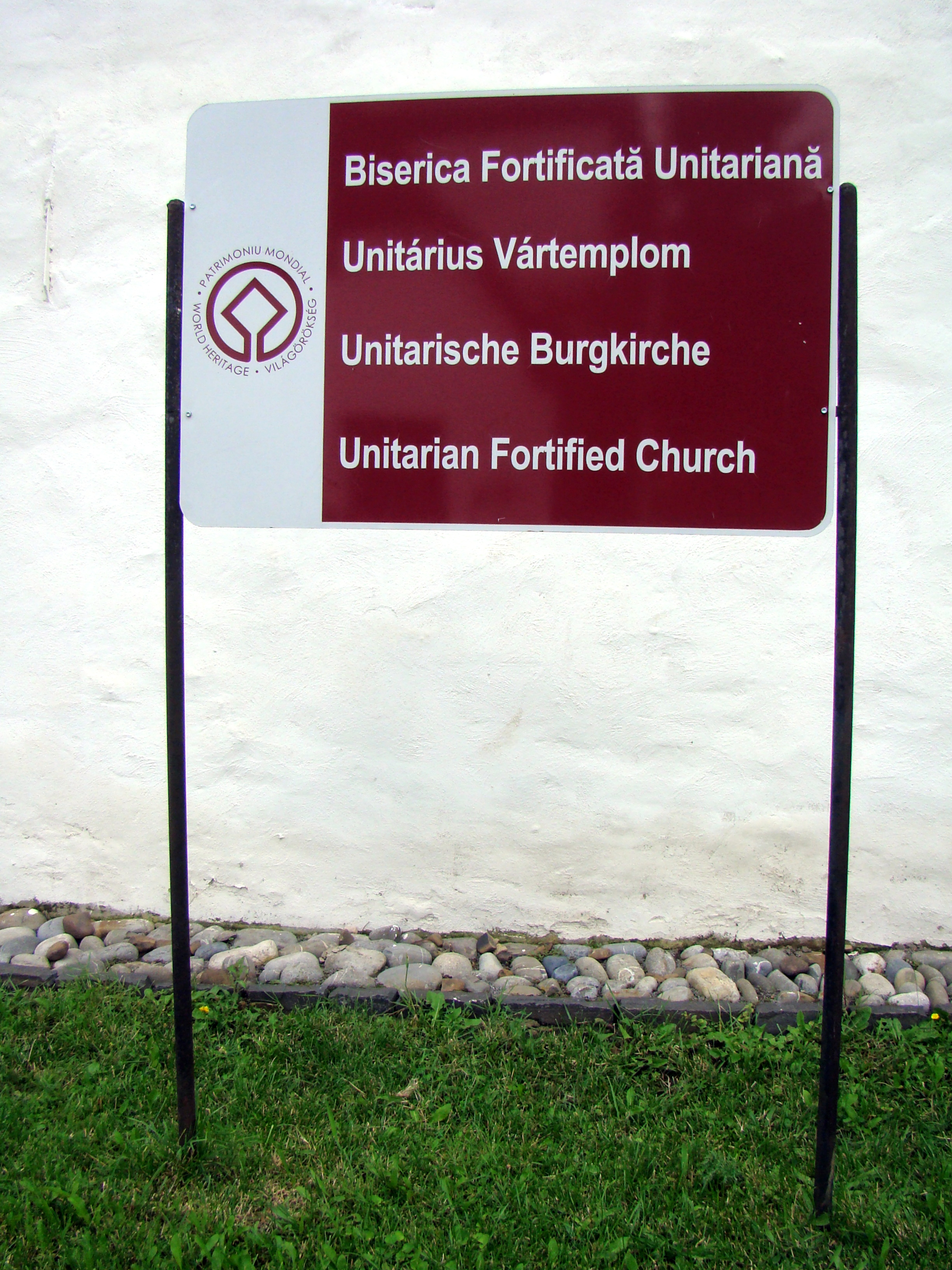
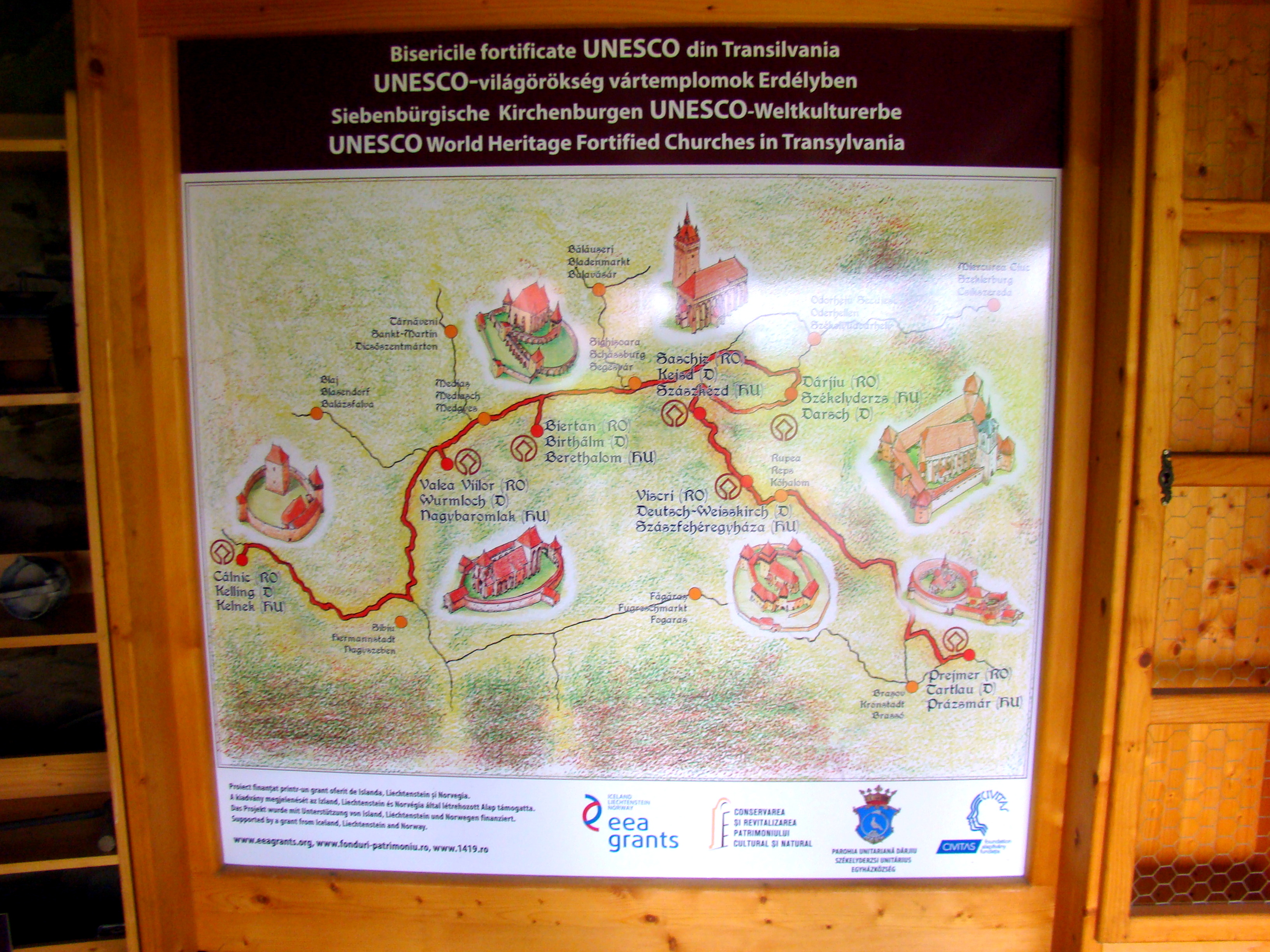

## Imagini din interior

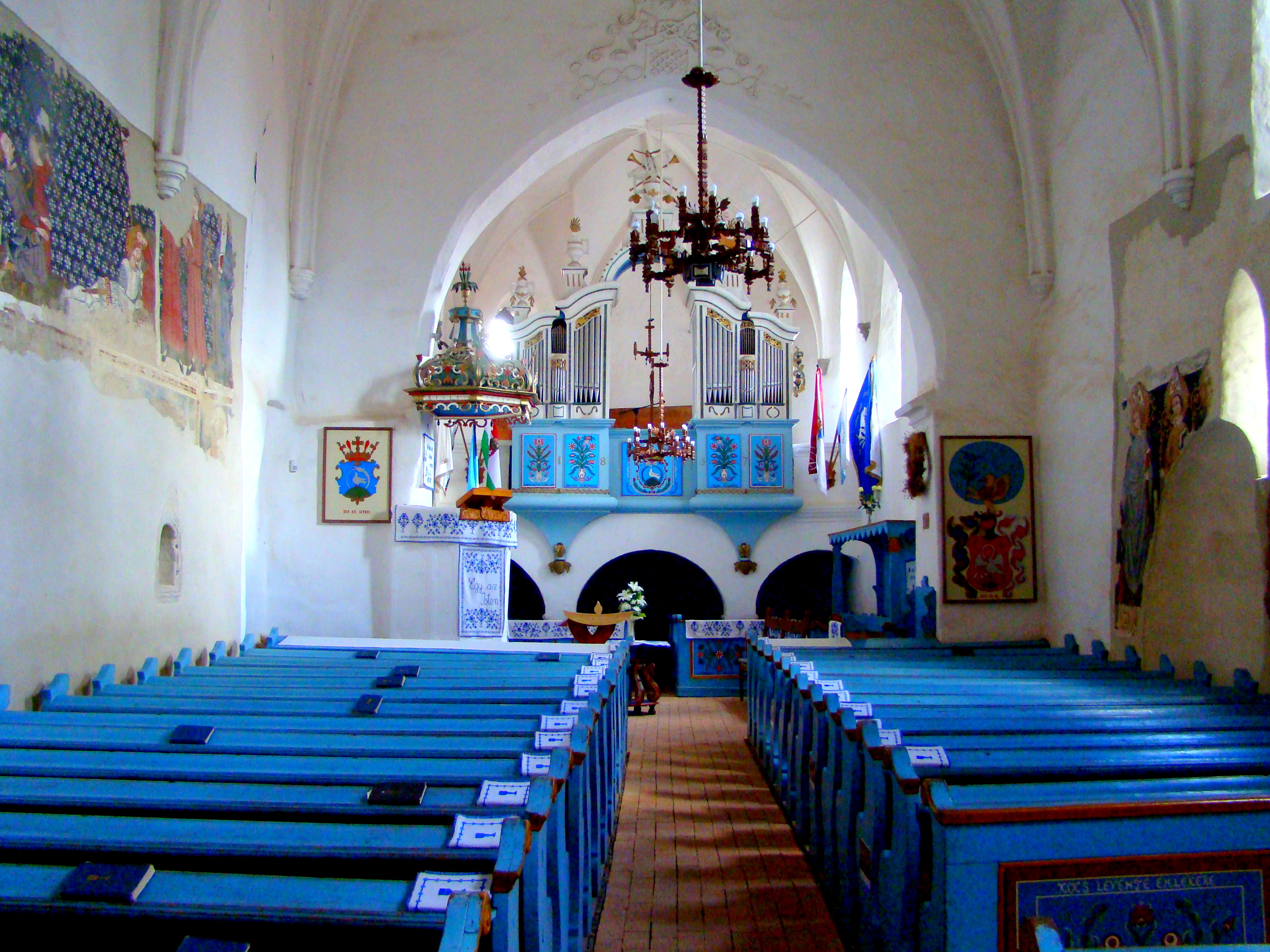
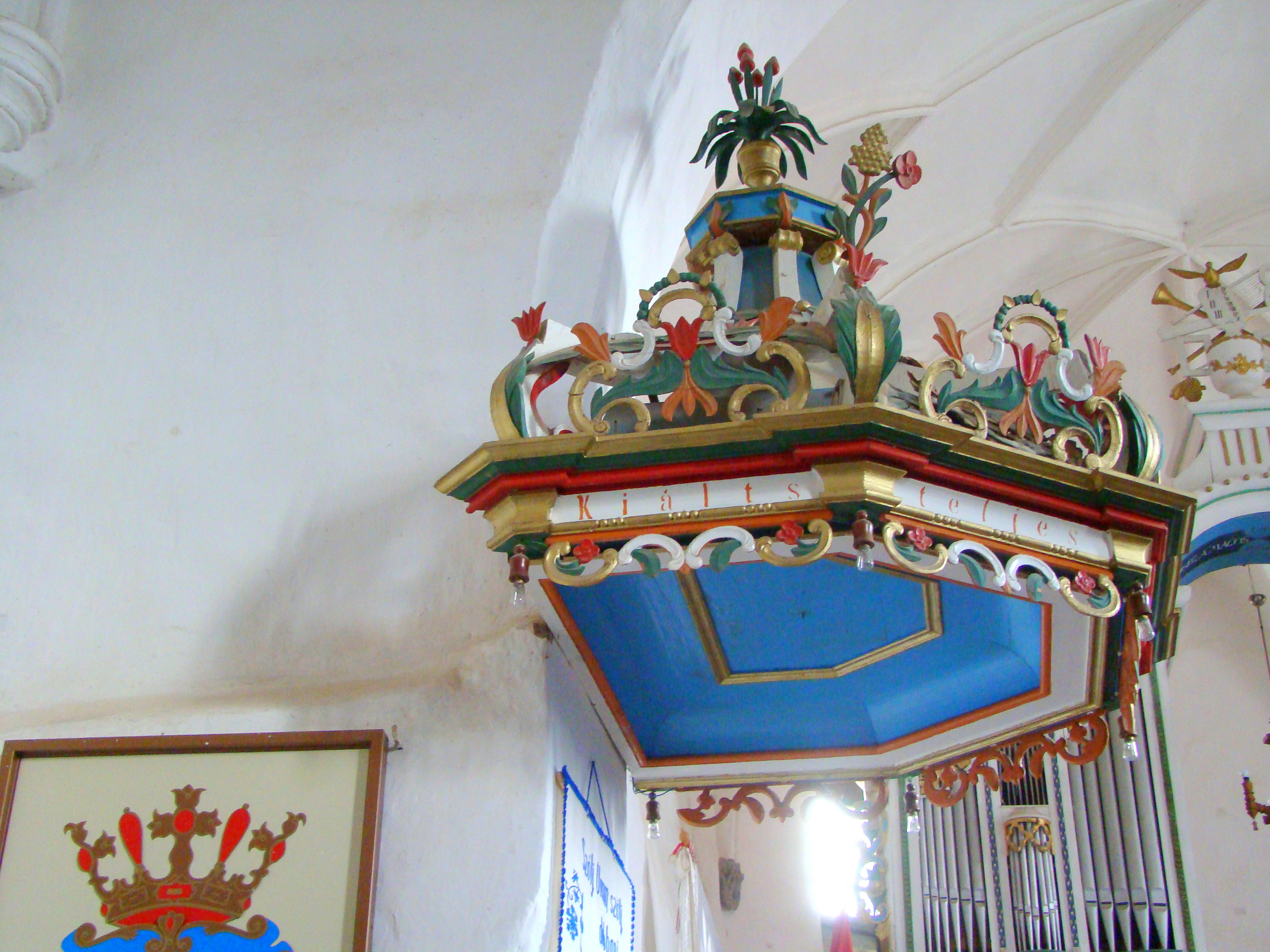
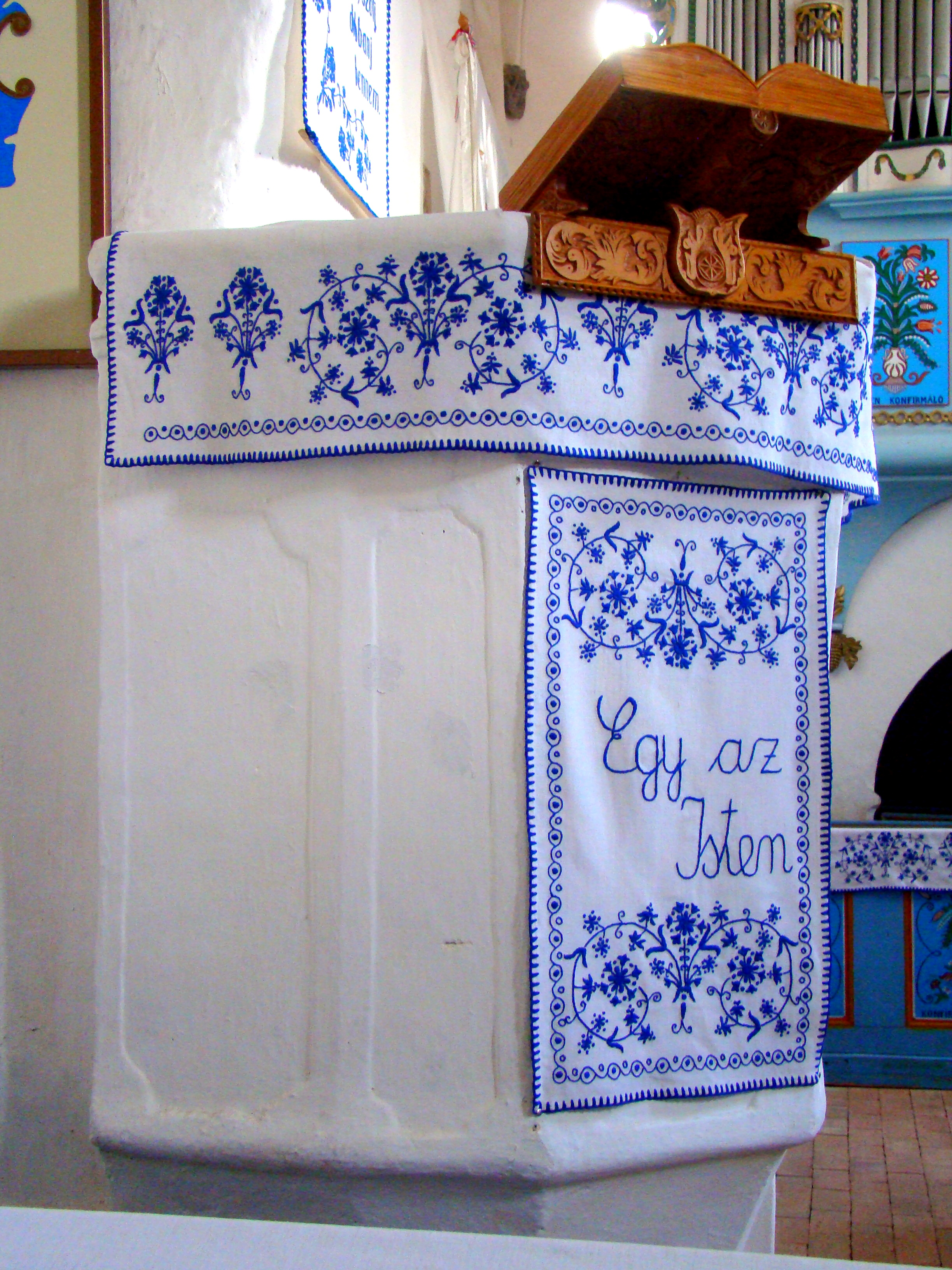
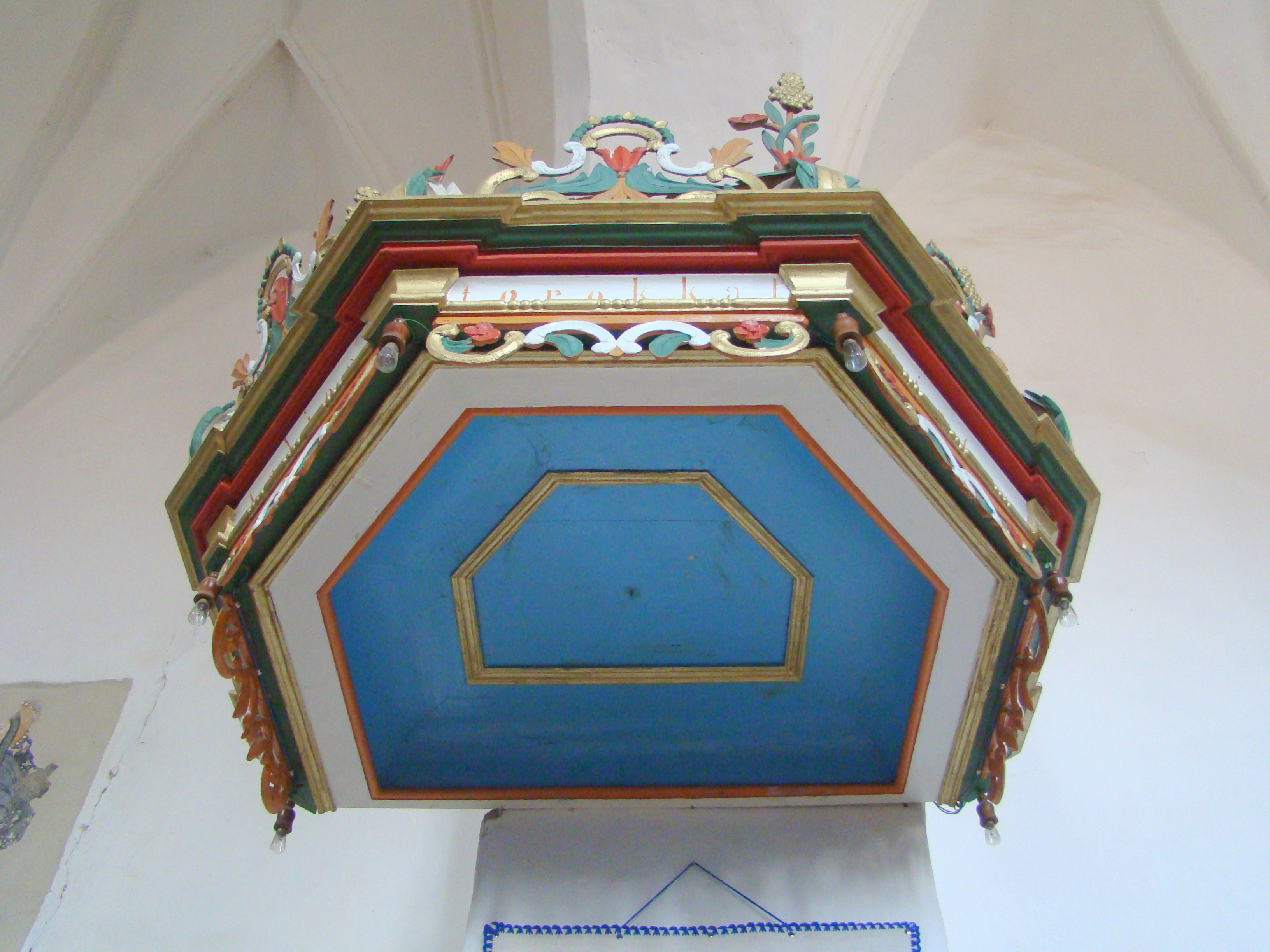
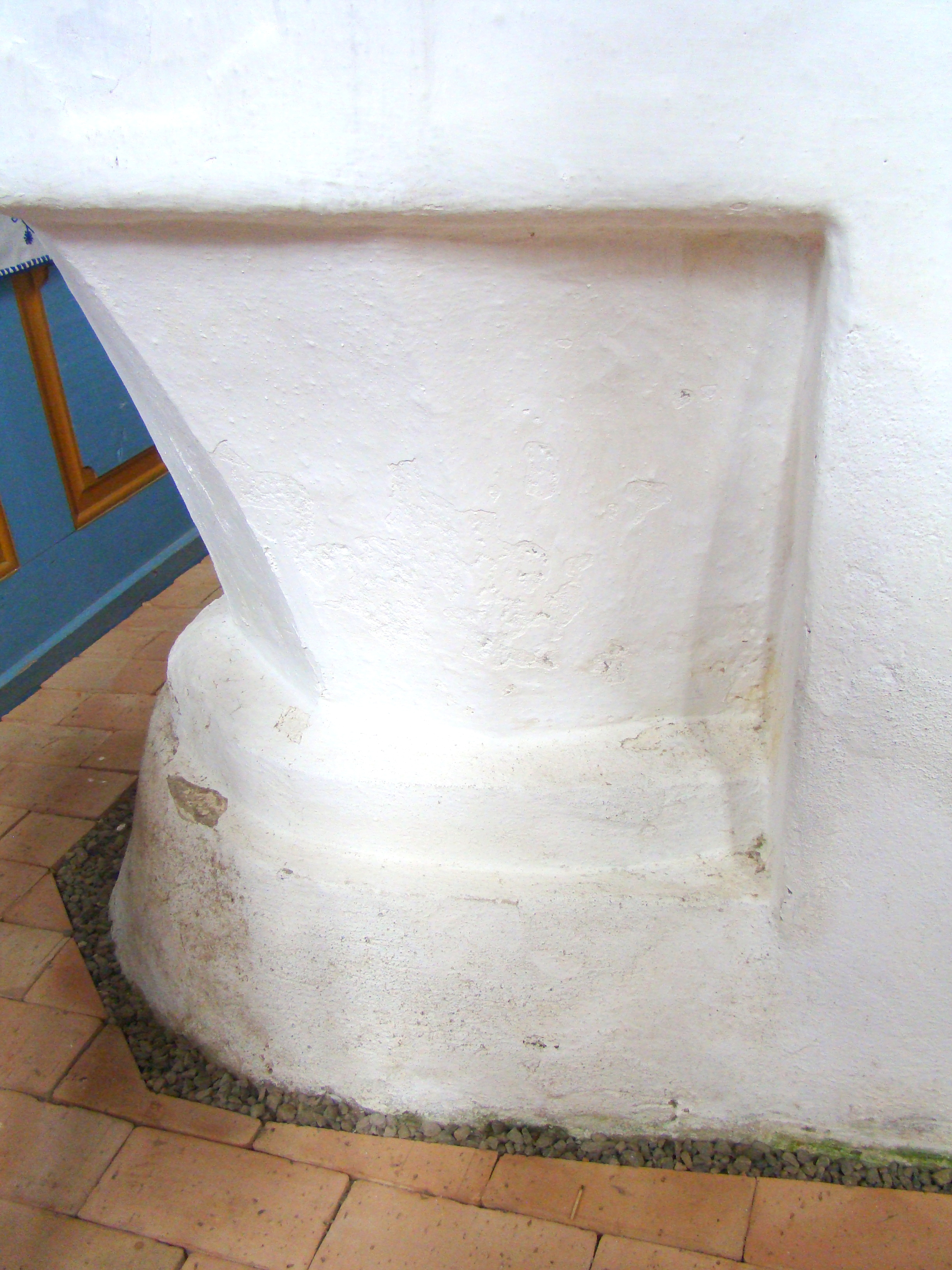
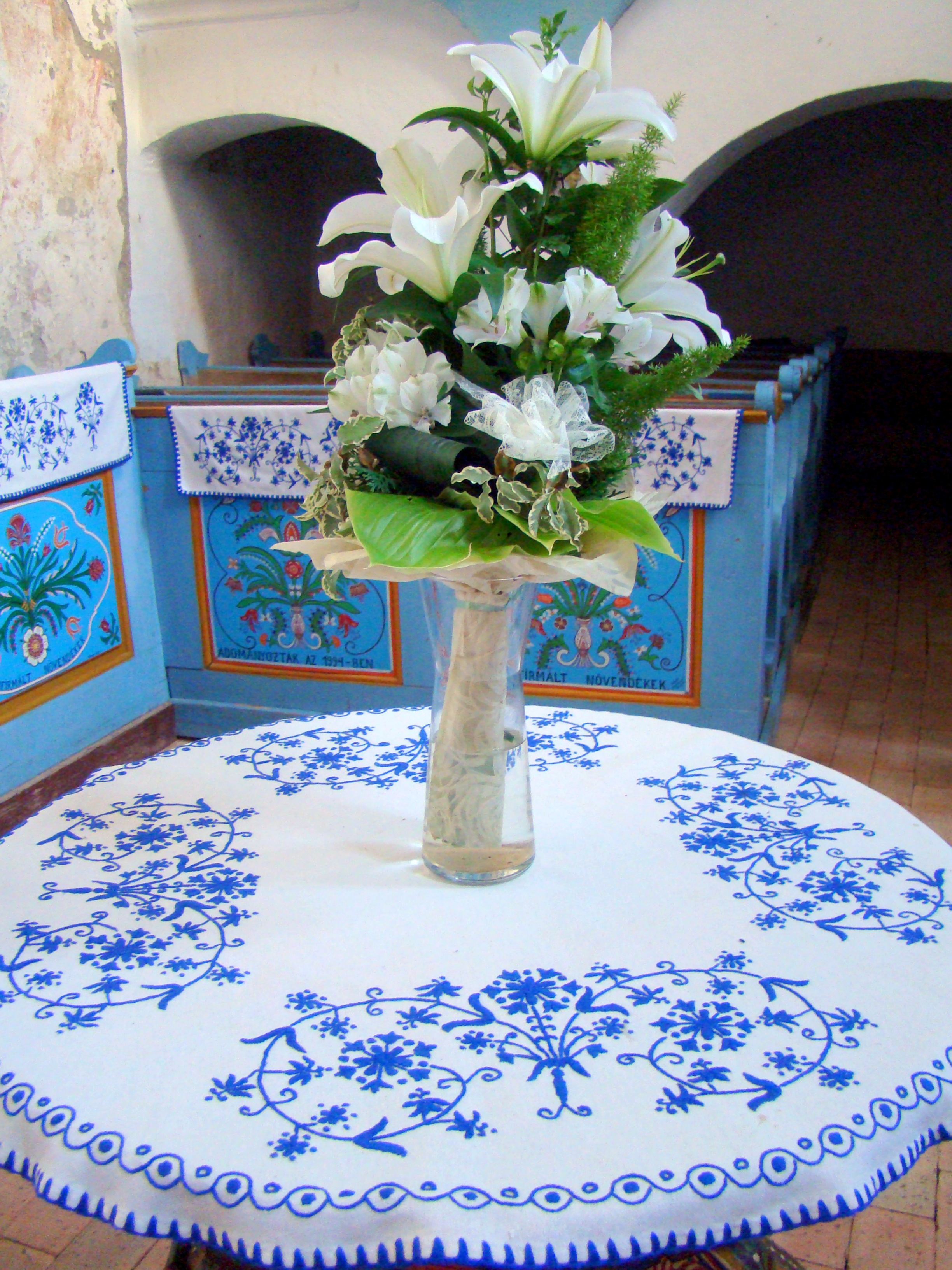
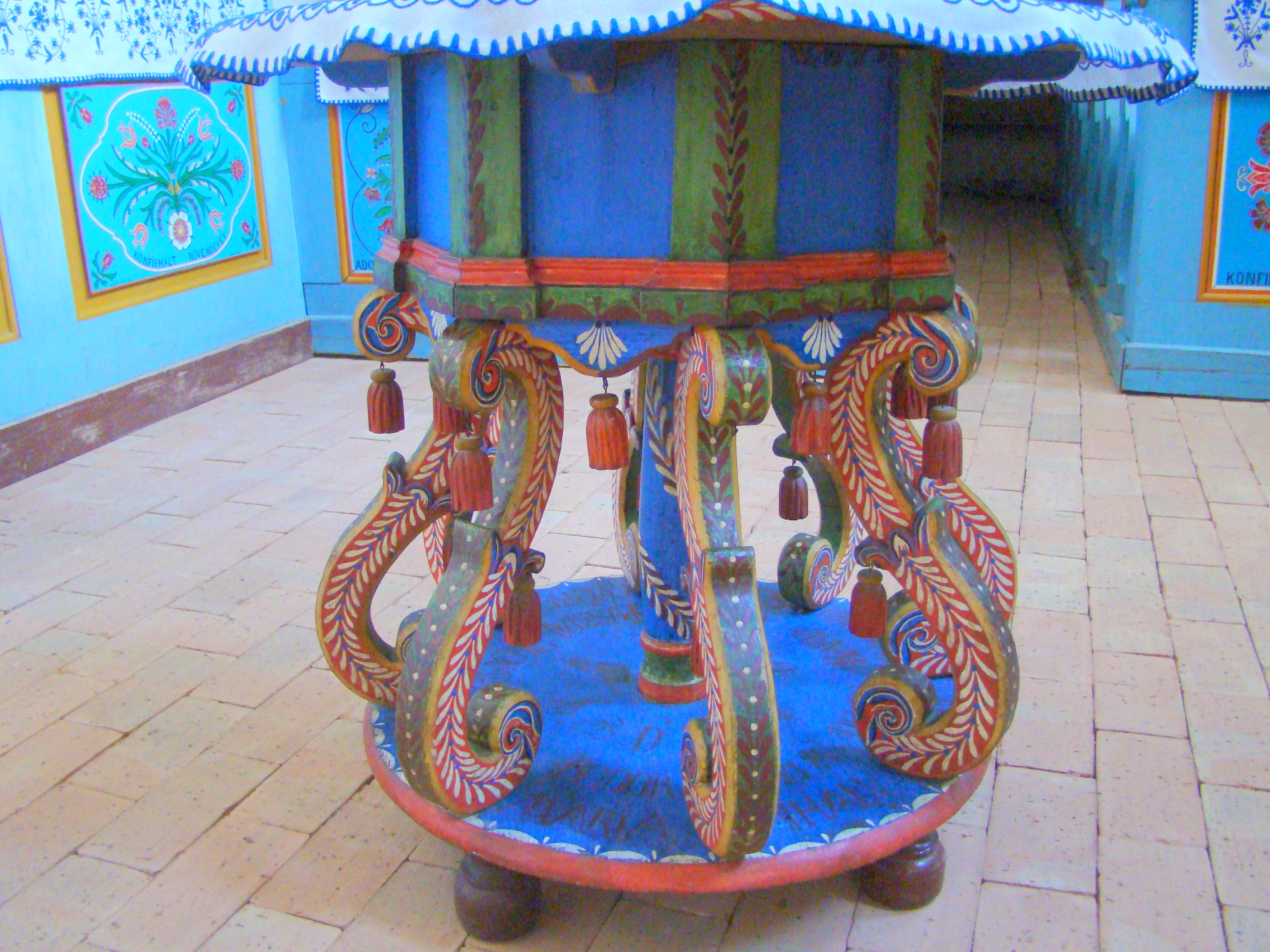
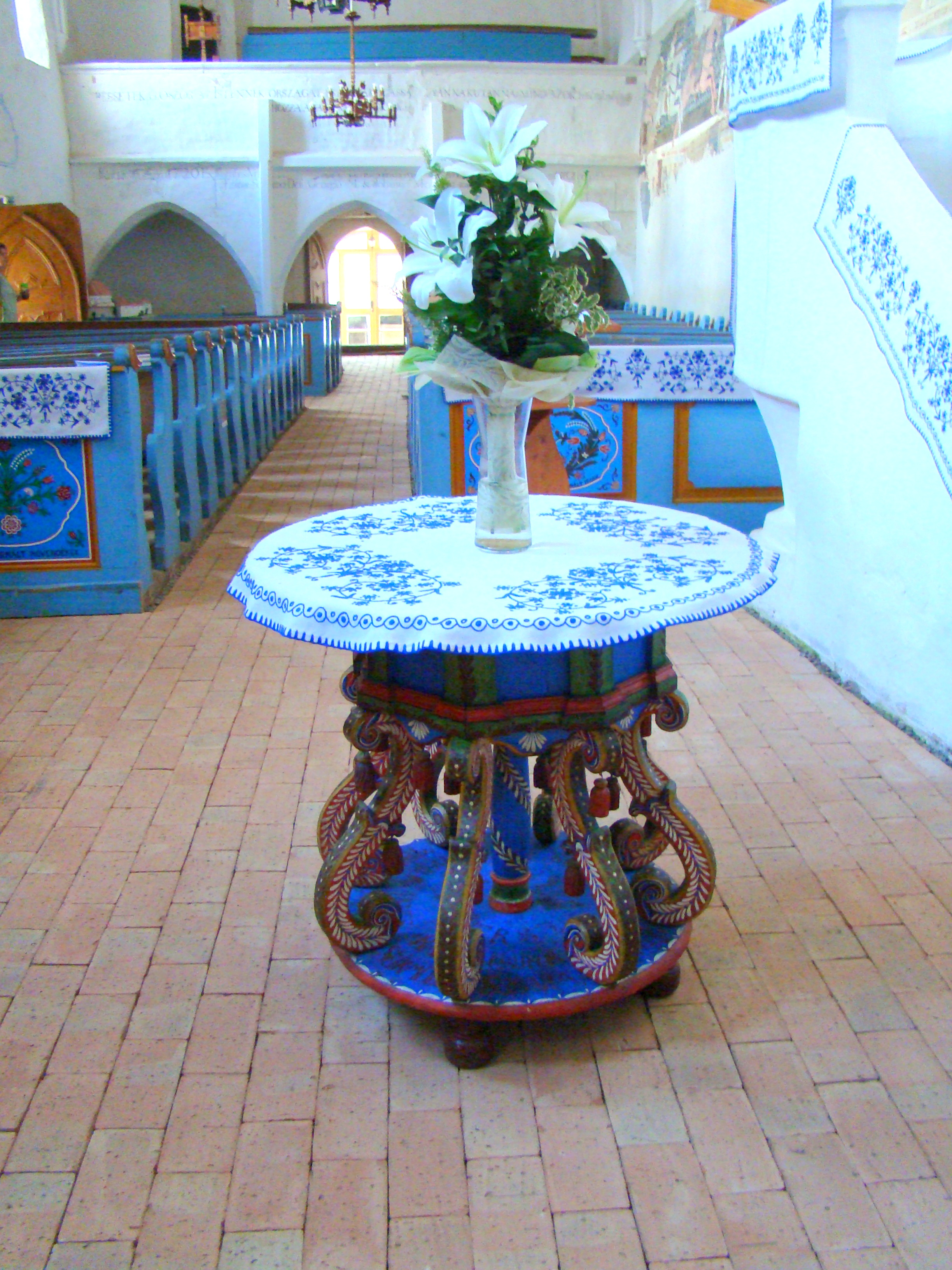
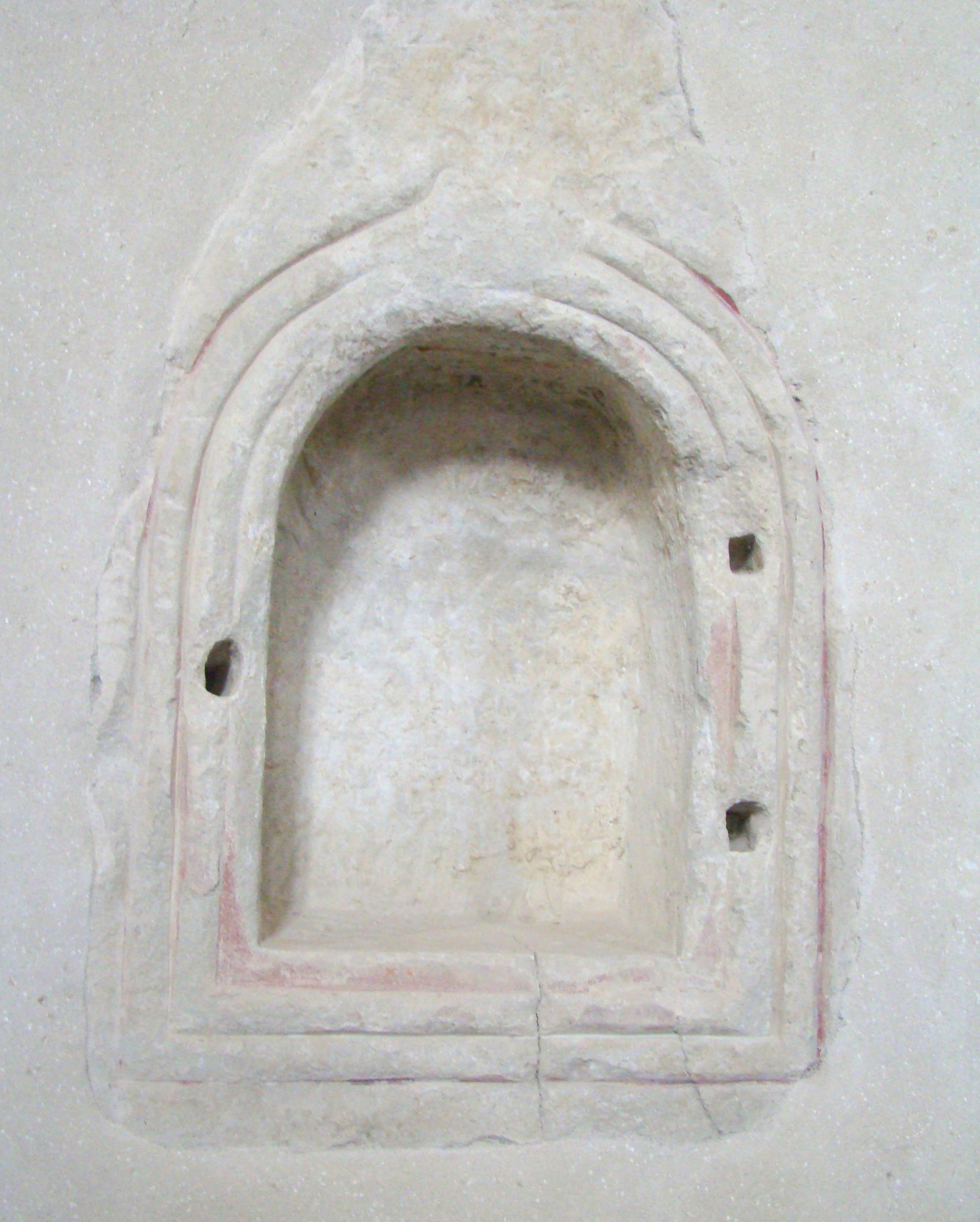
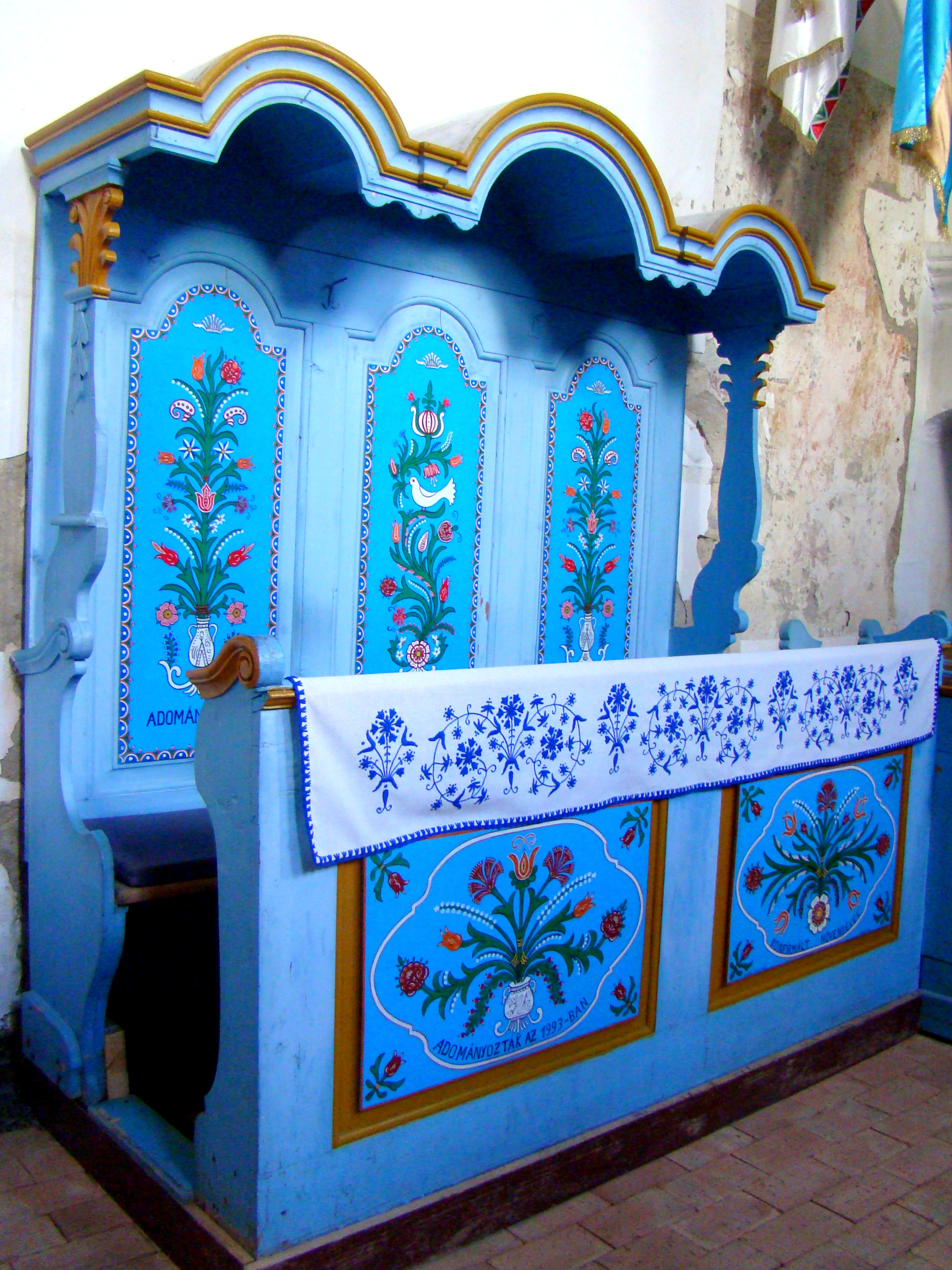
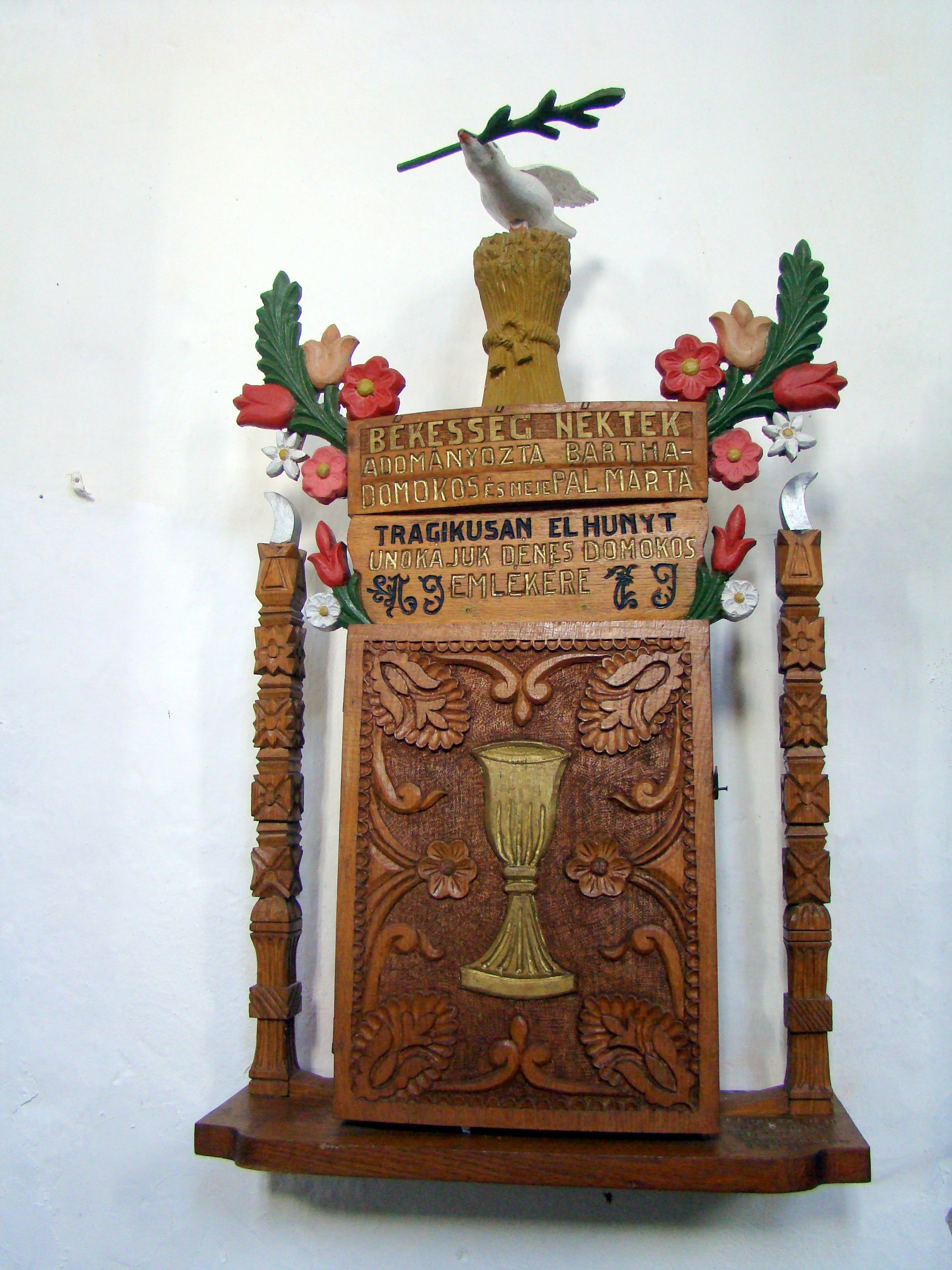
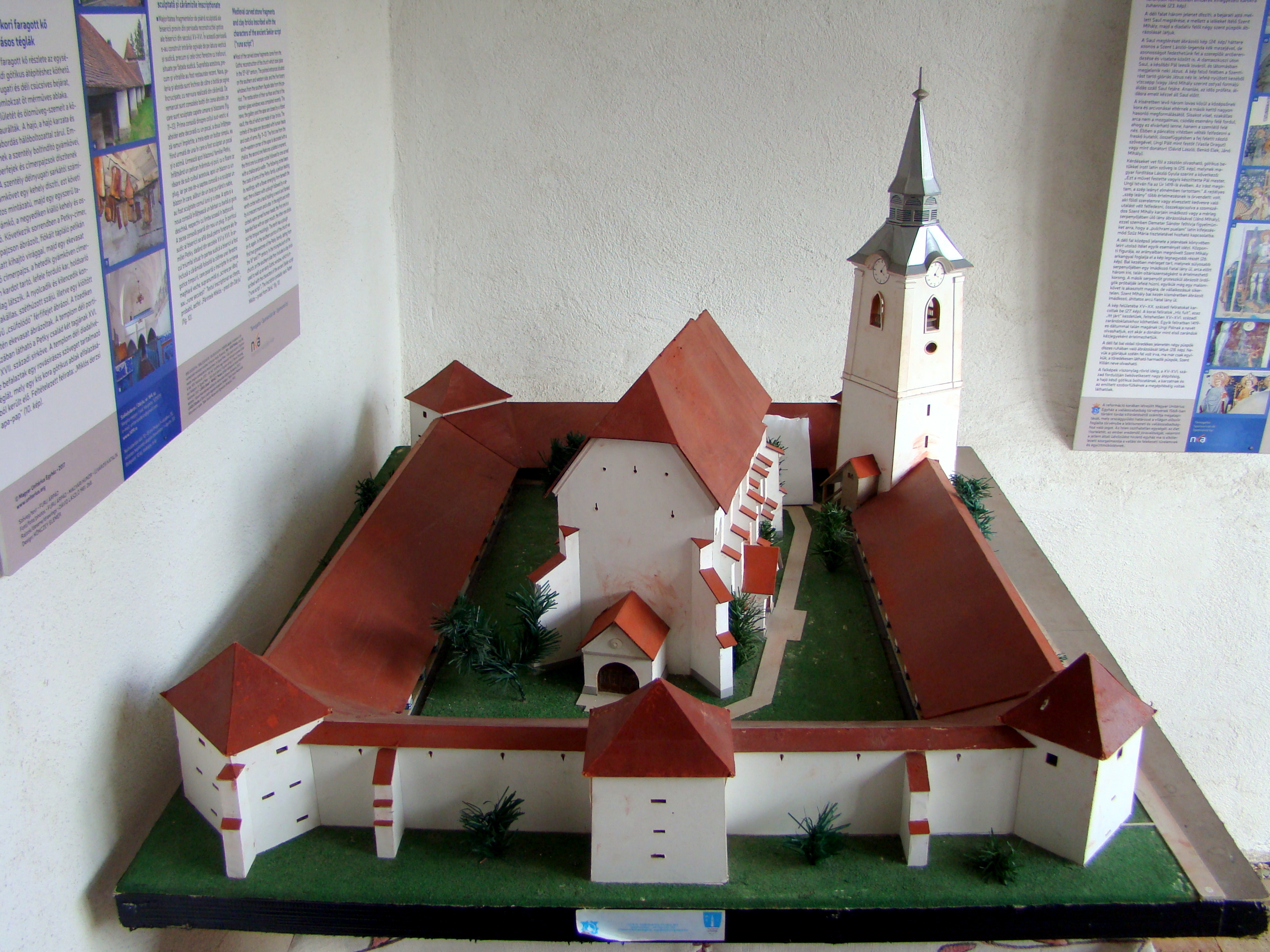
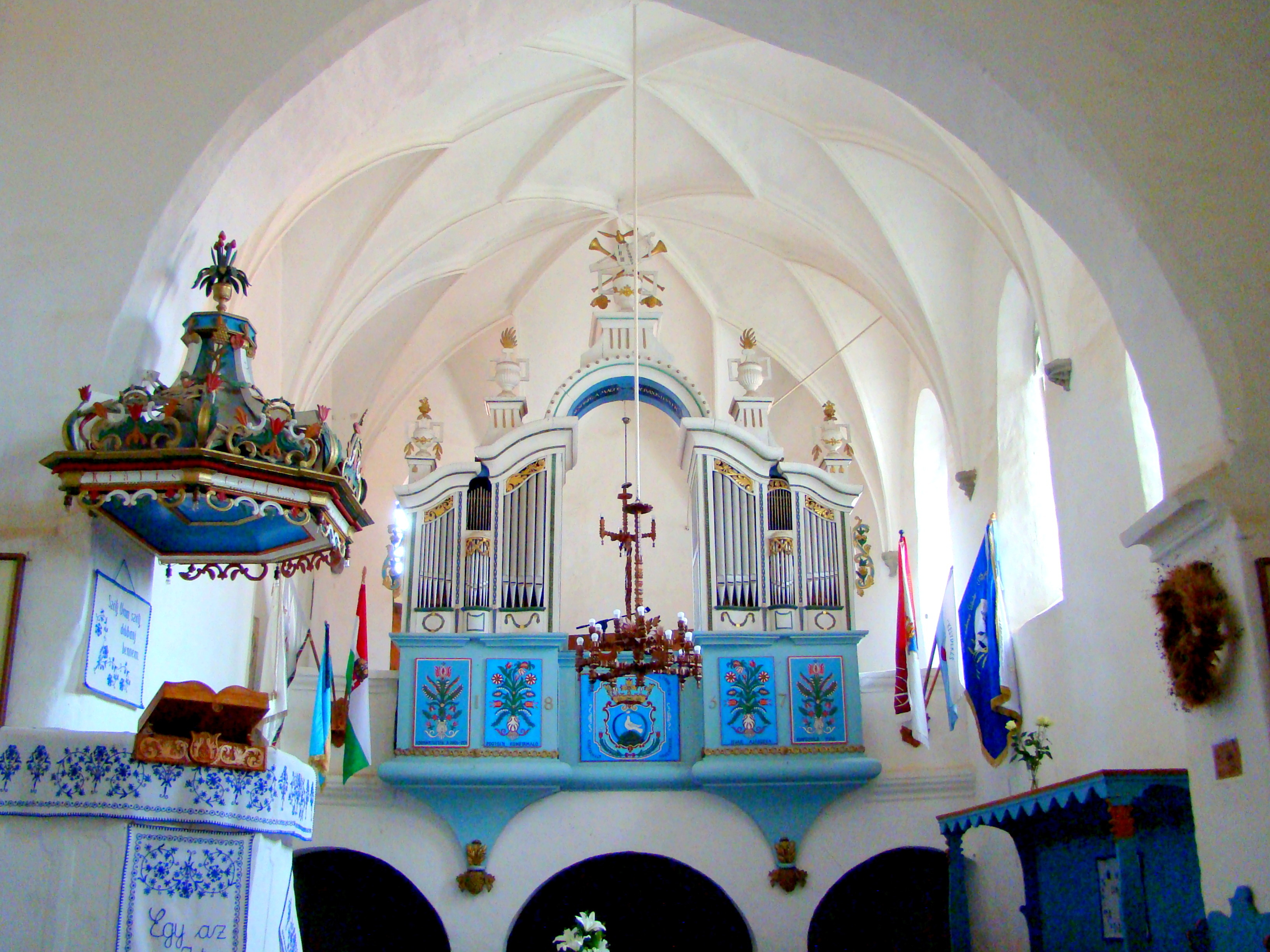
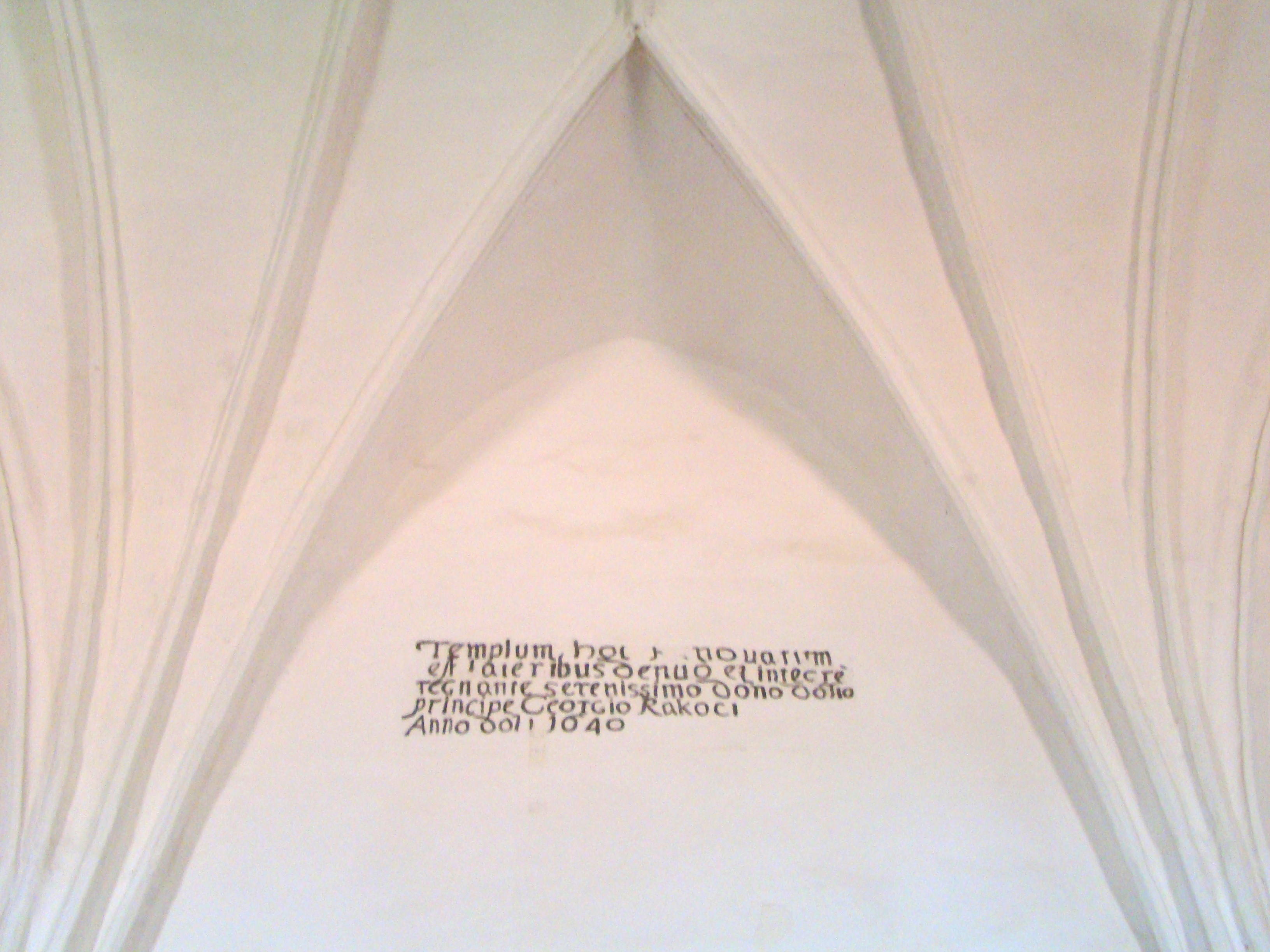
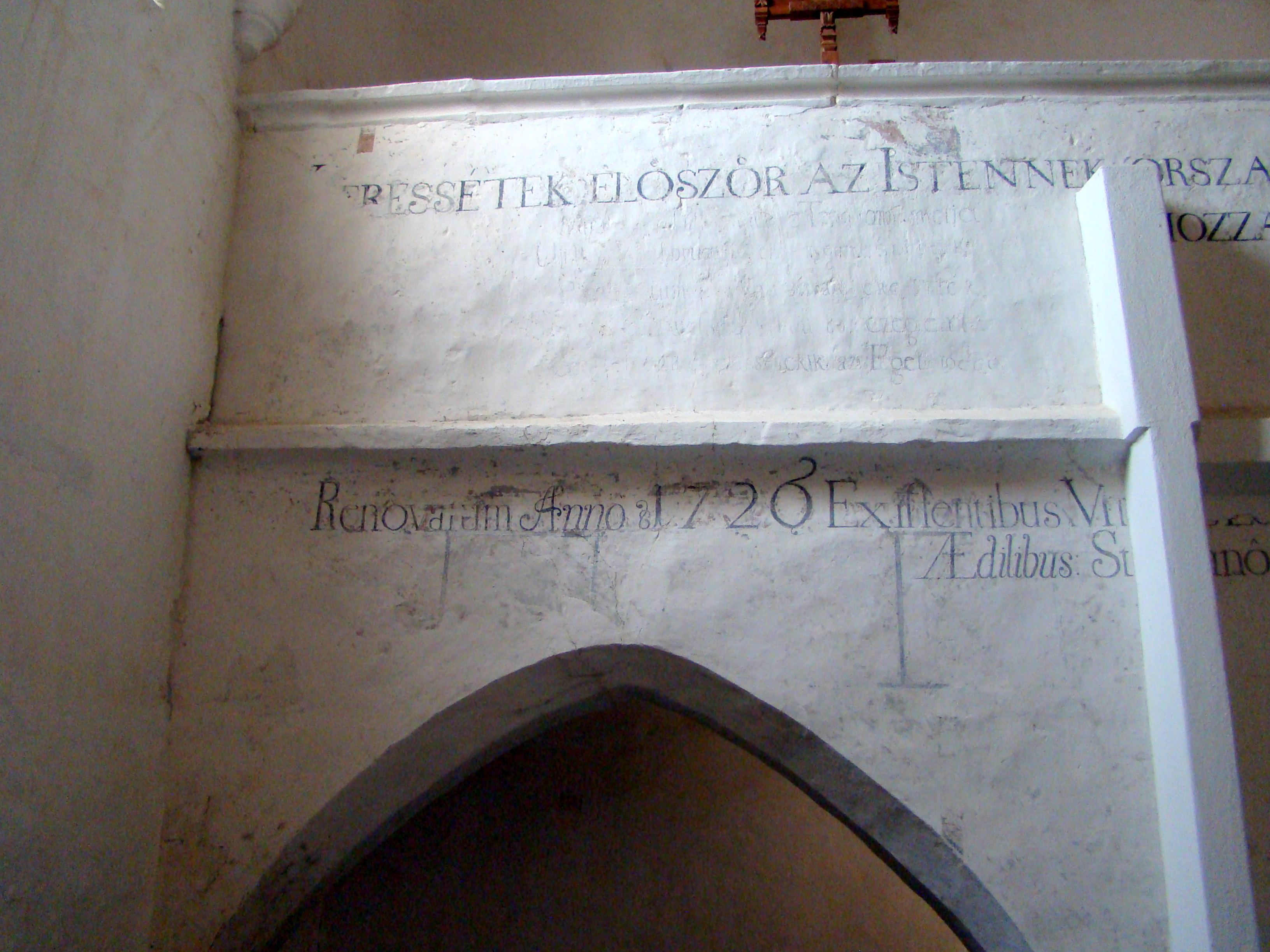
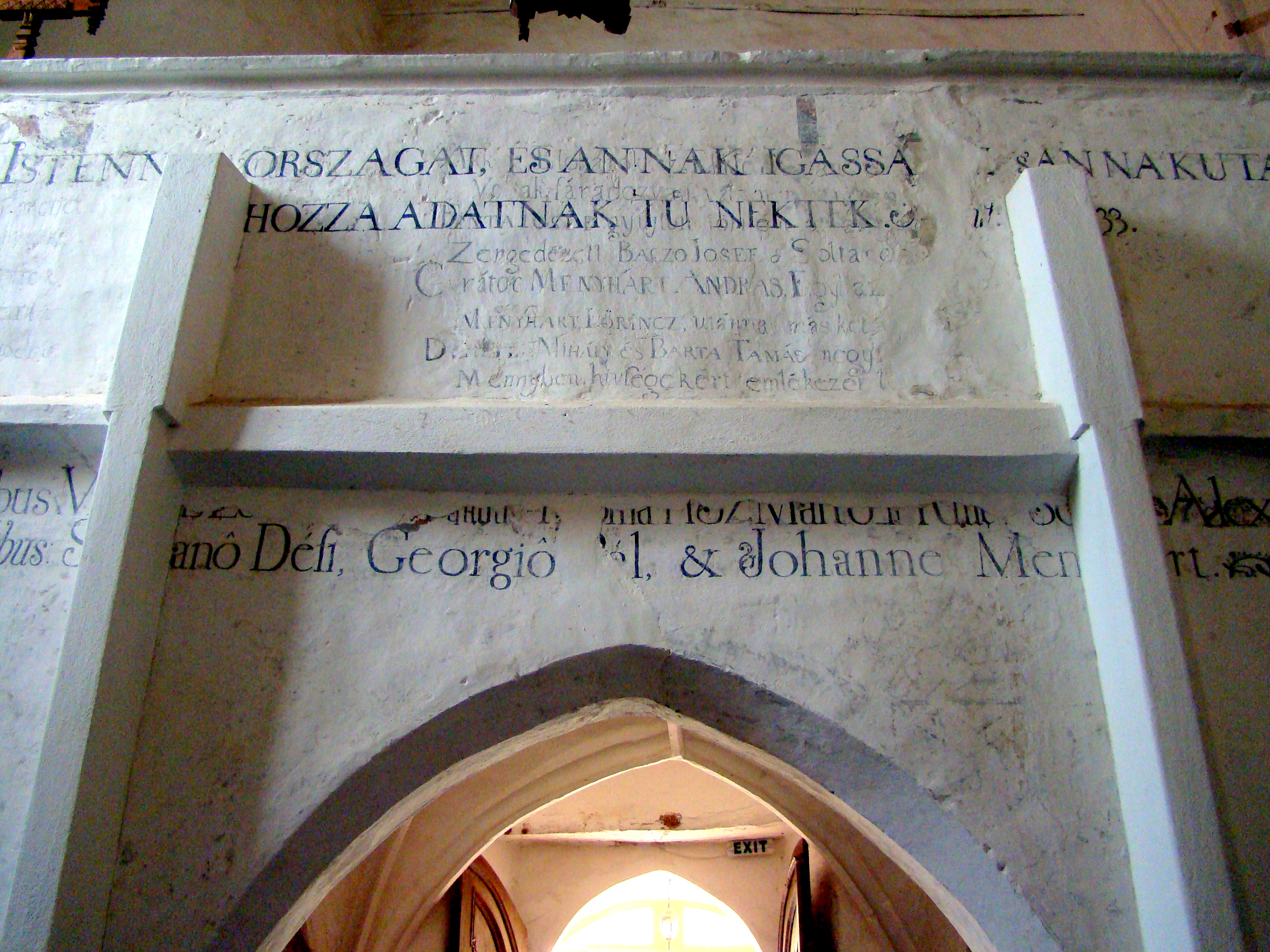
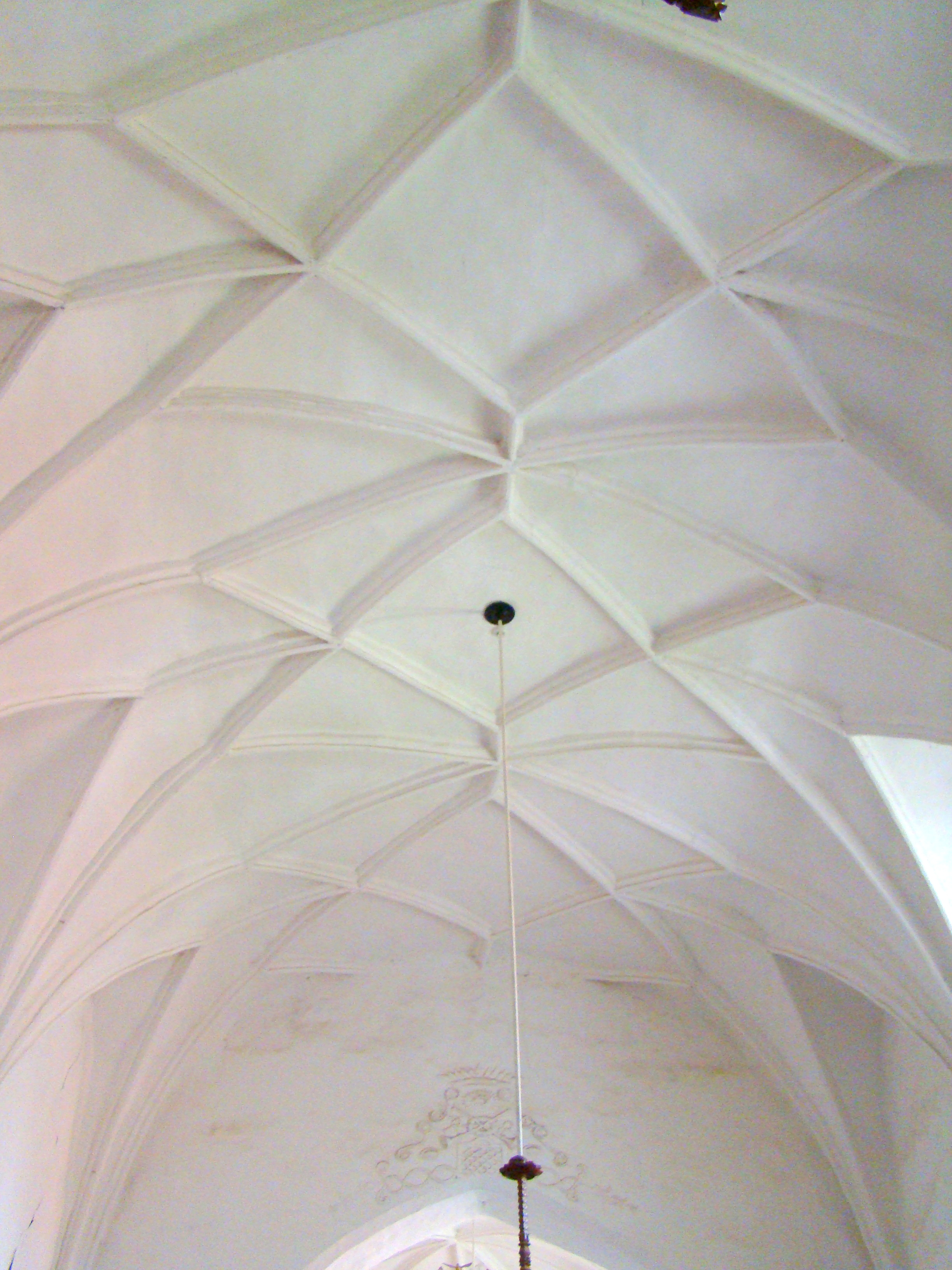
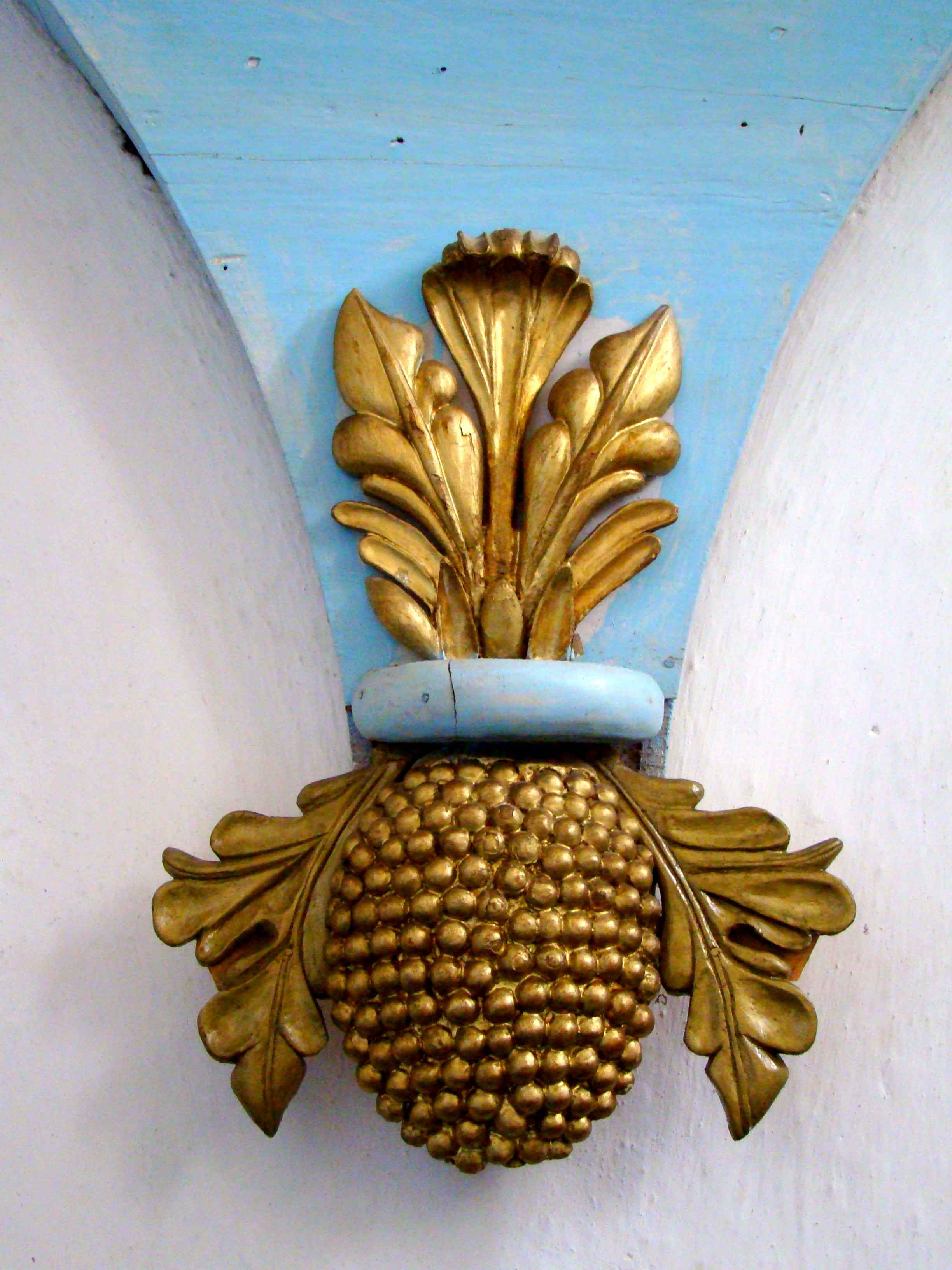
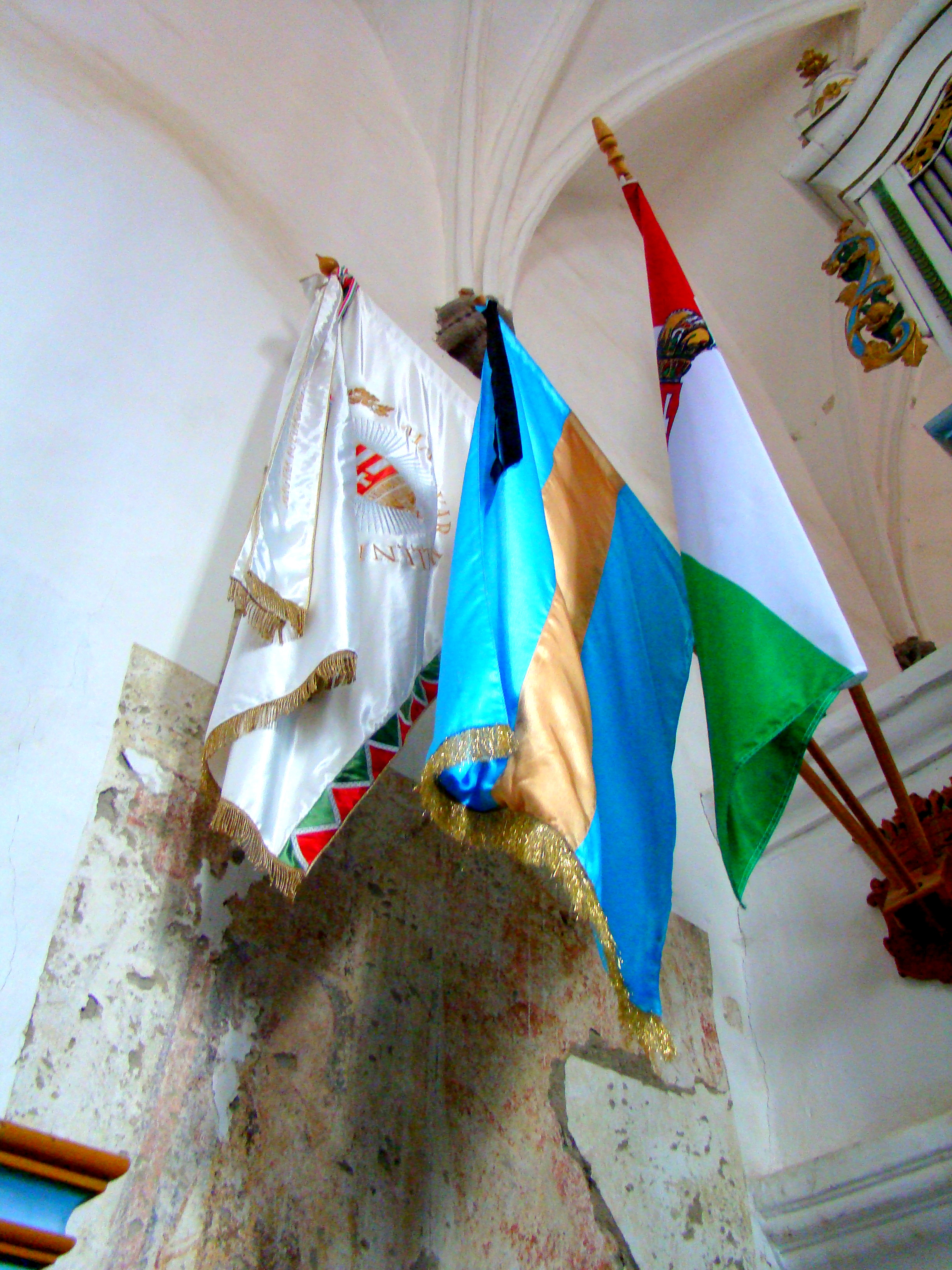
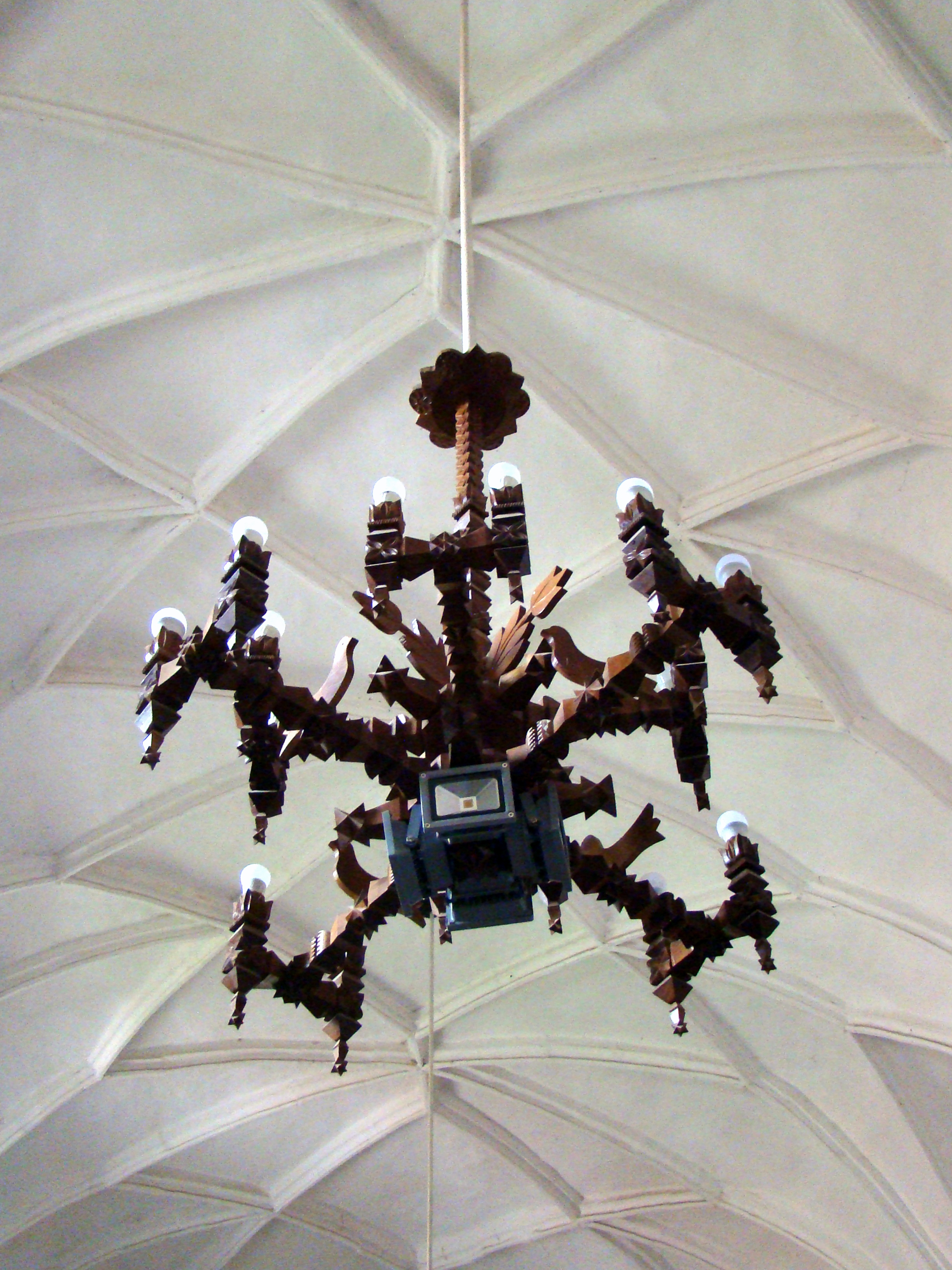
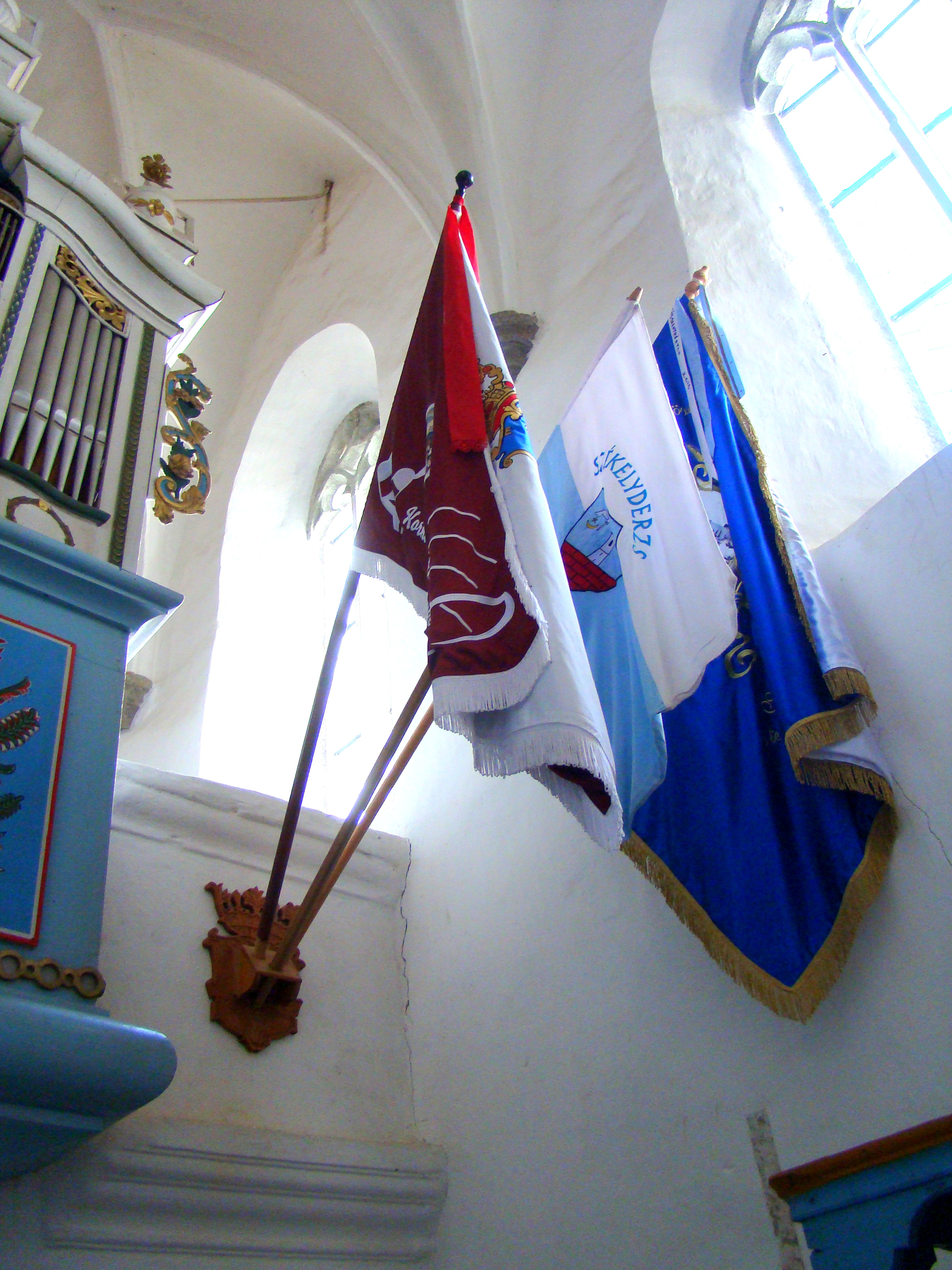
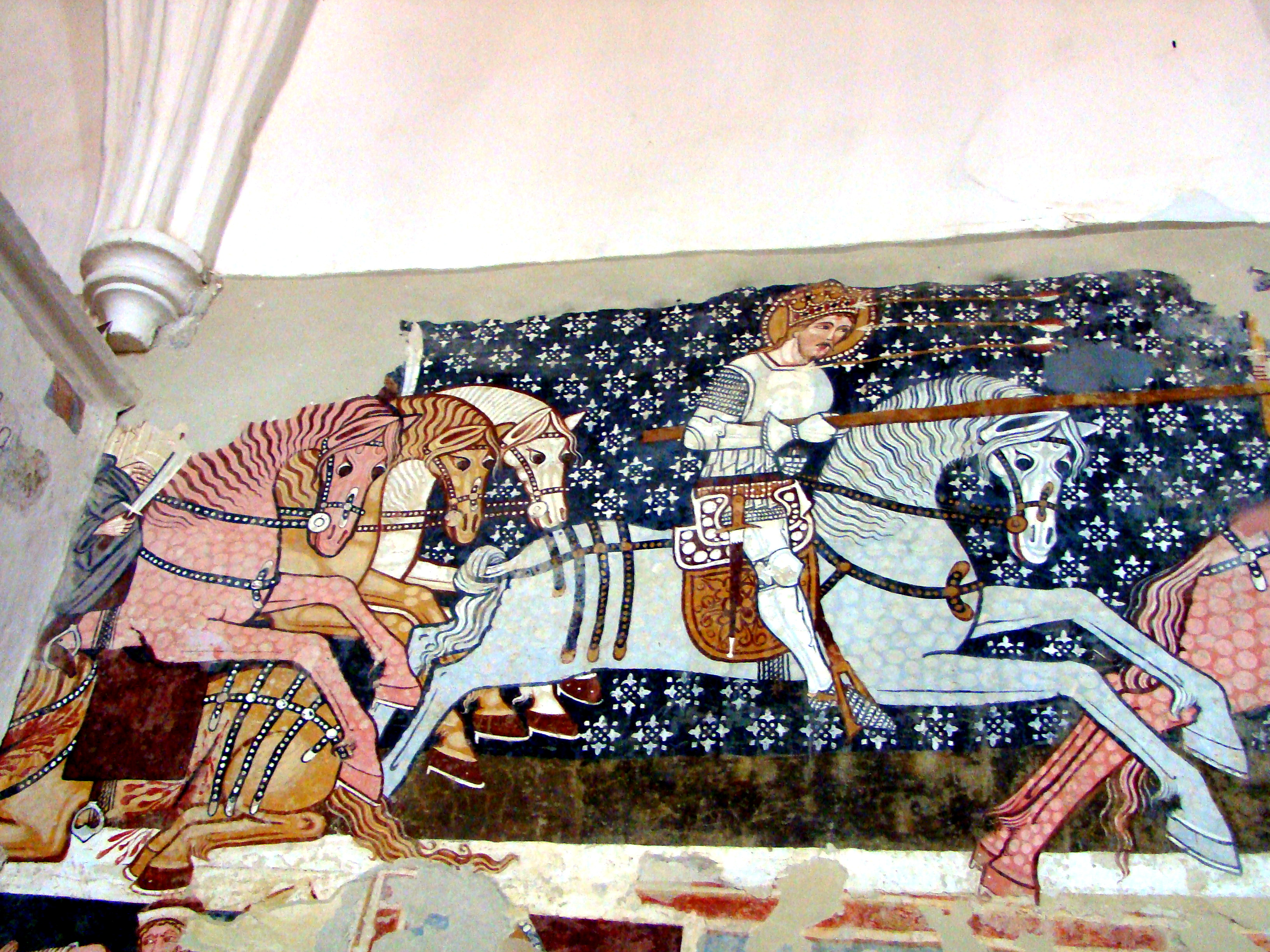
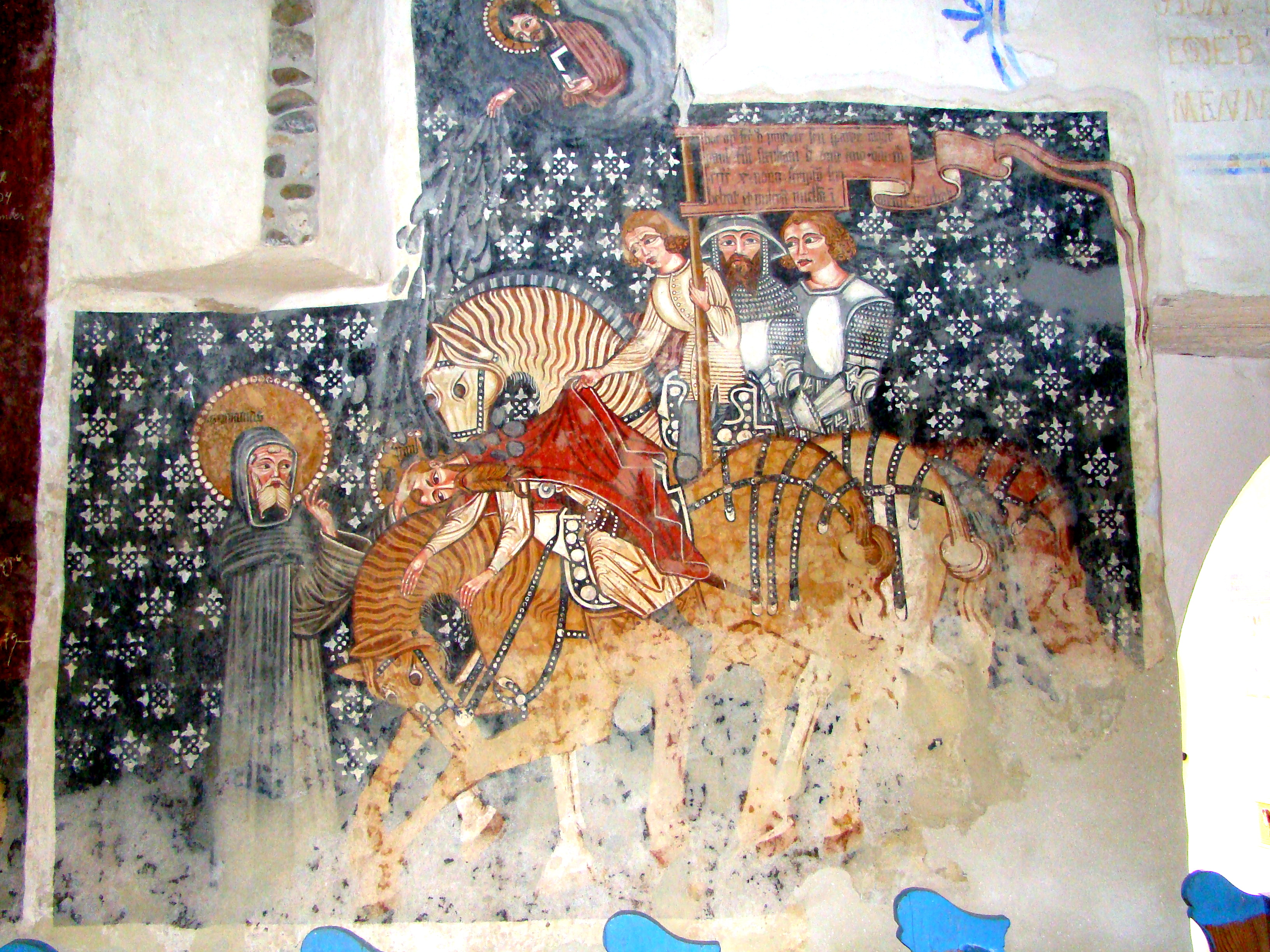
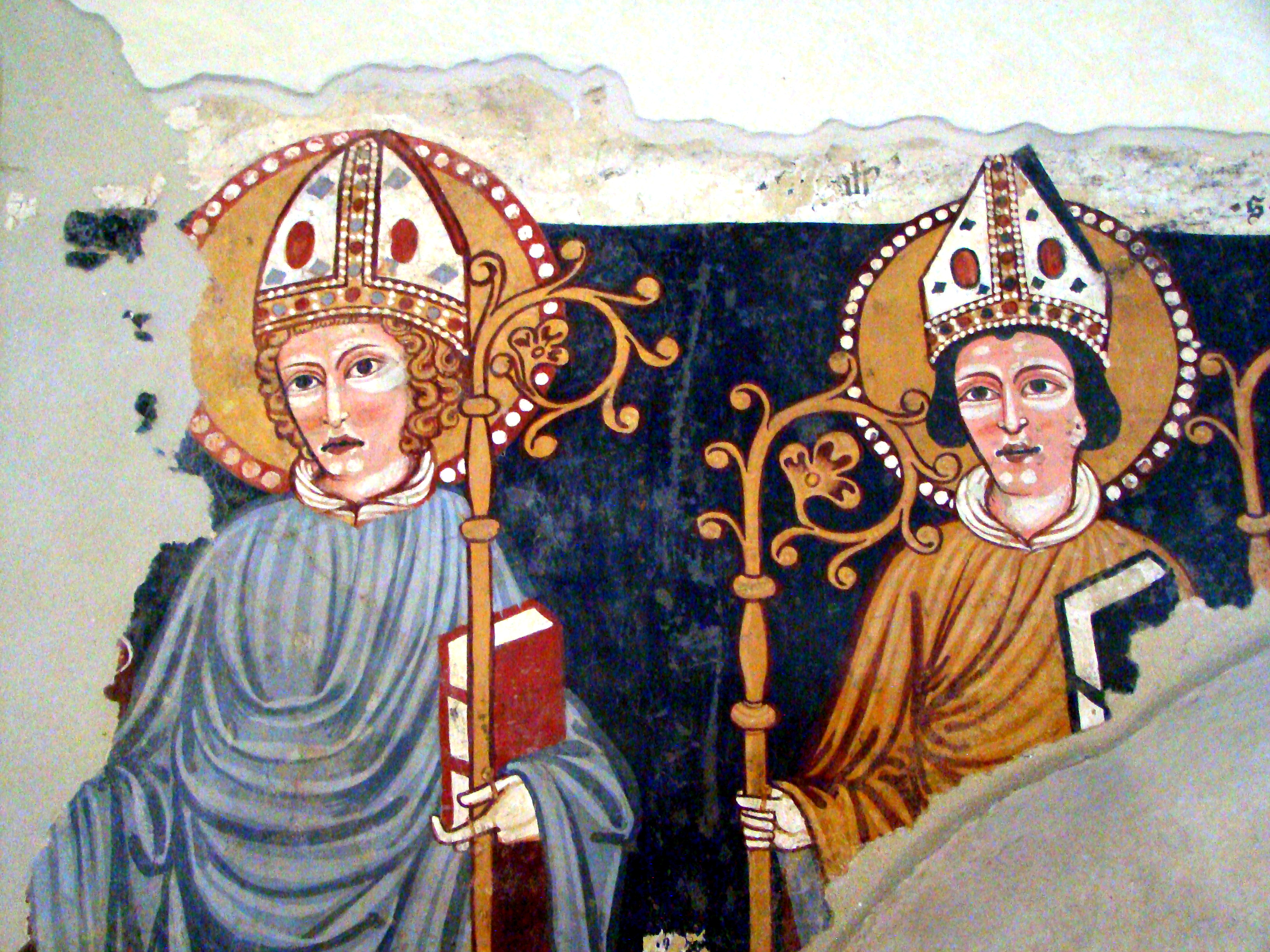
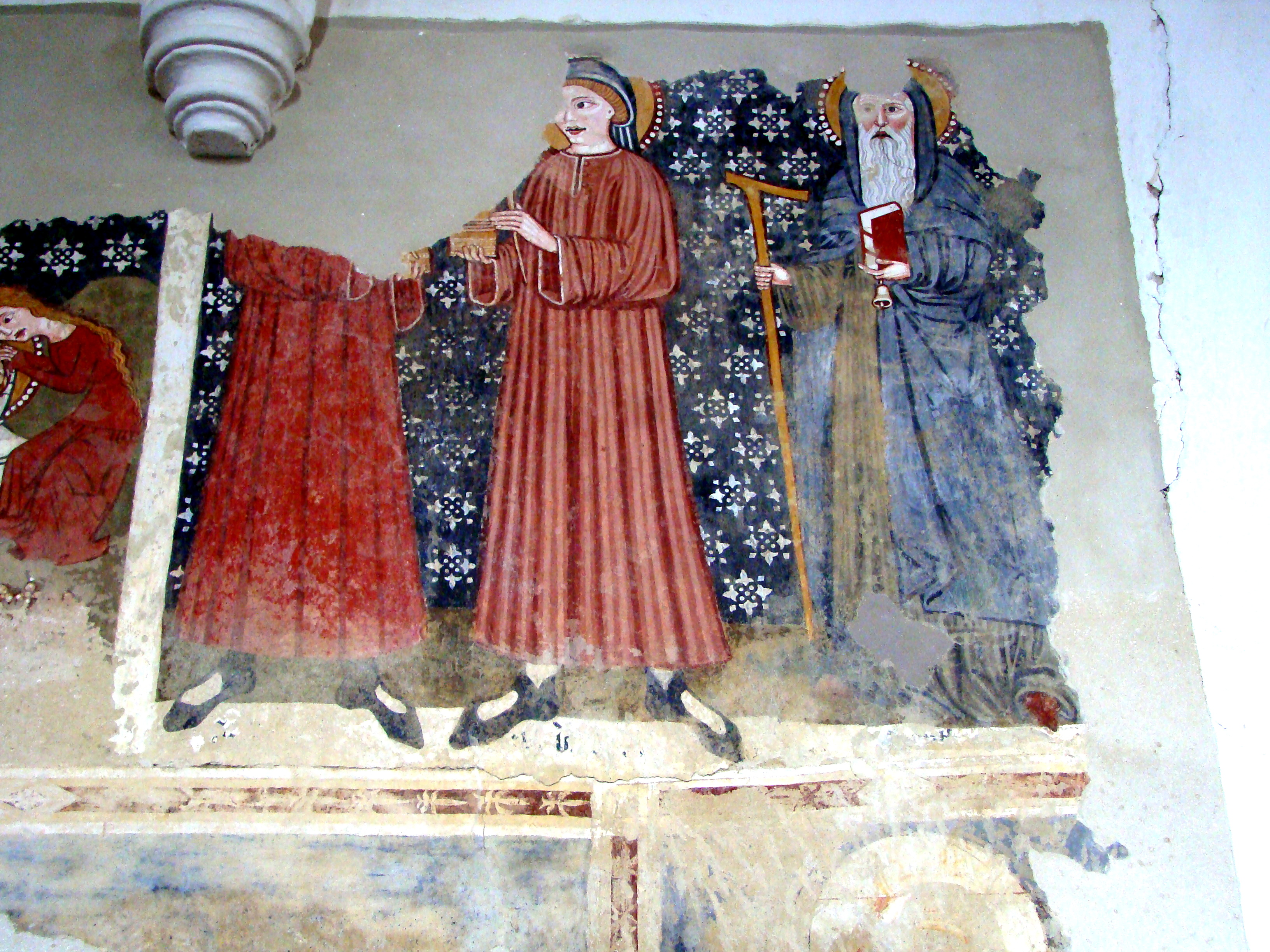
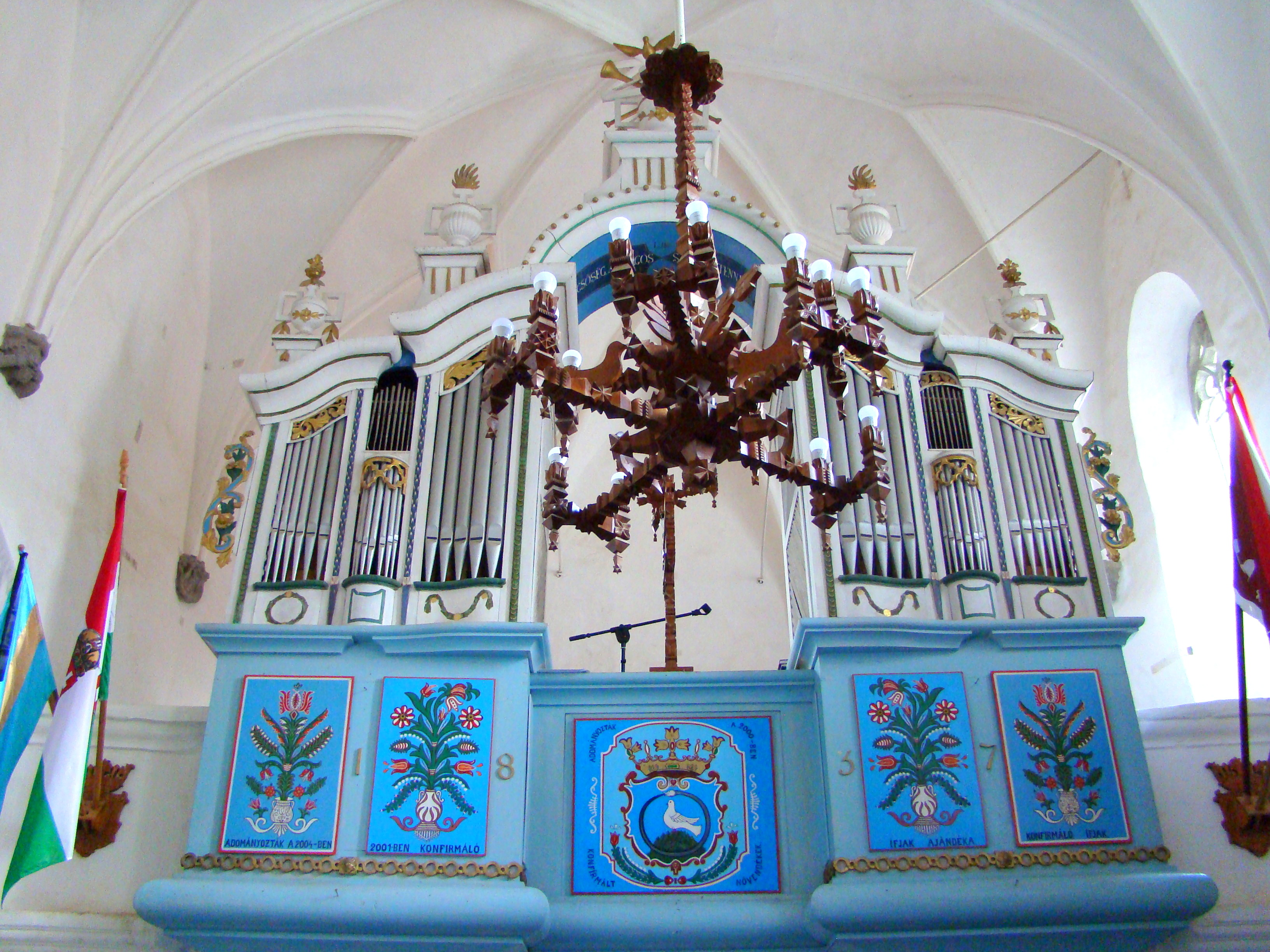
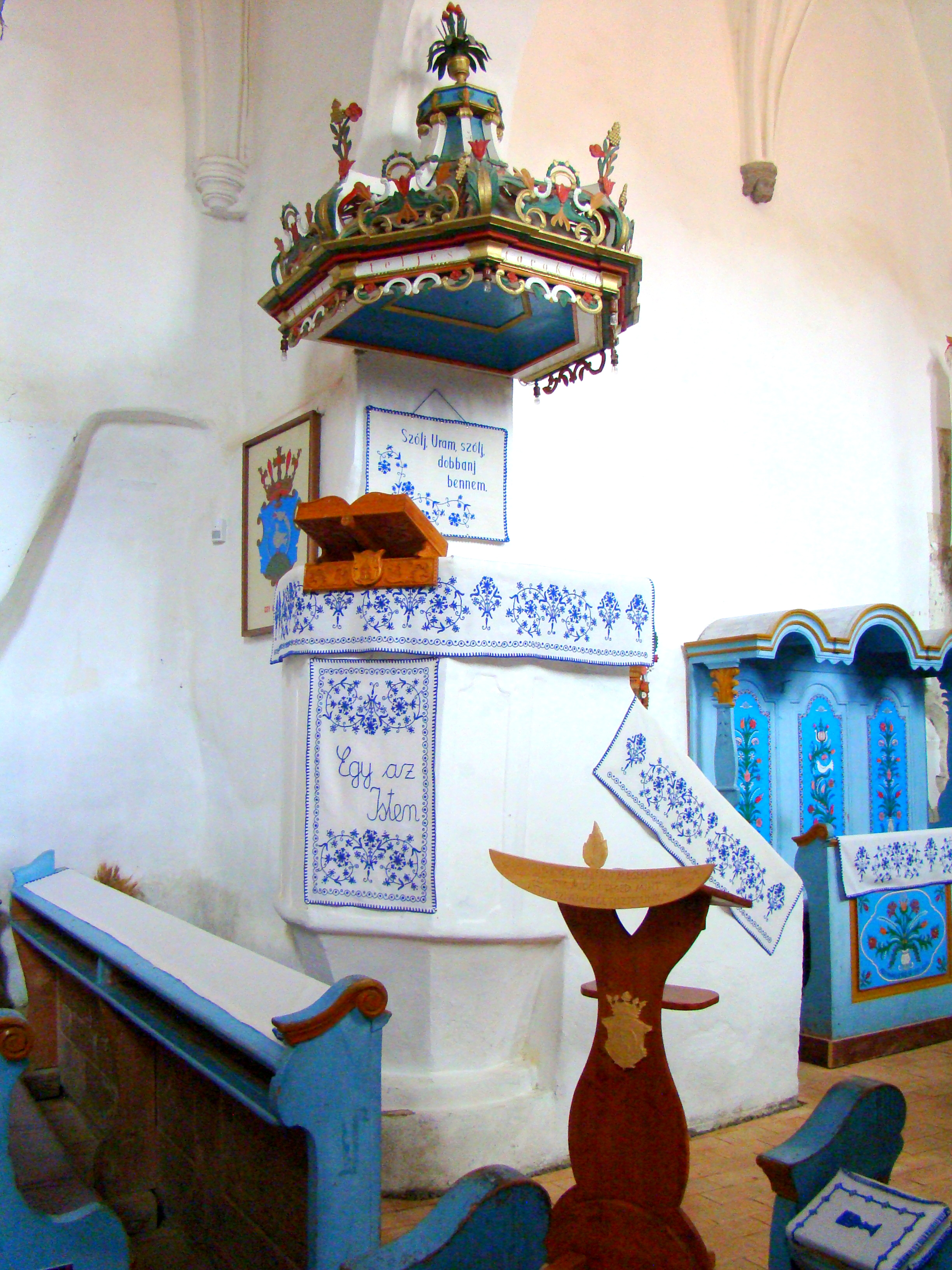
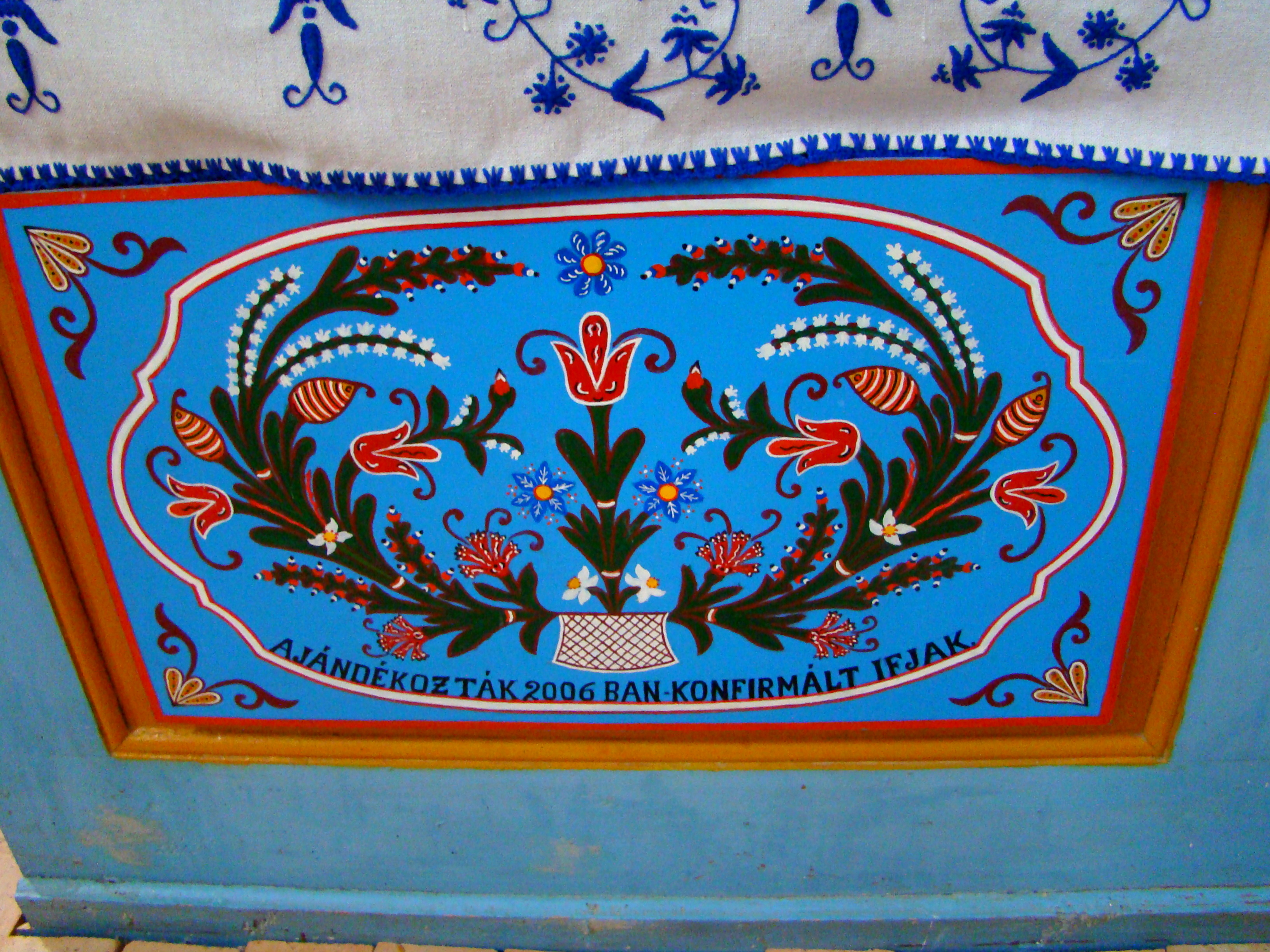
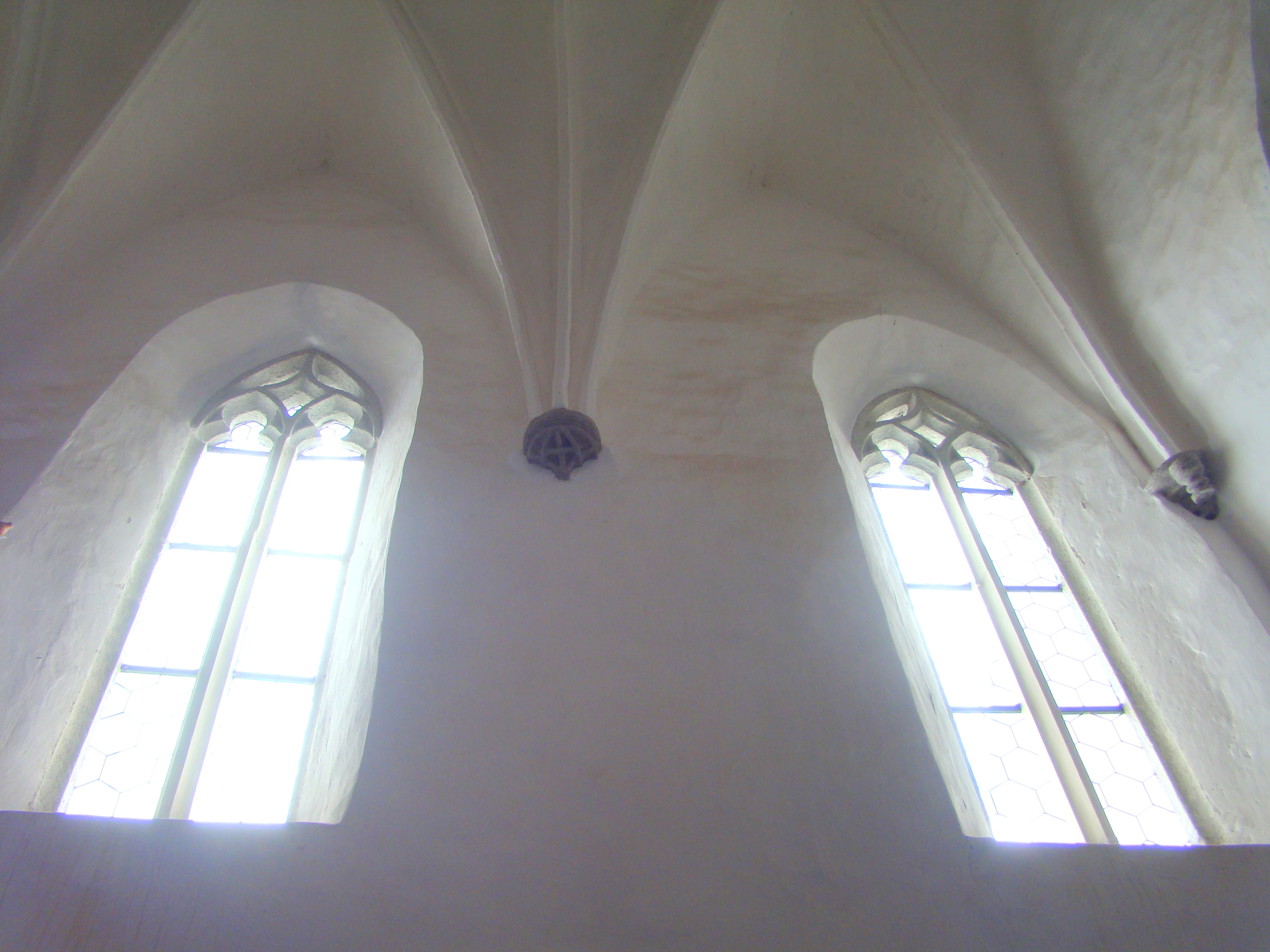
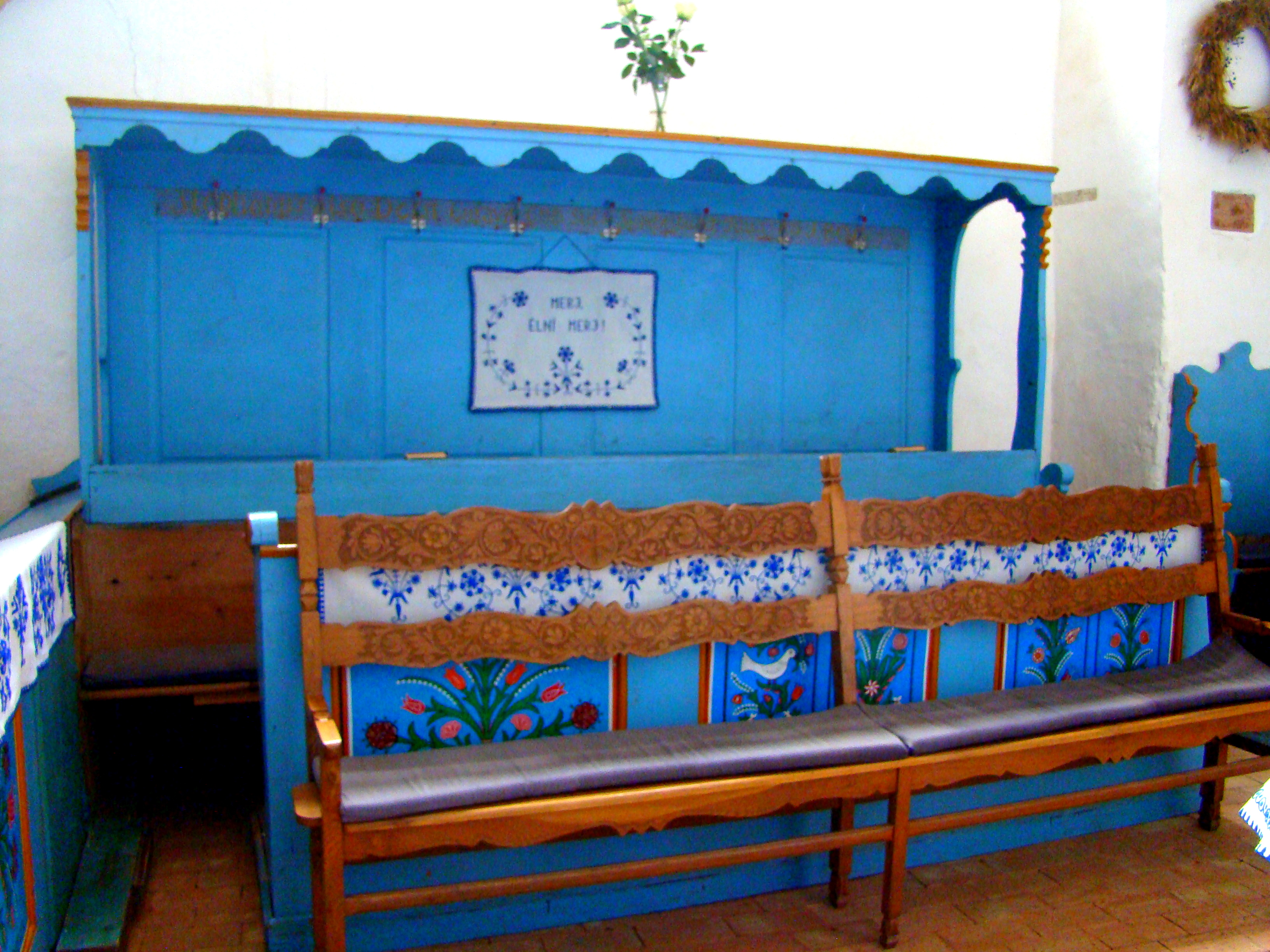
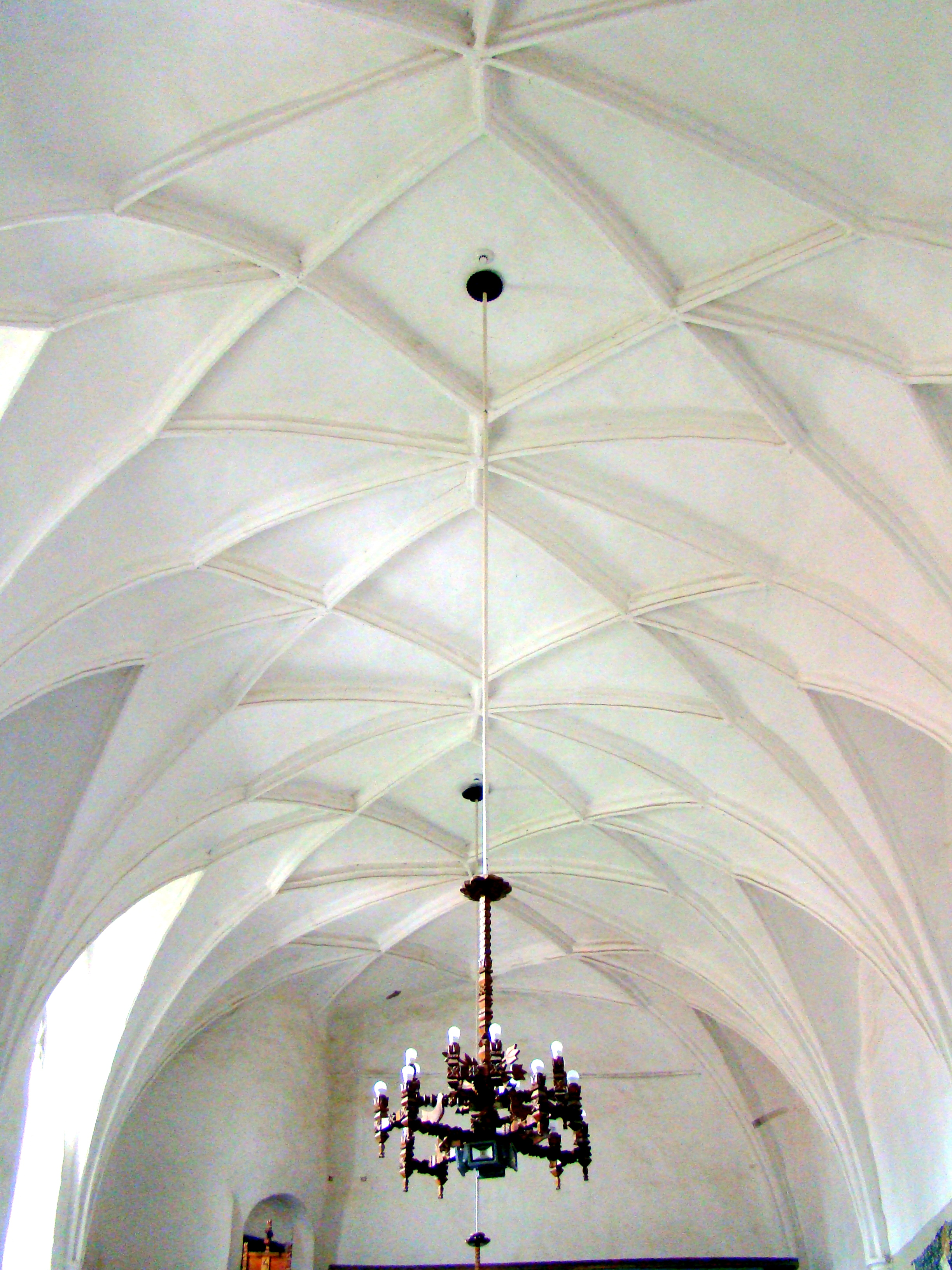
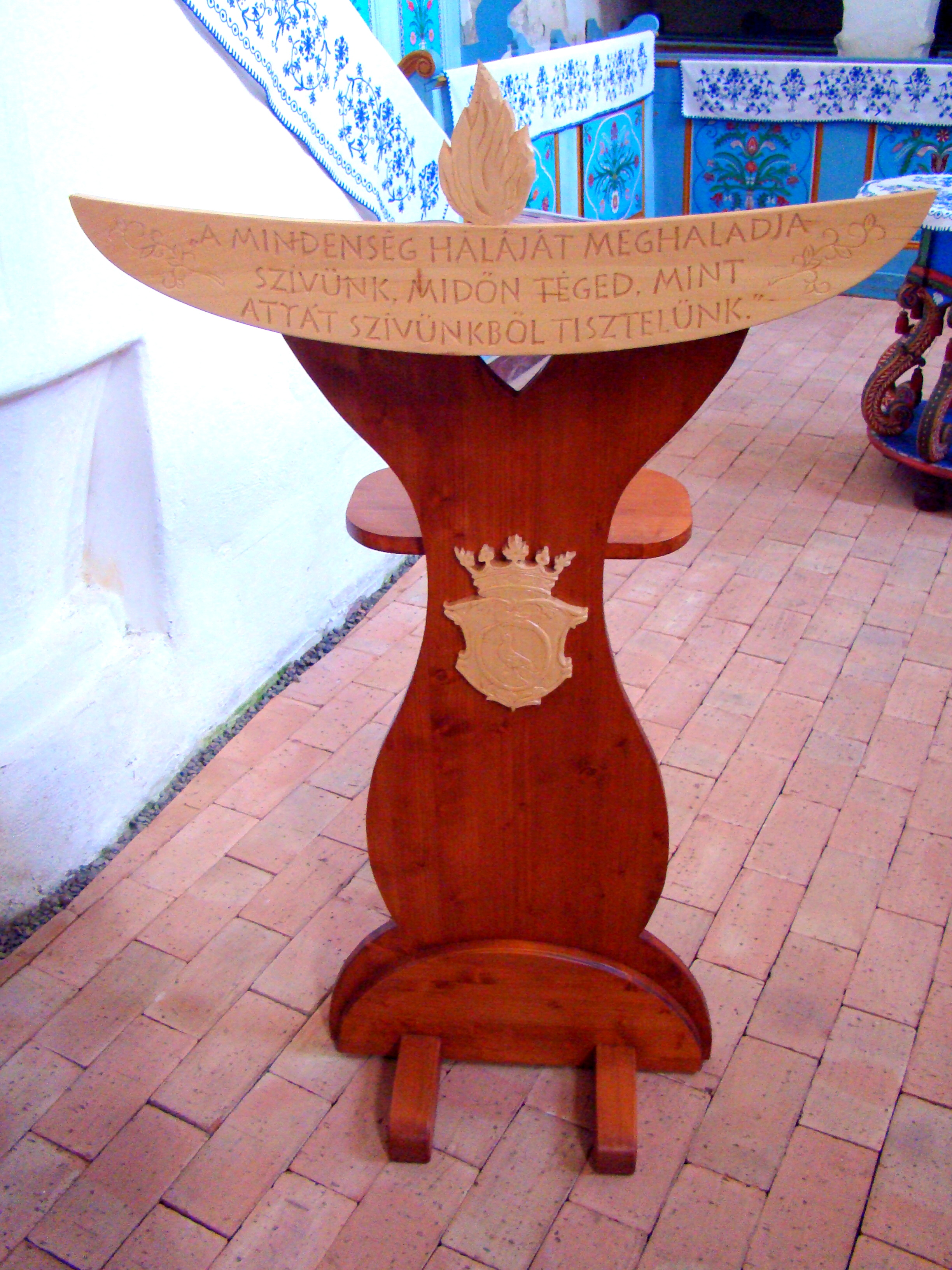
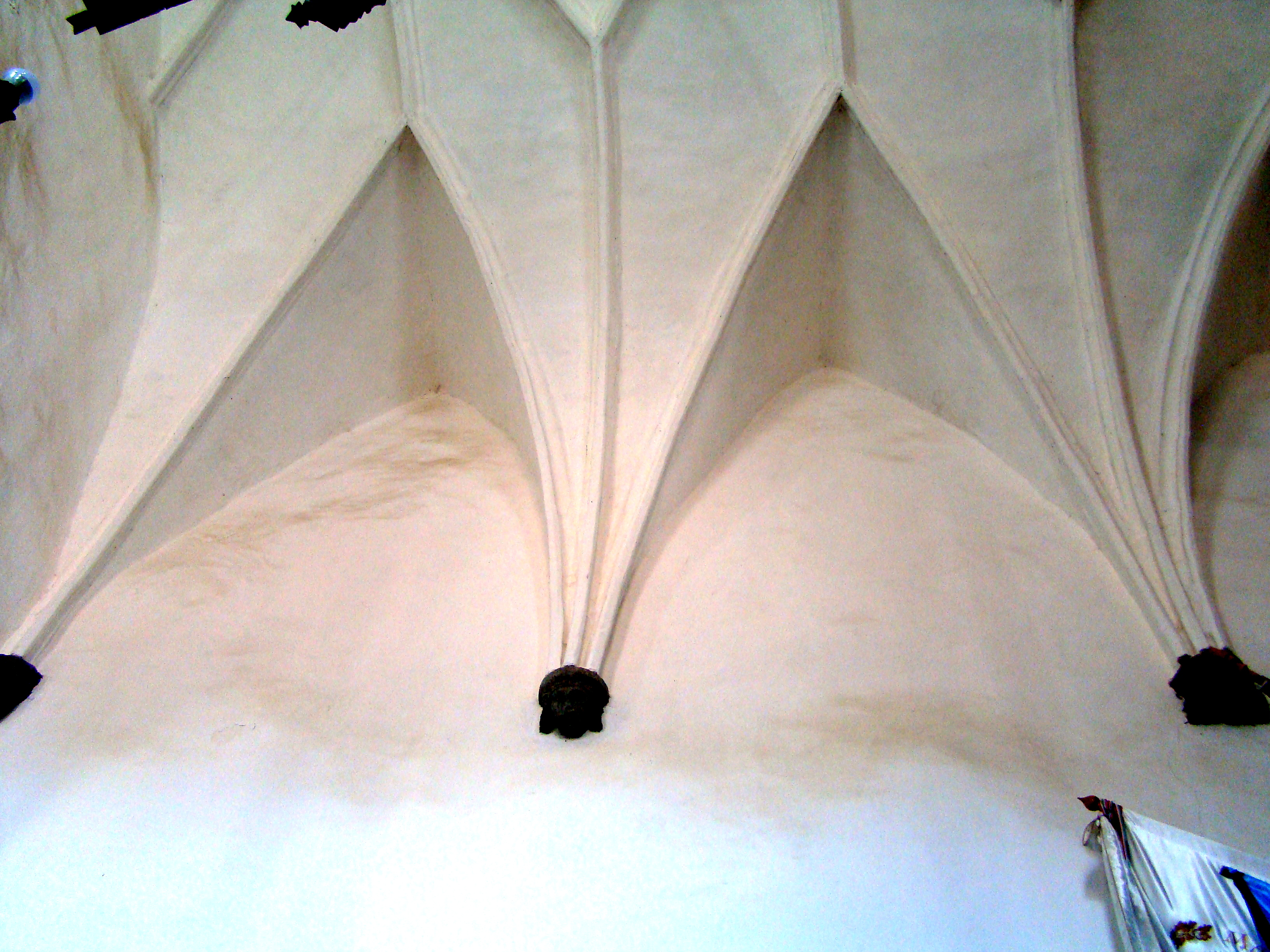
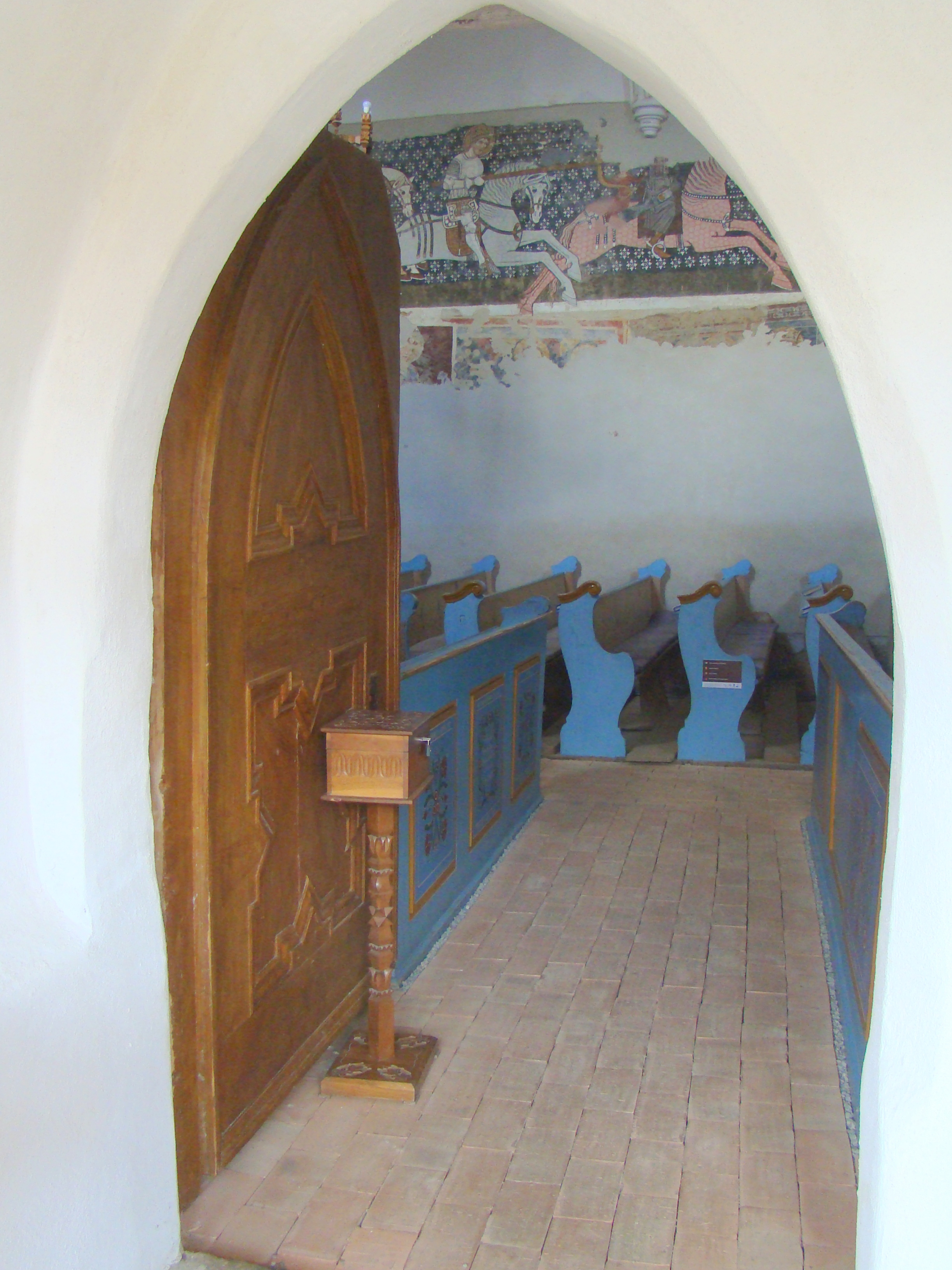